# 横浜駅
横浜駅（よこはまえき）は、神奈川県横浜市西区にある、東日本旅客鉄道（JR東日本）・東急電鉄・横浜高速鉄道・京浜急行電鉄（京急）・相模鉄道（相鉄）・横浜市交通局（横浜市営地下鉄）の駅。
JR東日本と京浜急行電鉄の駅は東口側の西区高島二丁目に、東急電鉄・横浜高速鉄道・相模鉄道・横浜市営地下鉄の駅は西口側の西区南幸一丁目にある。

## 概要

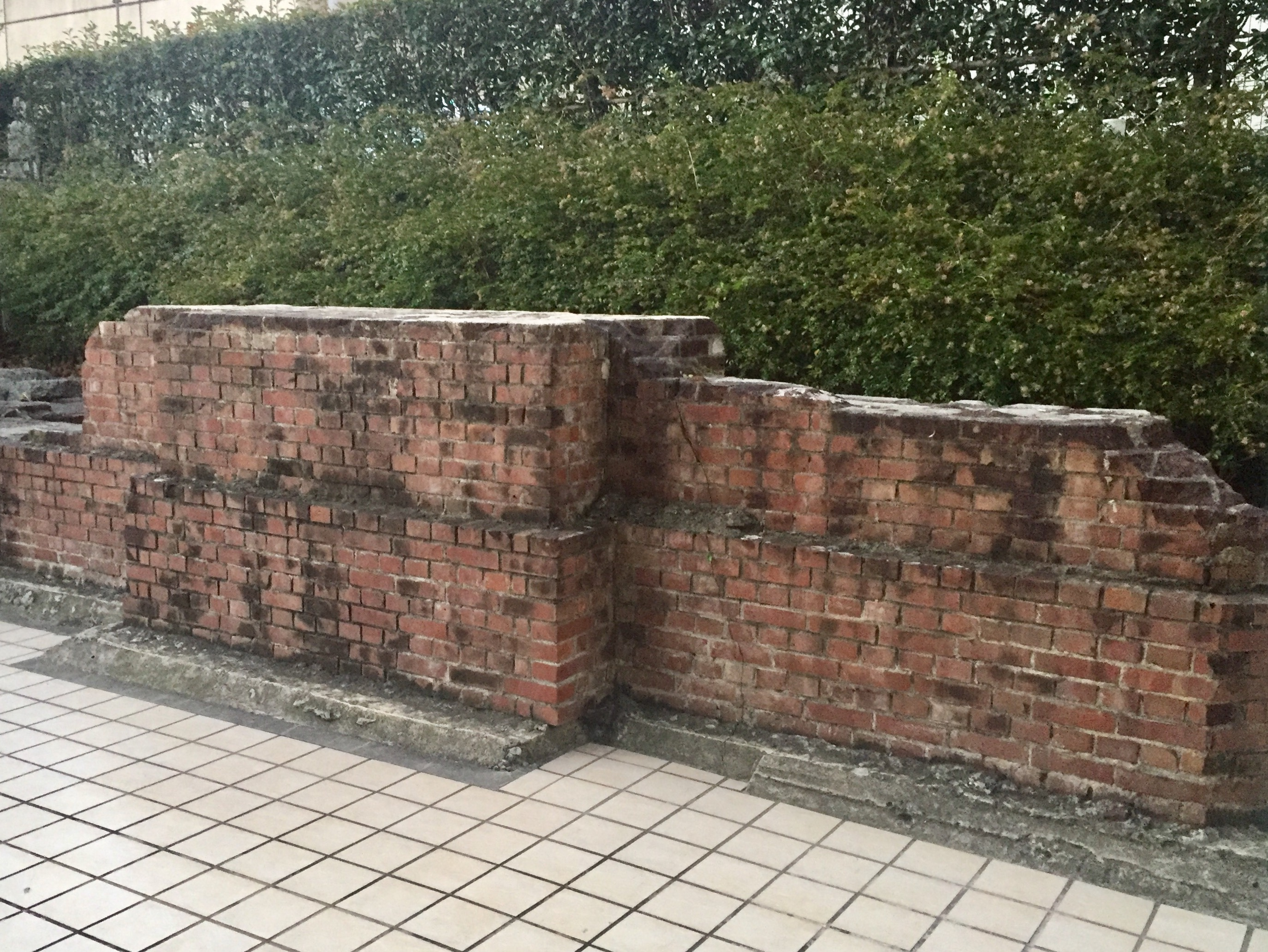
公開保存されている二代目横浜駅の基礎等遺構（西区高島）

横浜市の中心駅で、JR・私鉄・地下鉄の各線が集まる日本有数のターミナル駅である。合計6社局が乗り入れており、1駅に乗り入れる鉄道事業者数が日本最多である。1日平均の乗降客数は約230万人（2019年度）で、年間乗降客数は約8億4100万人となる。この数字は新宿駅、渋谷駅、池袋駅、大阪・梅田駅に次いで世界第5位である。
現在の横浜駅は三代目である。初代は1872年に新橋 - 横浜間で日本初の鉄道（現在の東海道本線）として開業し、二代目横浜駅の開業に伴い桜木町駅に改称された。二代目は国道1号高島町交差点付近にあったが、関東大震災で被災したため廃止された。現在も戸部警察署高島交番そばのマンション敷地内に駅舎基礎部分の遺構が残されており、横浜市認定歴史的建造物となっている。
当駅周辺は巨大な百貨店やファッションビル、専門店街などの商業施設、飲食店などが集積しており、首都圏有数規模の繁華街が広がっている。横浜港開港以来の中心市街地である中区の関内・関外（伊勢佐木町周辺）地区をも超える地区になっており、このことから関内・関外地区とともに横浜市のツインコアとして横浜都心に指定されている。
当駅は構内や駅周辺で次々と大きな工事が行われて、実質1915年の開業以来未だにすべての工事計画が完全に終了していないと言われており、「日本のサグラダ・ファミリア」と揶揄されている。現在は駅ビルおよび駅周辺の大規模再開発事業が2011年から進行している。詳細は「#エキサイトよこはま22（横浜駅周辺大改造計画）」を参照。
2008年4月から、当駅に乗り入れる4社と横浜市や市民団体が俯瞰図・構内図・広域図・断面図に点字を施した「横浜駅さわる地図バリアフリーマップ」を配布している。点字のないPR版もある。
JR横浜駅の事務管コードは▲460114である。

### 乗り入れ路線

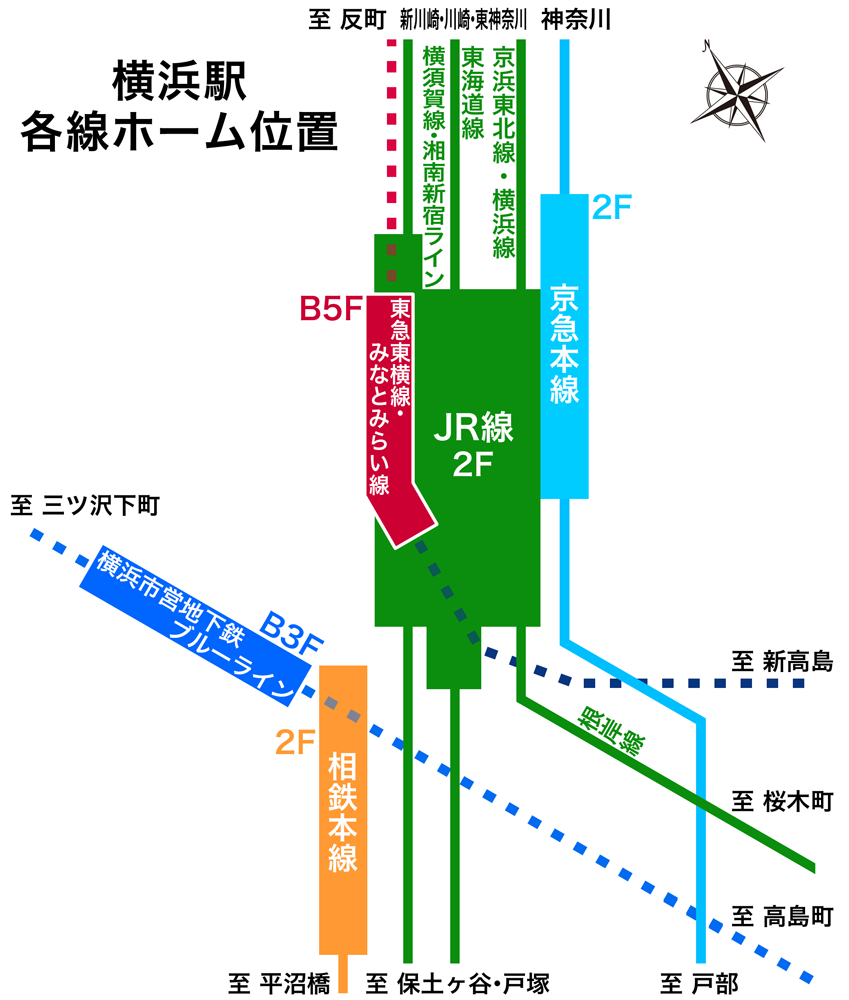
各社局の駅の位置関係

以下の6社局が乗り入れている。各社局の駅に駅番号が付されており、あわせて記す。
- 東日本旅客鉄道：線路名称上の乗り入れ路線は東海道本線と根岸線であり、東海道本線を所属線としている（乗り入れ運転系統については後述）
- 東急電鉄： 東横線 - 駅番号「TY21」
- 横浜高速鉄道： みなとみらい線 - 駅番号「MM01」
- 京浜急行電鉄： 本線 - 駅番号「KK37」
- 相模鉄道 :  相鉄本線 - 駅番号「SO01」
- 横浜市交通局： 横浜市営地下鉄ブルーライン - 駅番号「B20」

上記のうち、JR根岸線・相鉄本線・横浜高速鉄道みなとみらい線は当駅を起点とし、逆に東急東横線は当駅を終点としているが、東急東横線と横浜高速鉄道みなとみらい線は直通運転を行っており、2社が同じ施設に発着している（駅は東急側の管理）。また、東急・横浜高速鉄道は東京メトロ副都心線を介して東武鉄道・西武鉄道との5社による相互直通運転を実施している。さらに2023年3月18日より、東急新横浜線と相鉄新横浜線が相互直通運転を開始した関係で、相鉄側の横浜駅に発着する東急の車両による運用も一部で設定され、東急の車両は2か所の横浜駅に入線することとなった。他にも、京急は都営地下鉄浅草線を介して京成電鉄、北総鉄道（一部時間帯のみ）へ直通運転を実施しており、都営地下鉄浅草線の車両や、平日に限り京成の車両もごく少数のみ京急側の横浜駅に入線している。

### JR東日本の乗り入れ運転系統
JR東日本の駅に乗り入れている路線は、線路名称上は、当駅の所属線である東海道本線および当駅を起点に根岸駅を経て大船駅とを結ぶ根岸線の2路線であるが、一般列車の運転系統は以下のように多岐にわたっている。当駅は「YHM」のスリーレターコードが付与されている。
- 東海道線：東海道本線大船駅以西の藤沢駅・小田原駅方面に直通する中距離電車（湘南電車）。当駅以北の東京方面は京浜東北線に対して、当駅以南の大船駅までは横須賀線に対して速達列車としての役割を果たしている。東京駅を発着する系統と、東京駅・上野駅経由で宇都宮線・高崎線に直通する上野東京ラインが運行されている。 - 駅番号「JT 05」
- 横須賀線：東海道本線（品鶴線経由）を経て、大船駅より線路名称上の横須賀線を走る。当駅以南の大船駅までは東海道線列車に対して各駅に停車する。上りは多くの列車が東京駅を経由し、総武快速線へ直通する。 - 駅番号「JO 13」
- 湘南新宿ライン：東海道本線（品鶴線経由）を経て、戸塚駅から西大井駅まで横須賀線と同一の線路を使用し、新宿駅経由で東海道線と高崎線間、横須賀線と宇都宮線間をそれぞれ直通する。 - 駅番号「JS 13」
- 京浜東北線・根岸線：東海道本線川崎駅・東京駅方面と横浜駅・根岸線方面とを結ぶ近距離電車で、当駅を経由する全列車が両線で直通運転を行っている。 - 駅番号「JK 12」
- 横浜線：横浜線の起点は東海道本線東神奈川駅であるが、日中の多くの列車と朝夕の一部の列車が当駅を経由して根岸線に乗り入れる。駅番号は京浜東北線・根岸線と同じ「JK 12」

東海道本線の線路は、当駅以西の大船駅方面が東海道線用列車線と横須賀線用線路（旧貨物線）との複々線、当駅以東の東京都心方面はこれらに加えて根岸線に直通している電車線（京浜東北線）を加えた3複線となっており、京浜東北線と横浜線が電車線、東海道線が列車線、横須賀線と湘南新宿ラインが横須賀線用線路を使用する。電車線（京浜東北線）と東海道線列車線は川崎駅経由の本線、横須賀線用線路は武蔵小杉駅経由の支線（品鶴線）を経由する。
JRの主な優等列車としては、東海道本線経由で伊東線・伊豆急行線などに直通する特急「踊り子」「サフィール踊り子」（基本的に東京駅発着であるが、前者は1往復が新宿駅方面から湘南新宿ラインと同じルートで運転される）、横須賀線のルートから総武本線・成田線を通じて成田空港へ向かう特急「成田エクスプレス」、さらに夜行列車として東海道本線経由で山陰・四国方面へ向かう寝台特急「サンライズ瀬戸」「サンライズ出雲」などがあり、基本的に全ての列車が停車する。しかし、東京都心 - 湘南地区間の通勤客を遠近分離する観点から、朝夕ラッシュ時に運行される通勤特急「湘南」（一部は東海道貨物線経由で運転されるため当駅を経由しない）は通過する。
JRの特定都区市内制度における「横浜市内」の駅であり、運賃計算の中心駅となる。

## 歴史

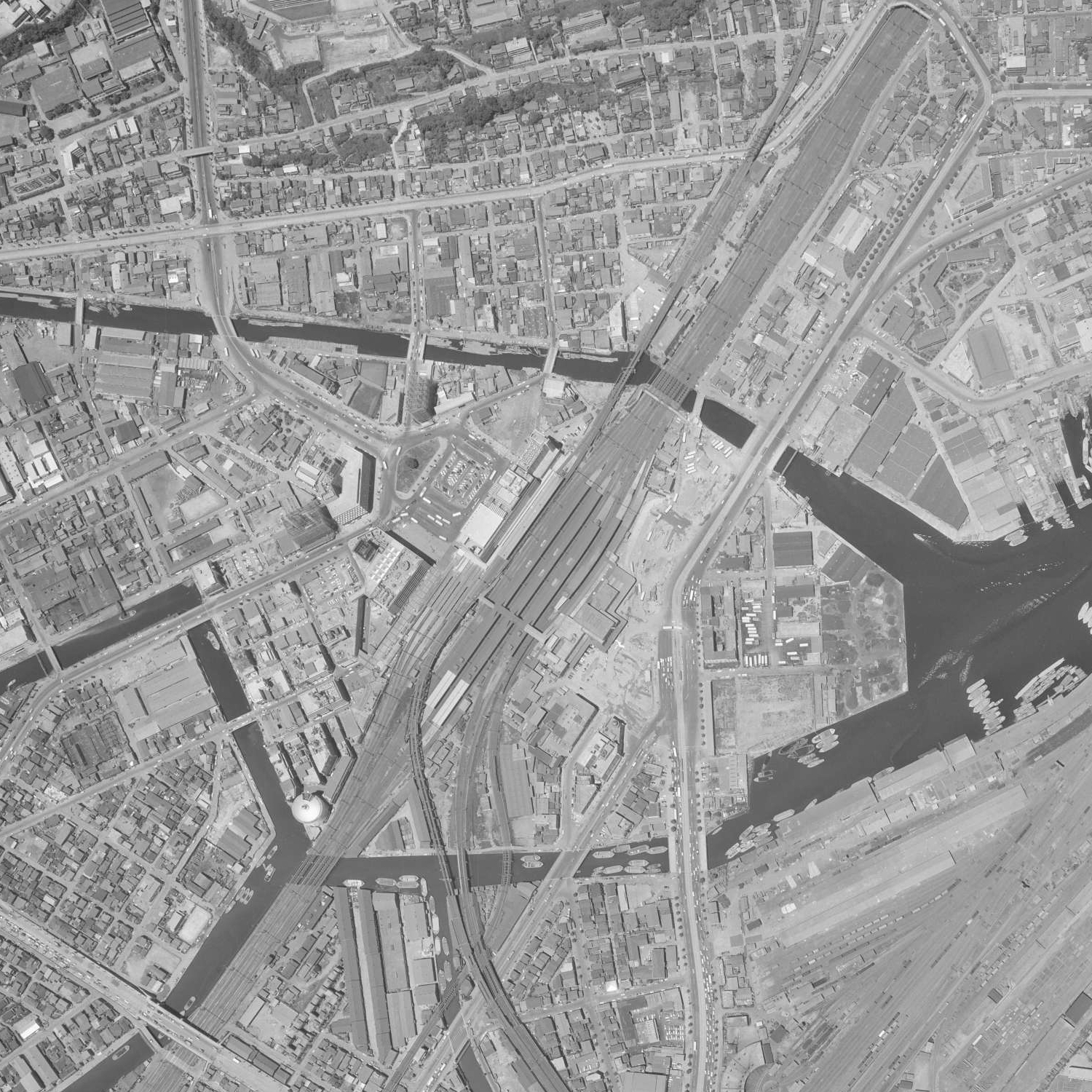
横浜駅周辺の白黒空中写真（1963年6月撮影）

現在の横浜駅付近は幕末まで海であり、明治維新直後に高島嘉右衛門らが埋め立て事業を行い、鉄道が敷設された。海はその後も現在の西口近くに「平沼」として残った。

### 年表

#### 初代
- 1872年（明治5年）6月12日（5月7日 (旧暦) ）：品川駅からの鉄道路線が仮開通し、横浜駅（現桜木町駅）が開業[1]。品川駅とともに日本で最初に開業した鉄道駅。駅舎の設計は、アメリカ人建築家のR・P・ブリジェンスで、新橋停車場と同じデザインだった[8]。
- 1887年（明治20年）7月11日：横浜駅 - 国府津駅間が開通[1]。新橋駅方面と国府津駅方面を直通する列車は当駅で進行方向を反転（スイッチバック）していた[1]。
- 1898年（明治31年）8月1日：東海道本線のスイッチバック解消のために当駅を経由しない短絡直通線が開通[1]。当駅以西への直行優等列車は、横浜駅の代わりに上りは程ヶ谷駅（現保土ケ谷駅）、下りは神奈川駅に停車し、当駅 - 程ヶ谷駅を連絡する列車が設定されていた。
- 1901年（明治34年）10月10日：短絡線上に平沼駅を設置[1]。横浜の利便を図ることを目的としており、優等列車は神奈川駅と程ヶ谷駅に代わってこの平沼駅に停車した。
- 1914年（大正3年）12月20日：京浜間での電車運転開始に伴い、高島町駅が仮ホームで開業[1]。横浜側の仮終着駅であった。

#### 2代目
- 1915年（大正4年）8月15日：東海道本線の当駅通過を避けるため、現在の地下鉄高島町駅付近に横浜駅（2代目）が開業[1]。旧横浜駅を桜木町駅に改称[1]。短絡直通線および平沼駅廃止[1]。高島町駅は横浜駅京浜線ホームとなる。
- 1923年（大正12年）
  - 9月1日：当駅の駅舎が関東大震災で倒壊[1]。桜木町駅も焼失[1][9]。
  - 9月7日：しばらくの間仮駅舎を設置して営業。この頃に平沼が完全に埋め立てられる。
- 1928年（昭和3年）
  - 5月18日：東京横浜電鉄（現東急東横線）が開通[1]。

#### 3代目
- 1928年（昭和3年）
  - 10月15日：横浜駅（3代目）として、当駅が現在地に移転[1]。
    - 短縮してスタンダード石油・ライジングサン石油の「石油専用線」（神奈川駅 - 旧平沼駅[10]）として使われていた短絡直通線を復活[11]。東海道線を、2代目横浜駅跡地を経由せずに短絡直通線を通る現在のルートに変更した。神奈川駅を廃止[1]。
    - この時、当駅は汽車線ホームのみが設置され、京浜線ホームは設置されていなかった。そのため、駅の東口に京浜線仮ホームを設置した。2代目横浜駅も当駅構内扱いの高島口乗降場として残された。
- 1929年（昭和4年）6月22日：京浜電気鉄道（現京急本線）京浜神奈川駅（現神奈川駅） - 当駅が仮開通。
- 1930年（昭和5年）
  - 1月26日：京浜線の当駅 - 桜木町駅の経路変更、横浜駅に京浜線ホームを設置。高島口乗降場閉鎖[12][注 2]。
  - 2月5日：京浜電気鉄道が本開通[1]。
- 1933年（昭和8年）12月27日：神中鉄道（現相鉄本線）が横浜駅まで延伸[1]。現在の西口は砂利置き場だった。
- 1945年（昭和20年）5月29日：横浜大空襲により駅設備の大半が焼失。
- 1948年（昭和23年）：西口に木造の駅舎が完成[13]。
- 1956年（昭和31年）4月2日：西口に相模鉄道横浜駅の新駅舎が完成[14]。
- 1957年（昭和32年）
  - 1月16日：相模鉄道の横浜駅 - 西横浜駅を複線化[15]。
  - 12月9日：北側の自由地下通路が供用を開始。
- 1959年（昭和34年）7月16日：横浜市営トロリーバスが当駅西口に乗り入れ[1]。
- 1962年（昭和37年）11月23日：東急東横線ホームが島式1面2線から変則相対式2面2線に変更。
- 1965年（昭和40年）10月1日：みどりの窓口開設。
- 1967年（昭和42年）：東急東横線ホームが変則相対式から相対式に変更。
- 1968年（昭和43年）8月31日：横浜市電の横浜駅西口電停が廃止。
- 1970年（昭和45年）4月5日：旅行センター開業[16]。
- 1971年（昭和46年）
  - 3月20日：横浜市電の横浜駅前電停が廃止。
  - 8月1日：新相鉄ビルの一部として、現在の相模鉄道横浜駅の駅舎が完成。相模鉄道横浜駅の改札口・プラットホームを、新駅舎に合わせて西口の髙島屋付近（現：相鉄ジョイナスの自由通路入口）から相鉄口（現：みなみ西口）まで約330 m後退[17]。
- 1972年（昭和47年）3月31日：横浜市営トロリーバス廃止[1]。
- 1974年（昭和49年）
  - 2月8日：相鉄本線ホームの改築工事が完成し、地上2階の4面3線となる。
  - 5月26日：京急本線ホームが変則相対式2面2線から島式1面2線に変更。
- 1976年（昭和51年）9月4日：横浜市高速鉄道3号線(横浜市営地下鉄ブルーライン)が開通[1]。
- 1980年（昭和55年）
  - 10月1日：SM分離（東海道線と横須賀線の分離化）により、横須賀線は現在の東海道線ホームから新たに設置されたホームに乗り入れる。
  - 11月7日：東口新駅舎・東西自由通路が使用を開始[新聞 4]。
- 1981年（昭和56年）12月21日：国鉄によるクリーントイレ作戦に基づく壁画トイレの第一号作品が国鉄駅に設置される。トイレ壁画デザイナー松永はつ子の作品。
- 1985年（昭和60年）3月14日：横浜市営地下鉄3号線の当駅 - 新横浜駅が延伸開業、中間駅となる[1]。
- 1986年（昭和61年）11月1日：国鉄駅での荷物取り扱いを廃止。
- 1987年（昭和62年）4月1日：国鉄分割民営化により、国鉄の駅はJR東日本の駅となる[1]。
- 1992年（平成4年）3月7日：JR東日本の駅に自動改札機を設置し、使用を開始する[18]。
- 1995年（平成7年）4月19日：横浜駅異臭事件が発生。
- 1999年（平成11年）：関東の駅百選に選定。
  - 2月27日：相鉄のダイヤ改正により運転を開始した快速の停車駅に設定される。
  - 3月28日：JRと京急との連絡改札口に自動改札機を設置[19]。
  - 7月31日：京急の白紙ダイヤ改正による京急蒲田駅 - 新逗子駅の急行を廃止。
  - 京急の発車標は、ブラウン式から反転フラップ式になる。
- 2001年（平成13年）
  - 5月：相鉄本線ホームに転落防止用の柵を設置[新聞 5] 。
  - 11月18日：JR東日本でICカード「Suica」の利用が可能となる。
- 2002年（平成14年）：横浜市営地下鉄で駅ナンバリングを使用開始。
- 2004年（平成16年）
  - 1月30日：東急東横線の当駅 - 桜木町駅が、この日の終電をもって営業終了[東急 1]。同時に同線高架ホームの使用もこの日をもって停止。
  - 1月31日：東急東横線のりばを地下化。きた通路・みなみ通路の使用を開始。東西自由通路を「中央通路」に名称変更。
  - 2月1日：横浜高速鉄道みなとみらい線が開通し、東急東横線との相互直通運転を開始[東急 2][東急 3]。
- 2006年（平成18年）7月22日：京急本線ホームが島式1面2線から変則相対式2面2線に変更。32年ぶりに上下方向別単式2面2線の構造に戻る。それに従い、スレッドラインを設置した。
- 2007年（平成19年）
  - 3月18日：京急・相鉄・ブルーライン・東急・みなとみらい線でICカード「PASMO」の利用が可能となる。
  - 4月28日：横浜市営地下鉄でホームドアの使用を開始。
- 2008年（平成20年）12月23日：京急本線のホームに接近メロディを導入。「ブルー・ライト・ヨコハマ」が採用される。
- 2010年（平成22年）
  - 4月25日：横須賀線、湘南新宿ラインホーム（9・10番線）の拡幅工事完了。
  - 5月16日：京急のダイヤ改正により運転を開始したエアポート急行の停車駅に設定される。
  - 10月21日：京急で駅ナンバリングを使用開始。
- 2012年（平成24年）5月1日：横浜市営地下鉄でDocomo Wi-Fiによる、公衆無線LANサービス開始。
- 2014年（平成26年）
  - 相鉄で駅ナンバリングを使用開始。
  - 4月27日：相鉄のダイヤ改正により運転を開始した特急の停車駅に設定される。
  - 京急の反転フラップ2代目で初めて廃止。LED式に変わった。
- 2015年（平成27年）
  - 3月7日：東急東横線・みなとみらい線ホームでホームドアの使用開始[20]。
  - 5月21日：京急の副駅名にそごう・ポルタ前が追加。
  - 7月18日：横浜市営地下鉄のダイヤ改正により運転を開始した快速の停車駅に設定される。
- 2016年（平成28年）
  - 3月6日：相鉄3番線でホームドアの使用を開始[相鉄 2][21]。
  - 12月20日：相鉄2番線でホームドアの使用を開始[相鉄 3]。
- 2017年（平成29年）2月21日：相鉄1番線でホームドアの使用を開始[相鉄 4]。
- 2018年（平成30年）3月6日：中央通路と西口地下「ジョイナス」との間の地下通路が暫定開通。
- 2019年（令和元年）
  - 7月21日：横浜駅西口開発ビル・駅前棟（現 JR横浜タワー）1階通路部分「アトリウム」の使用開始[22]。
  - 9月19日：京急線1・2番線でホームドアの使用を開始[京急 1]。その前をもって、スレッドラインを廃止。
  - 11月13日：京浜東北・根岸線ホーム（3・4番線）でホームドアの使用を開始[JR東 1]。
  - 12月7日：中央通路と西口地下「ジョイナス」を繋ぐ地下連絡通路が開通[JR東 2][相鉄 5]。
- 2020年（令和2年）
  - 6月18日：JR横浜タワーに併設する商業施設「CIAL横浜」が開業[JR東 3][注 3]。JR横浜タワーとJR横浜鶴屋町ビルを結ぶ歩行者デッキ「はまレールウォーク」が開通[JR東 3]。
  - 6月24日：JR横浜タワーに併設する商業施設「NEWoMan横浜」[JR東 6]、エンタテインメント・コンプレックス「T・ジョイ横浜」、ワークスペース「STATION SWITCH」[JR東 7]が開業[JR東 3][注 3][注 4]。
  - 6月27日：JR横浜鶴屋町ビルに併設する商業施設「CIAL横浜 ANNEX」、ホテル「JR東日本ホテルメッツ 横浜」が開業[JR東 3][注 5]。
  - 8月7日：JR横浜鶴屋町ビルに併設するフィットネスクラブ「ジェクサー・フィットネス&スパ 横浜」が開業[JR東 3][注 6]。
  - 8月10日：JR東日本の中央南改札と南改札を結ぶ改札内通路およびエレベーター、待合広場「SOUTH COURT」が供用開始[JR東 8]。エキナカ商業空間「エキュートエディション横浜」が開業[JR東 8][JR東 9]。駅ナカシェアオフィス「STATION DESK」が利用可能となる[JR東 8][JR東 9][JR東 10]。
- 2022年（令和4年）3月1日：駅たびコンシェルジュが開業[JR東 11]。
- 2024年（令和6年）
  - 4月1日：相鉄の副駅名に相鉄ジョイナス前が追加[23]。
  - 11月23日：京急線ダイヤ改正により「イブニング・ウィング号」の停車駅となる（乗車専用）[24]。

下側中央の「停車場」が初代横浜駅。堰堤の中央付近（高島五丁目から八丁目）が、現在の東口駅前（1881年）
高島町の堰堤（現在の横浜駅付近）を走る蒸気機関車（梅堂国政「横浜鉄道蒸気出車之図」、1872年）
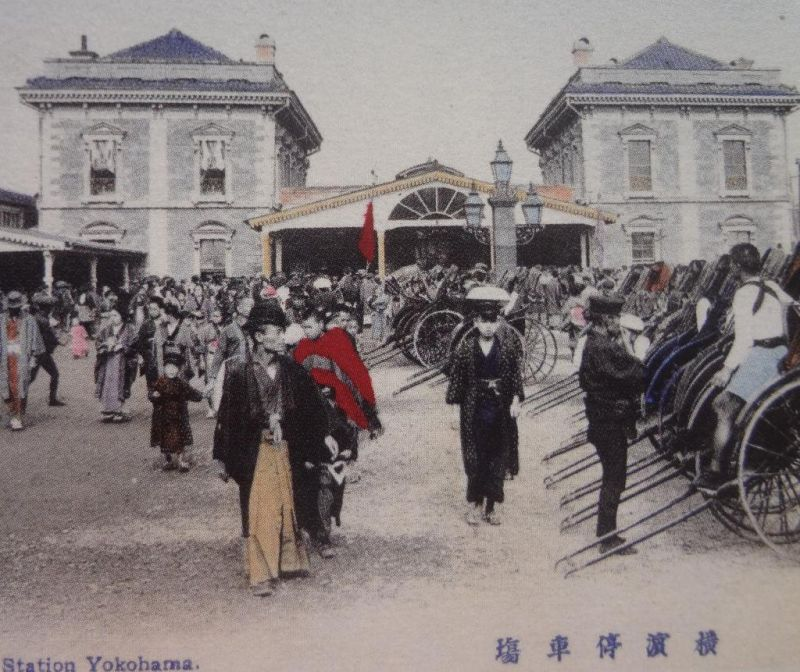
初代横浜駅（現桜木町駅、1872年開業）
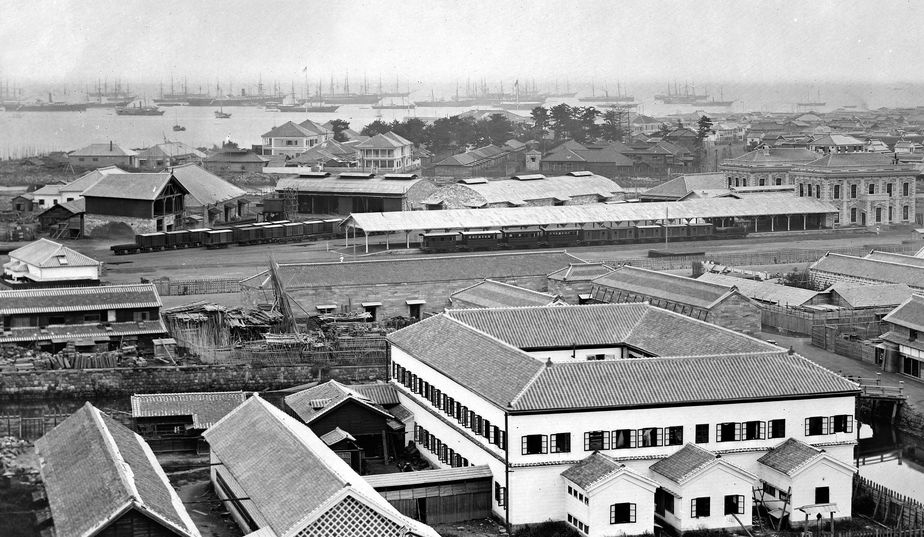
初代横浜駅の全景
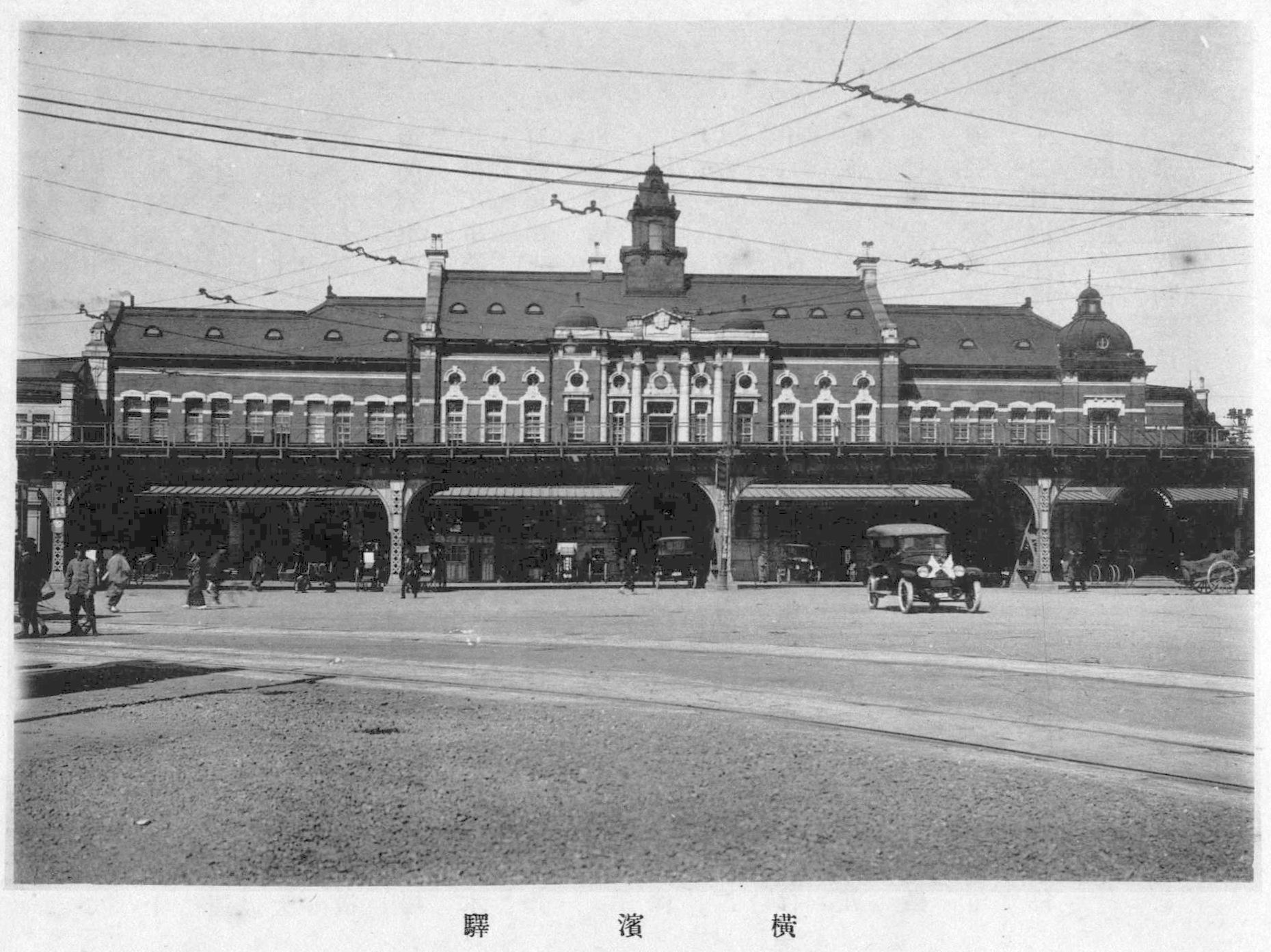
2代目横浜駅
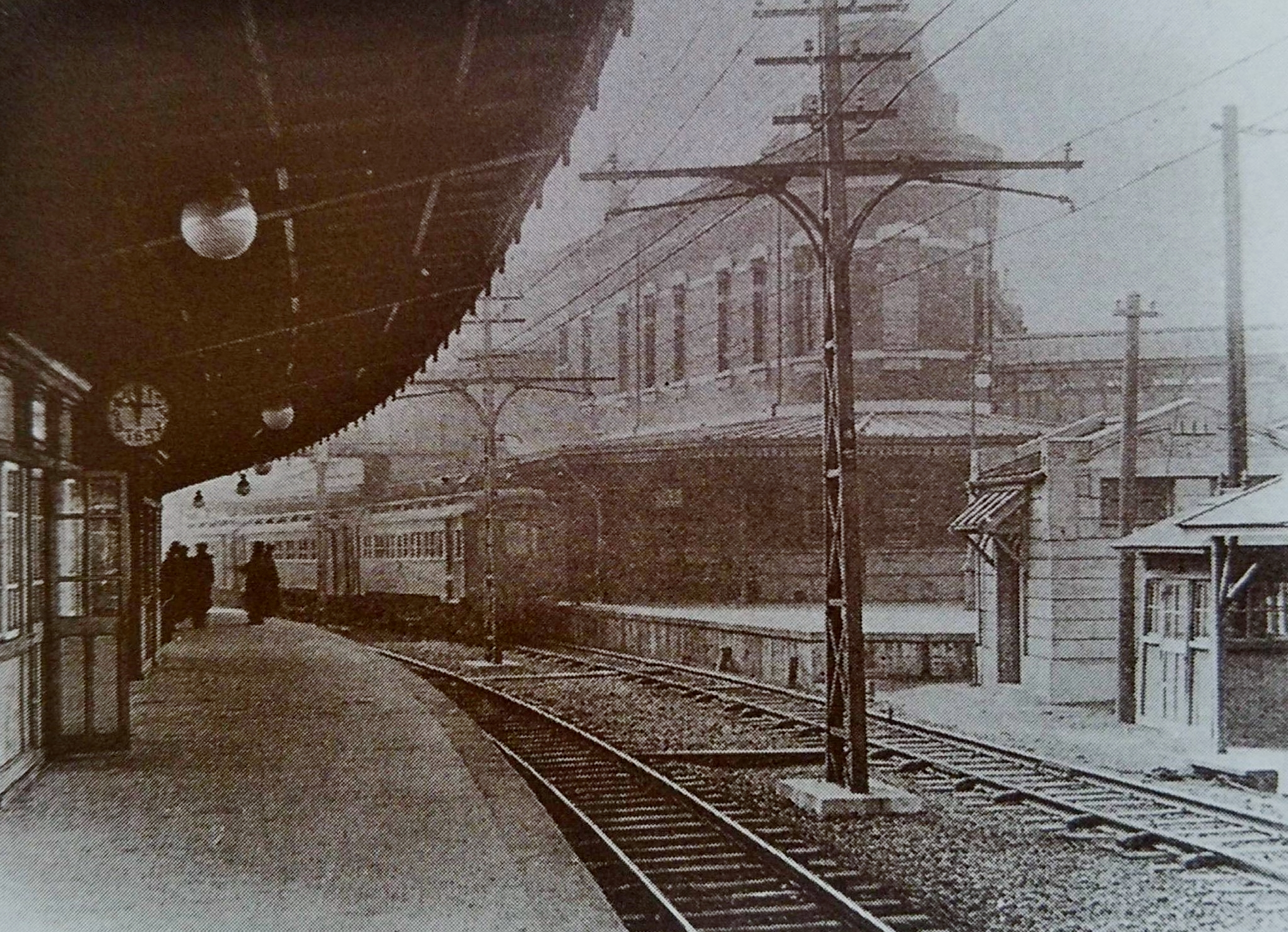
2代目横浜駅の京浜線プラットホーム
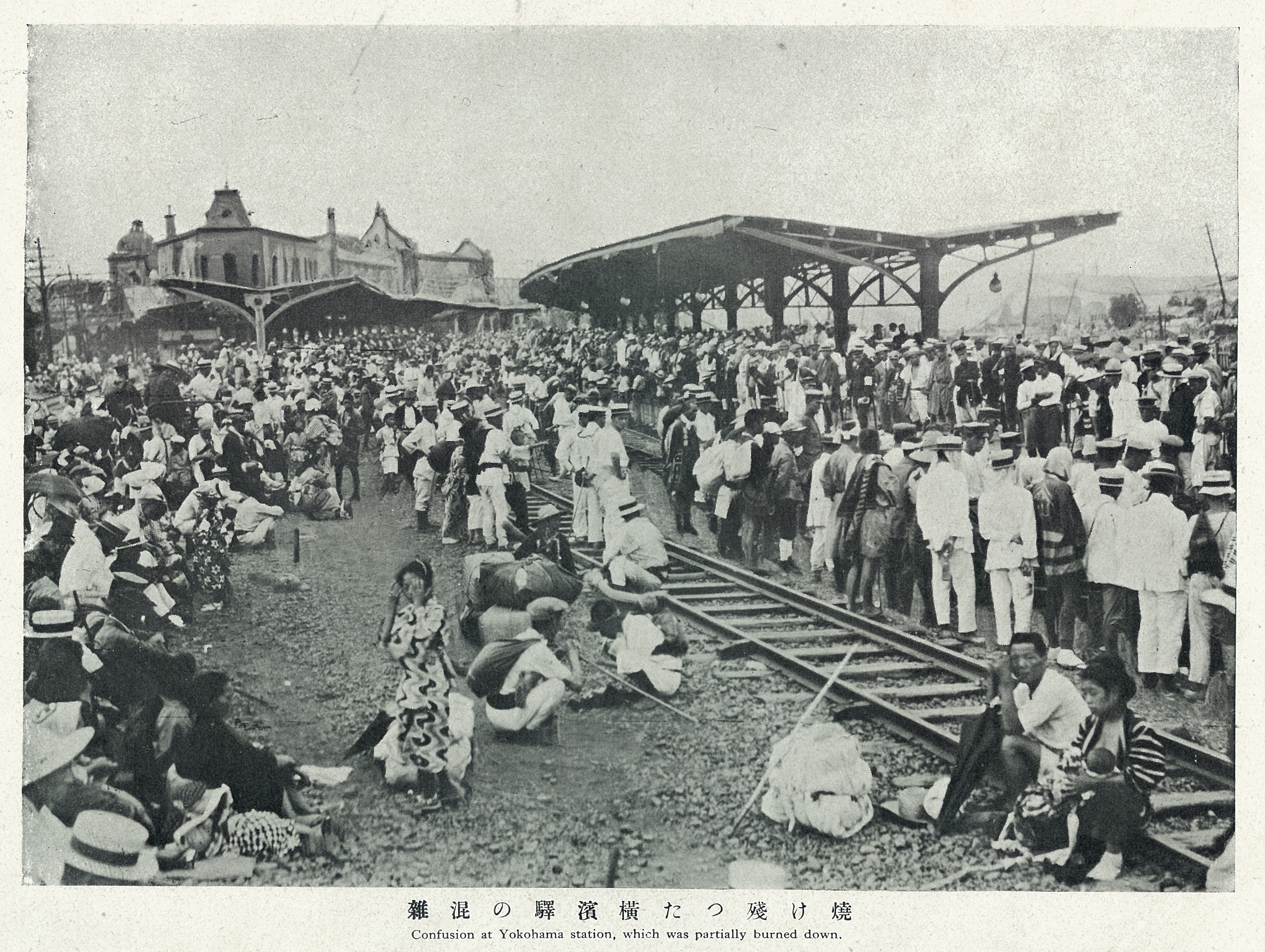
関東大震災で被災した2代目横浜駅
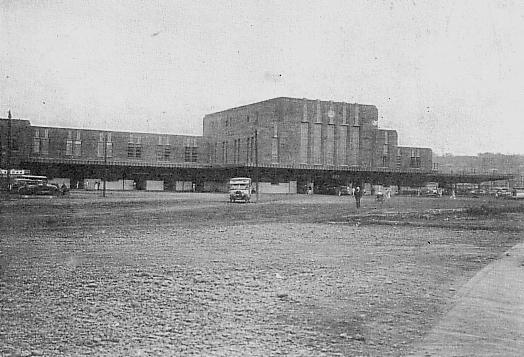
3代目横浜駅東口（1928年竣工）
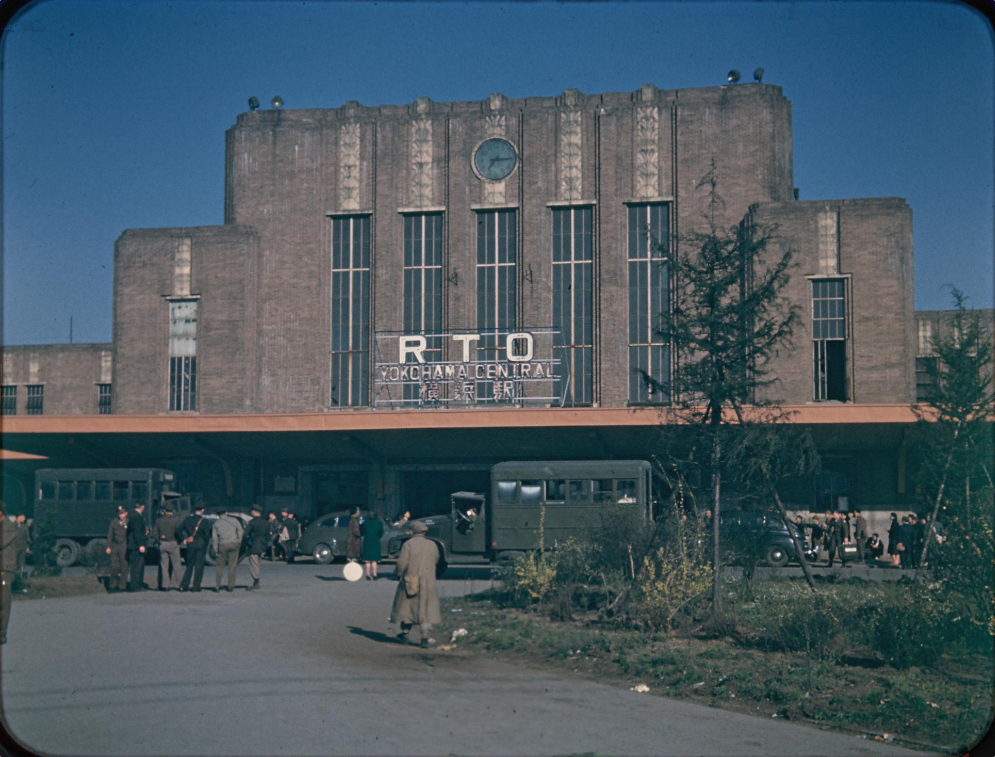
連合国軍占領下の横浜駅（1946-47年頃）
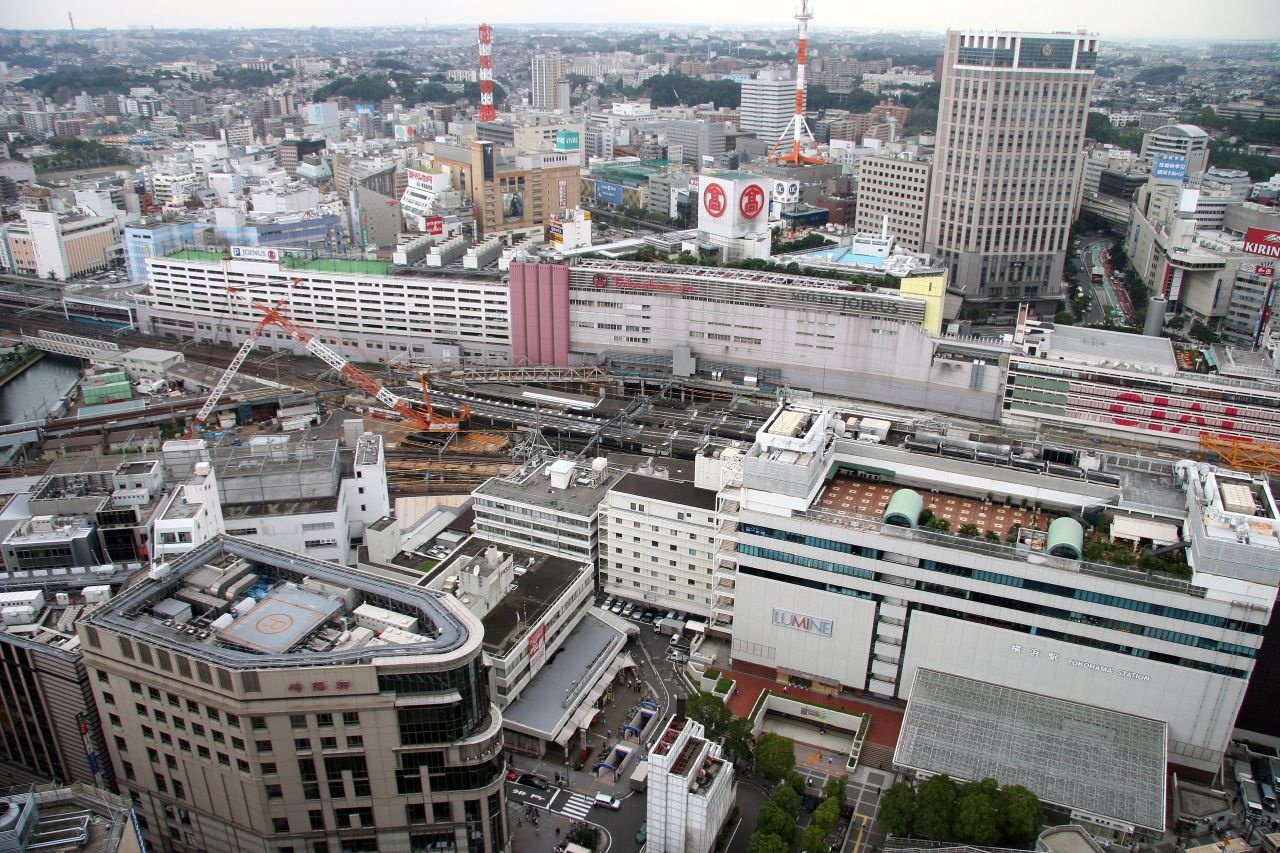
駅全景（2005年10月）

## 駅構造
ホームは多くが南北方向に伸びており、地上は東寄り（東京湾側）から京急線とJR線のホームが並ぶ。相鉄線と横浜市営地下鉄線はこれらの路線の南西側（みなみ西口付近）にホームがあり、相鉄線はJR線の脇、地上2階に南方向へホームが伸び、横浜市営地下鉄は南寄り地下3階（改札は地下2階）に概ね東西方向へホームが伸びる。かつては東急線もJR線脇の地上2階部分に並行して高架ホームがあったが、みなとみらい線との相互直通運転開始を機に地下5階（改札は地下3階）へ移転した。
地下1階部分では、自由連絡通路「きた通路」「中央通路」「みなみ通路」が東西に貫き、「きた東口（A・B・C）」「きた西口」「中央東口」「中央西口」「みなみ東口」「みなみ西口」の6か所の出口がある。地下2階部分の東急線・みなとみらい線ホーム上に南北自由通路があり、これらの通路を結んでいる。

### JR東日本
島式ホーム4面8線を有する地上駅で、のりばの番号は東急線ホームからの通し番号になっている。京浜東北・根岸線と横須賀線・湘南新宿ラインのホームはそれぞれ1面2線、東海道線は2面4線を使用する。ホームの有効長は京浜東北・根岸線が10両分、他は15両分である。線路は多くが主本線だが、東海道線の5・8番線のみ副本線（待避線）となっている。
東海道線の待避線では優等列車の待避が行われるほか、平日朝ラッシュ時は上り普通列車が7・8番線を交互に発着している。
改札は、中央通路に面して2か所（中央北改札・中央南改札）ときた・みなみ両通路に面してそれぞれ1か所（北改札・南改札）の計4か所があり、改札ごとに階段などが分かれている。中央北改札付近に京急との連絡改札が設置されている。みどりの窓口は中央通路に設置されている。かつてはみなみ通路にみどりの窓口が設置されていたが南改札の移設時に閉鎖され、代わりに指定券券売機が2台設置された。当駅はインターネット予約の受取りはえきねっとのみ可能。2020年8月10日には、中央南改札と南改札を結ぶ改札内通路および待合広場「SOUTH COURT」が供用開始された。また、翌2021年3月22日より、「SOUTH COURT」内にて駅ピアノが設置された。
横浜統括センターの拠点駅。直営駅であり管理駅として保土ケ谷駅を管理している。
エレベーターはホームと中央北改札コンコースを結ぶものが各1台、エスカレーターは中央北改札と7・8番線（上り）および9・10番線（両方向）、きた通路北改札と各ホーム（片方向）、中央南改札と3・4番線（下り）および5 - 10番線（上り）がある。中央南改札と9・10番線を結ぶエスカレーター（上り）は、横須賀線ホーム拡幅（後述）後、2010年12月23日に新設されたものである。中央北改札と9・10番線を結ぶエスカレーター（両方向）は従来の階段をつぶして設置されたため、階段がなくエスカレーターのみとなっていたが、こちらも横須賀線ホーム拡幅（後述）後、エスカレーターの西側に階段が新設された。2020年8月10日には、中央南改札および北改札コンコースと各ホームを結ぶエレベーターが供用開始された。
横浜線の電車が日中1時間に6本（快速3本・各駅停車3本）が当駅3・4番線を経由して隣の桜木町駅まで乗り入れているが、朝時間帯は横浜線全体の1/3程度の列車が直通、夜間帯は毎時1-3本程度が直通する桜木町/磯子/大船（大船行きは朝のみ）発着列車を除いて東神奈川駅始発・終着となっており、京浜東北線に乗車して同駅での乗り換えが必要となるケースもある。横浜線直通電車（橋本・八王子行）の場合、案内看板が点灯するほか、駅員の肉声放送も流れるようにしている。
各ホームとも乗降客が多く見通しも悪いため、終日に渡って立番が配置され、乗降終了合図を出している。5・6番線と9・10番線は立番駅員が発車メロディを扱う。
かつては上りの寝台列車が大幅に遅延した際、朝ラッシュ時の通勤輸送への影響を避けるため小田原（当駅の代替として臨時停車） - 品川間で東海道貨物線を走行し、当駅を経由しない場合もあった。
1980年9月30日までは現在の横須賀線ホームがなく、横須賀線電車も東海道線ホームに発着し、東京 - 大船間は東海道線と同様に川崎経由で運転されていた。
2010年10月1日より当駅南口に遺失物管理センター（JR東日本ステーションサービスに委託）を開設し、従来、改札・出札・ホームの各部署で対応していた遺失物の取り扱い業務を当センターへ集約した。当駅発行の定期券については従来通り出札で管理している。
2021年時点のダイヤで当駅を通過する旅客列車は東海道線の特急「湘南」のみである（一部の列車は貨物線経由で運行されるため当駅を経由しない）。
なお、東京都心と湘南地区間の通勤客のみを分離することを目的とした上記列車（「湘南」、「湘南ライナー」、通勤快速）を除き、国鉄時代から東海道線の昼行特急（東海道新幹線開業前の東京発大阪・西日本方面への最速達の特急列車も含む）や寝台特急は基本的に全列車が停車している。

#### のりば
| 番線 | 路線                       | 方向 | 行先                                           | 備考                                          |
| ---- | -------------------------- | ---- | ---------------------------------------------- | --------------------------------------------- |
| 3    | 根岸線                     | 下り | 桜木町・磯子・大船方面                         | ホームドア設置                                |
| 4    | 京浜東北線                 | 北行 | 東京・上野・大宮方面                           | ホームドア設置                                |
| 4    | 横浜線                     | 下り | 新横浜・町田・八王子方面                       | ホームドア設置                                |
| 5    | 東海道線                   | 下り | 小田原・熱海・伊東方面                         | 主に6番線                                     |
| 6    | 東海道線                   | 下り | 小田原・熱海・伊東方面                         | 主に6番線                                     |
| 7    | 東海道線（上野東京ライン） | 上り | 川崎・品川・東京・上野・大宮方面               | 朝ラッシュ時は交互発着・それ以外の時間は7番線 |
| 8    | 東海道線（上野東京ライン） | 上り | 川崎・品川・東京・上野・大宮方面               | 朝ラッシュ時は交互発着・それ以外の時間は7番線 |
| 9    | 横須賀線                   | 下り | 保土ケ谷・鎌倉・久里浜方面                     |                                               |
| 9    | 湘南新宿ライン             | 南行 | 藤沢・平塚・小田原方面                         |                                               |
| 10   | 横須賀・総武線（快速）     | 上り | 品川・東京・千葉方面 ■特急「成田エクスプレス」 |                                               |
| 10   | 湘南新宿ライン             | 北行 | 渋谷・新宿・大宮方面                           |                                               |

（出典：JR東日本：駅構内図）

#### ヨコハマウス
JR横浜駅のマスコットキャラクターとして水色のネズミの「ヨコハマウス」が存在する。駅構内ではイラストが掲示されているほか、グッズ類も販売されている。イベントの際には着ぐるみが登場する場合もある。
プロフィールは以下の通り。
- 誕生日：1872年10月14日
- 性格：ネズミだけど穏やかでのんびりマイペース、新しいもの好き
- 好きな食べ物：崎陽軒のシウマイ弁当
- 好きな電車：サフィール踊り子
- チャームポイント：しっぽ
- 使命：みんなに横浜駅を好きになってもらうために、横浜駅を盛り上げる

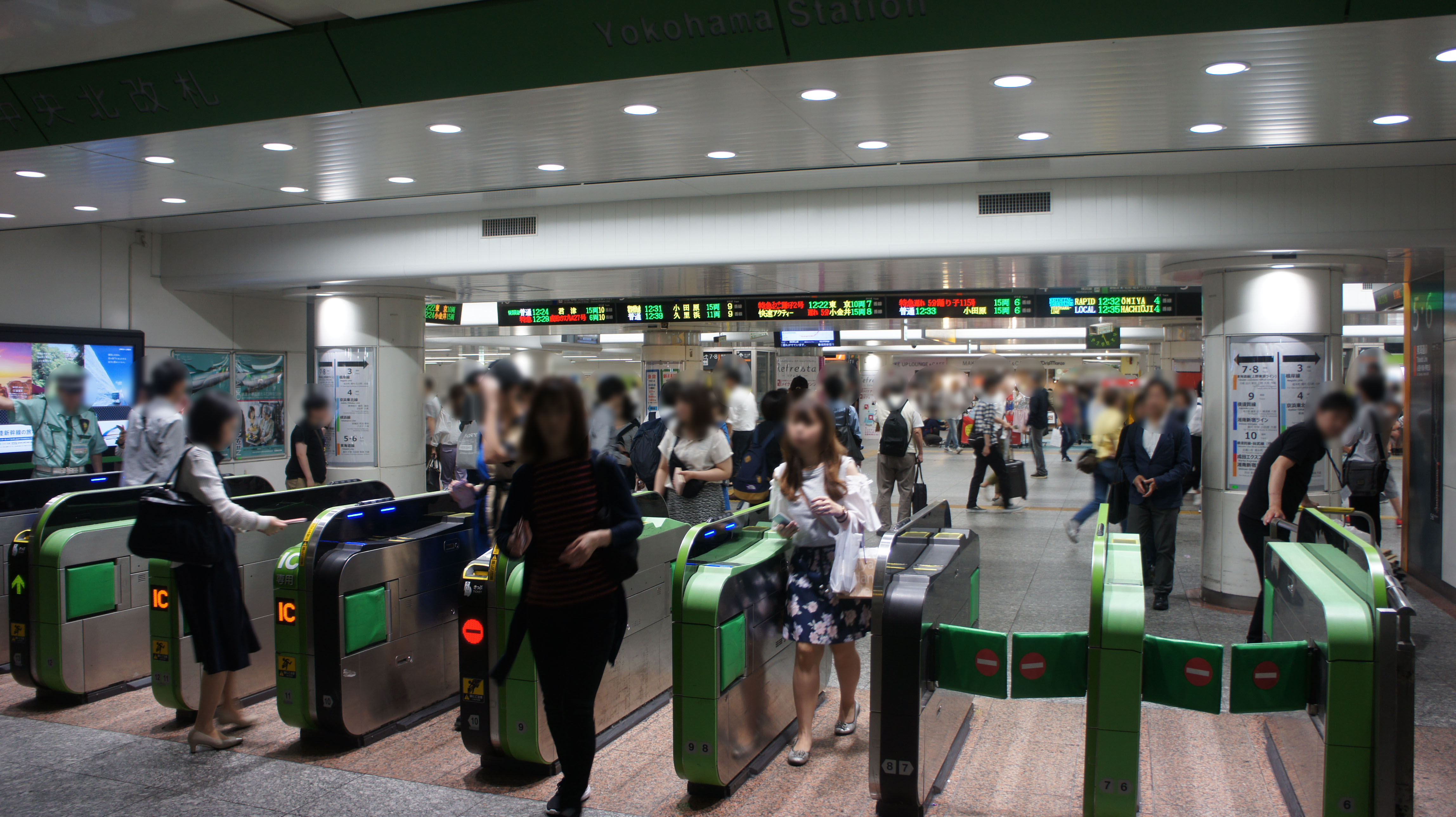
中央通路のJR線中央北改札（2019年6月）
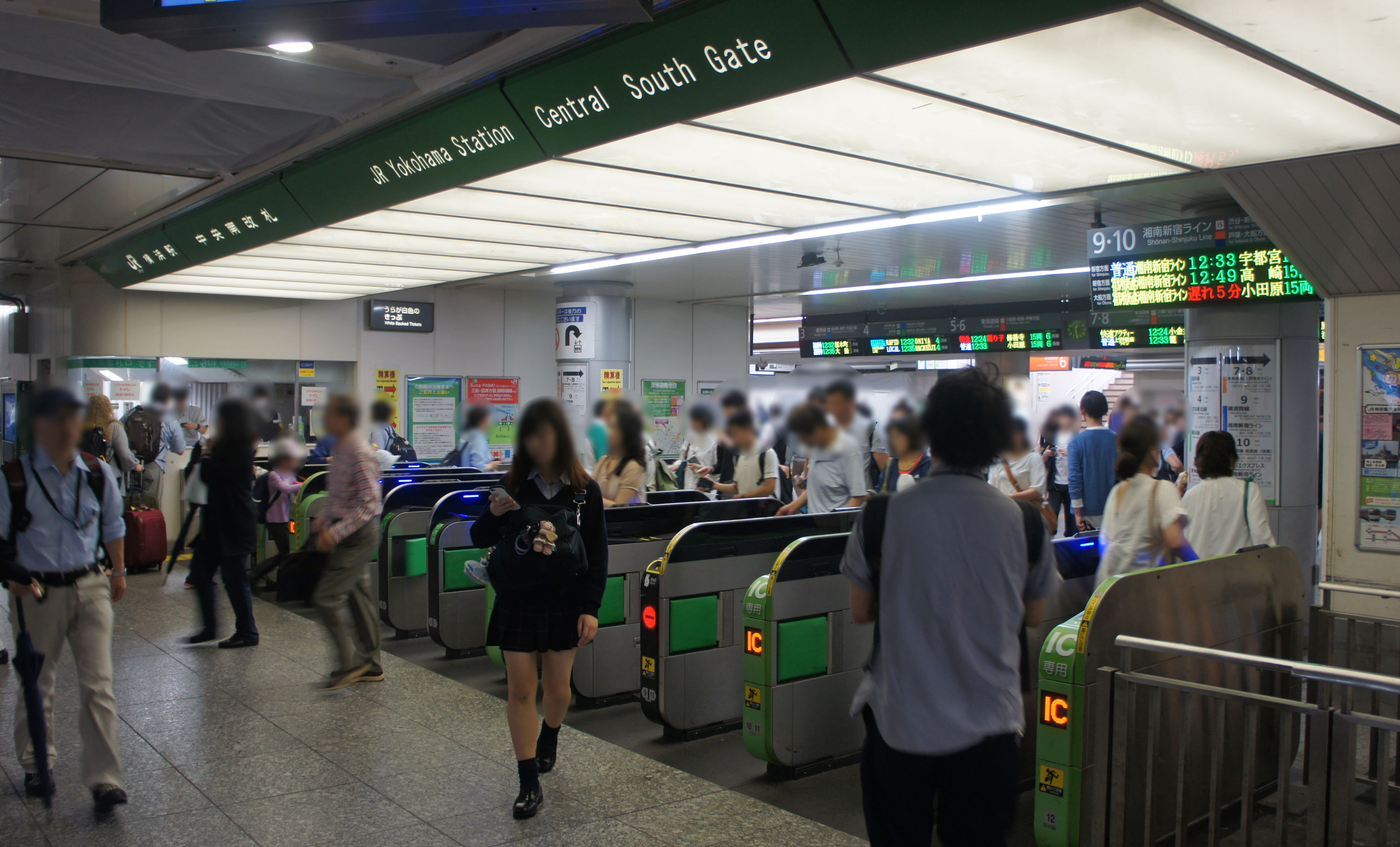
中央通路のJR線中央南改札（2019年6月）
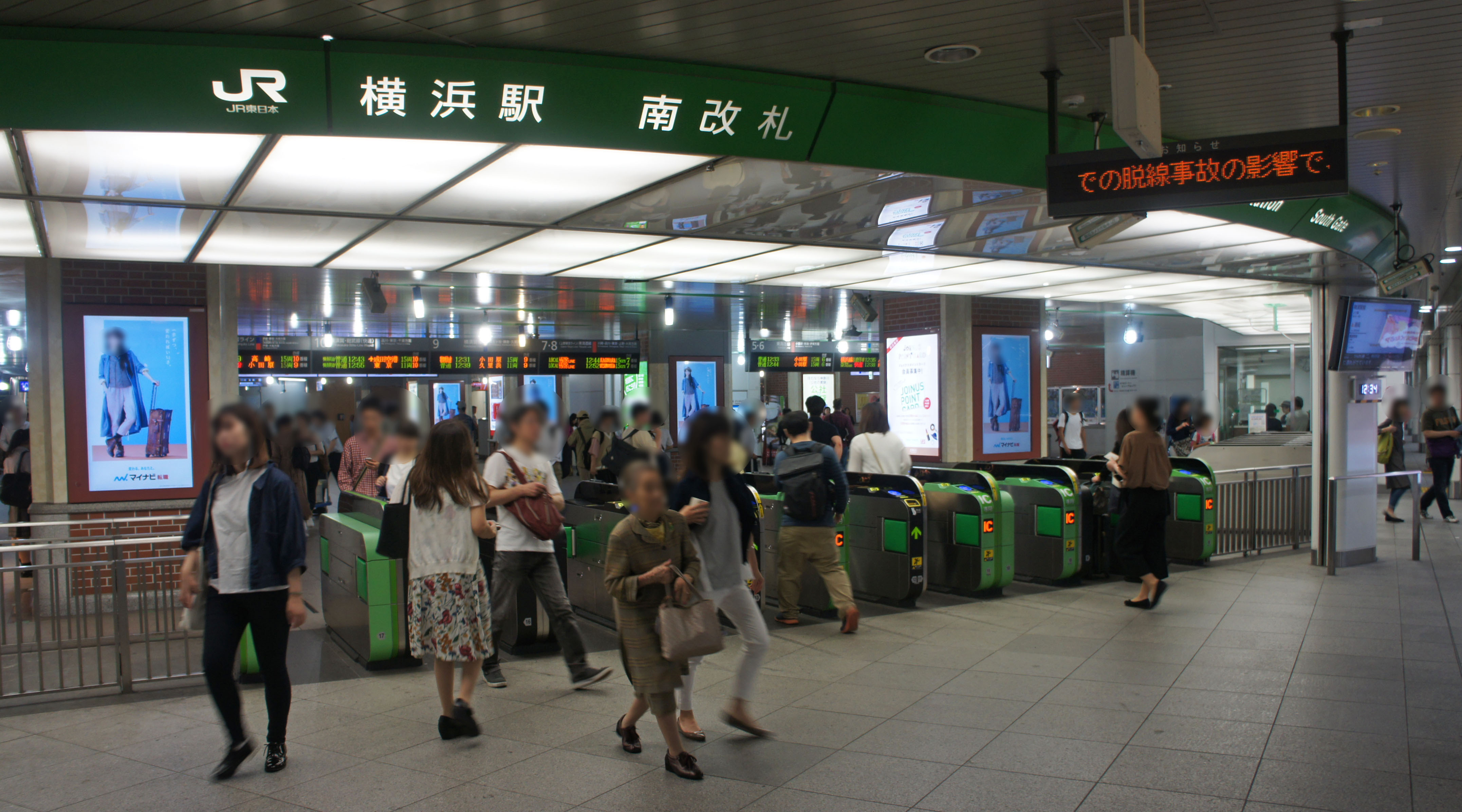
みなみ通路のJR線南改札（2019年6月）
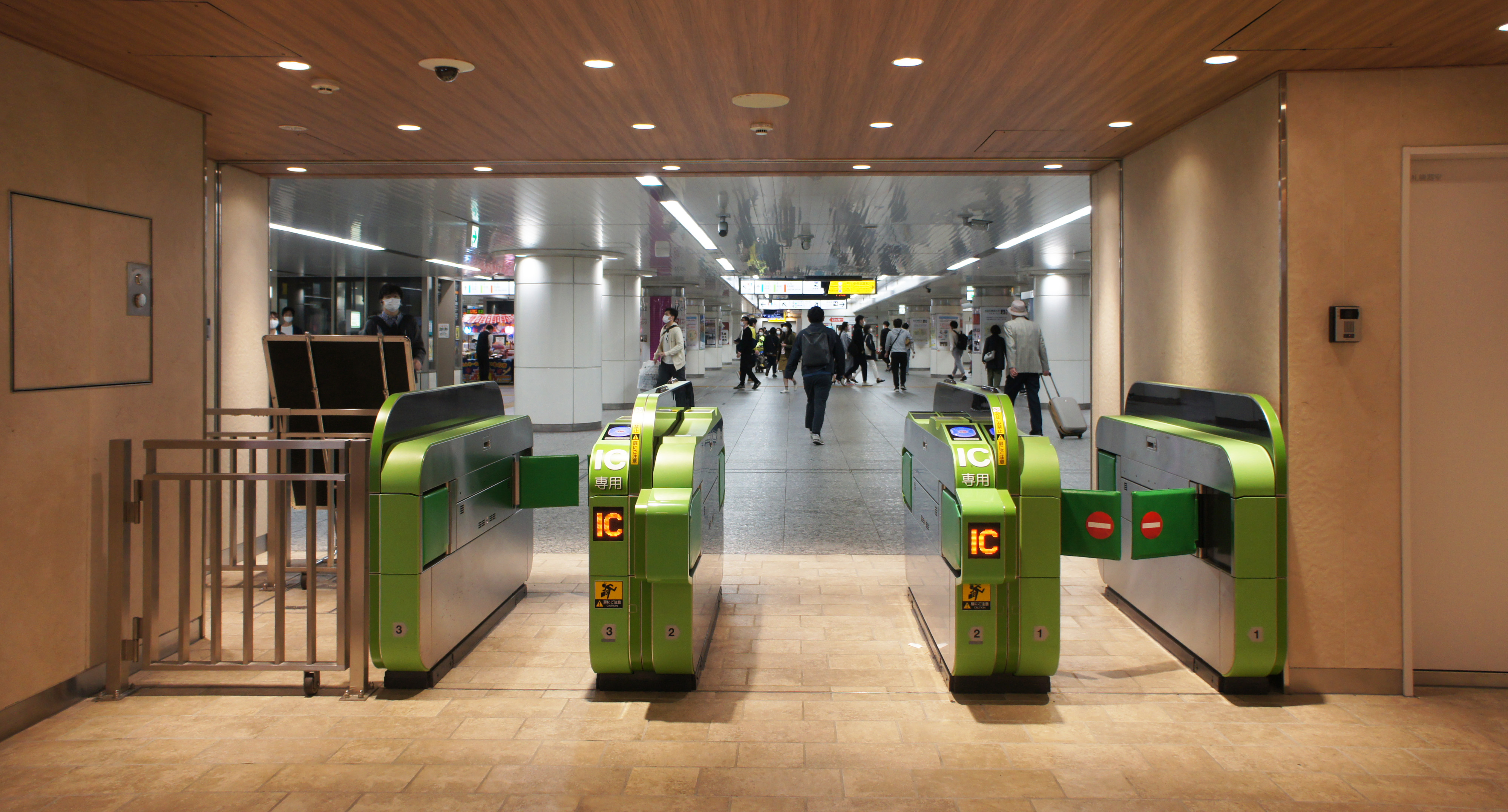
シァル改札（2021年4月）
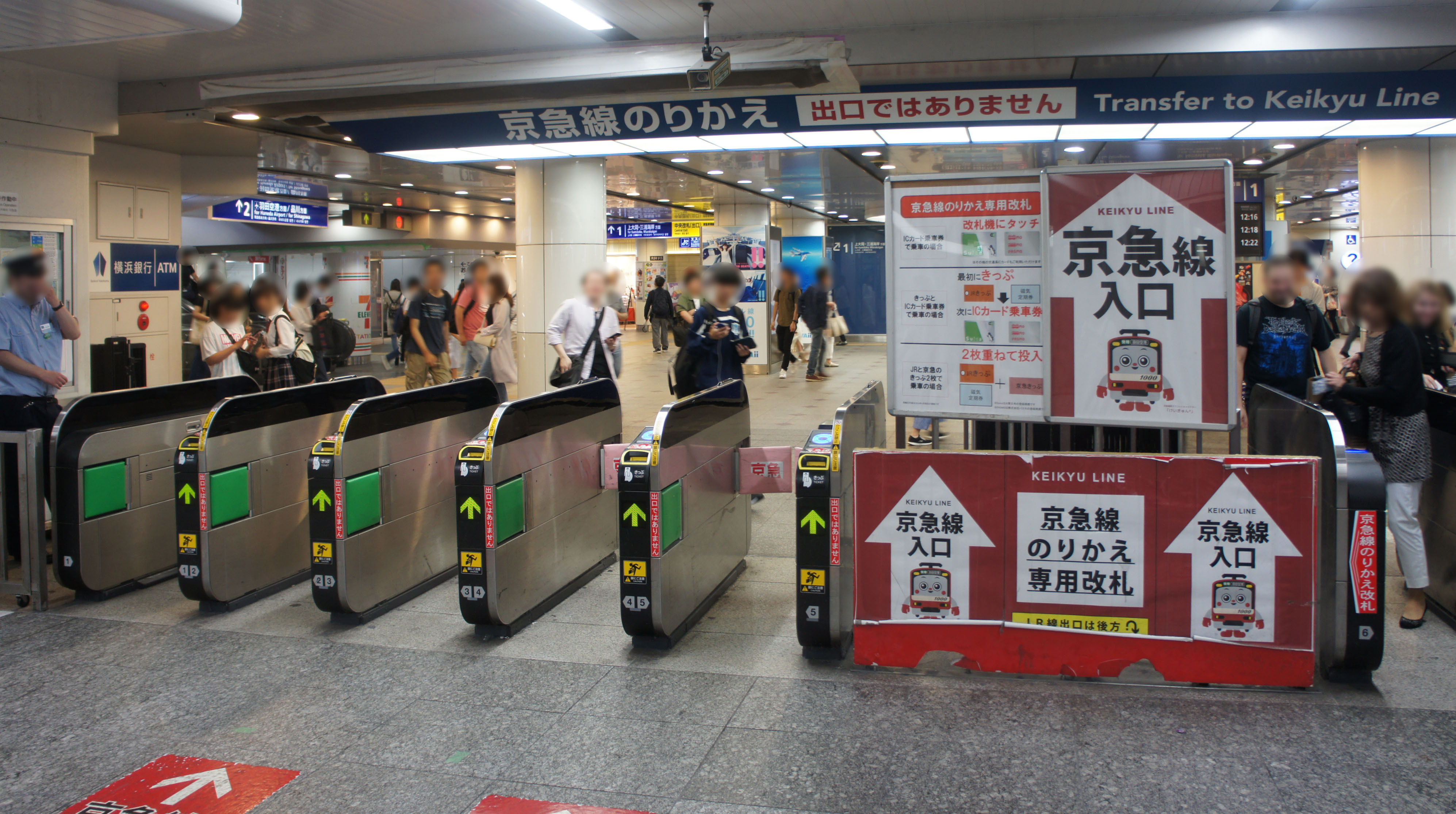
京急乗換改札（2019年6月）
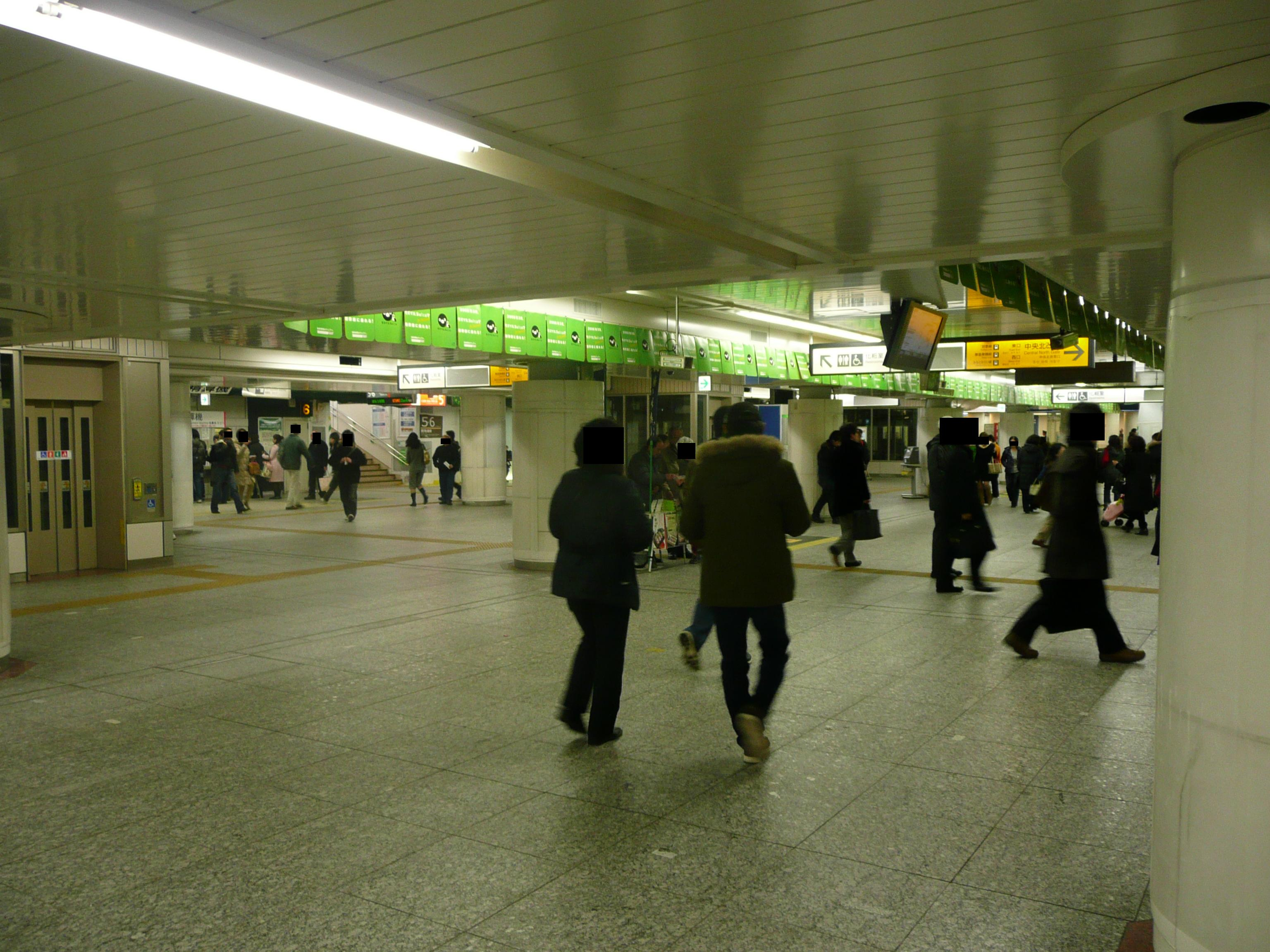
JR線中央北改札内（2008年2月）
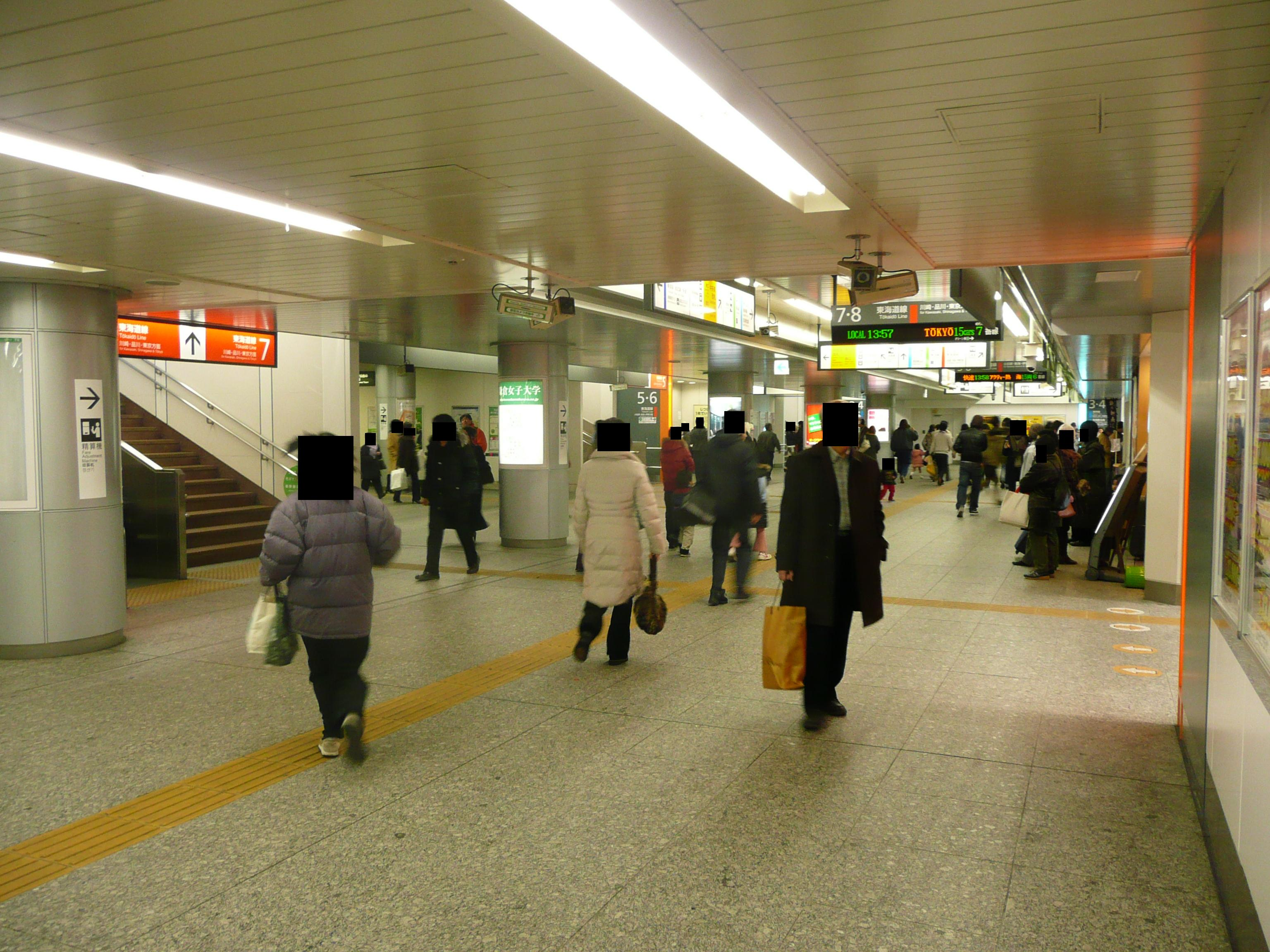
JR線中央南改札内（2008年2月）
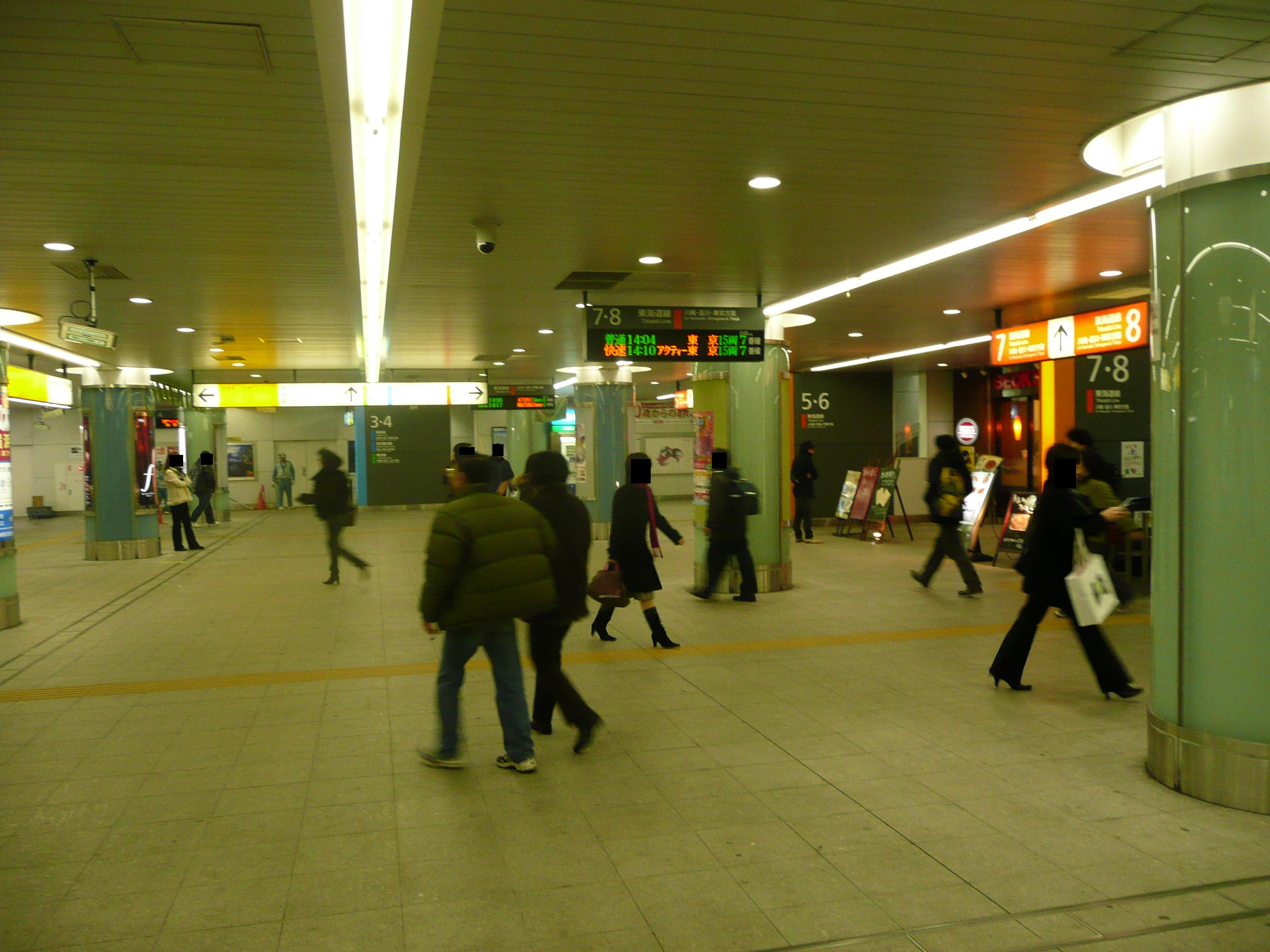
JR線北改札内（2008年2月）
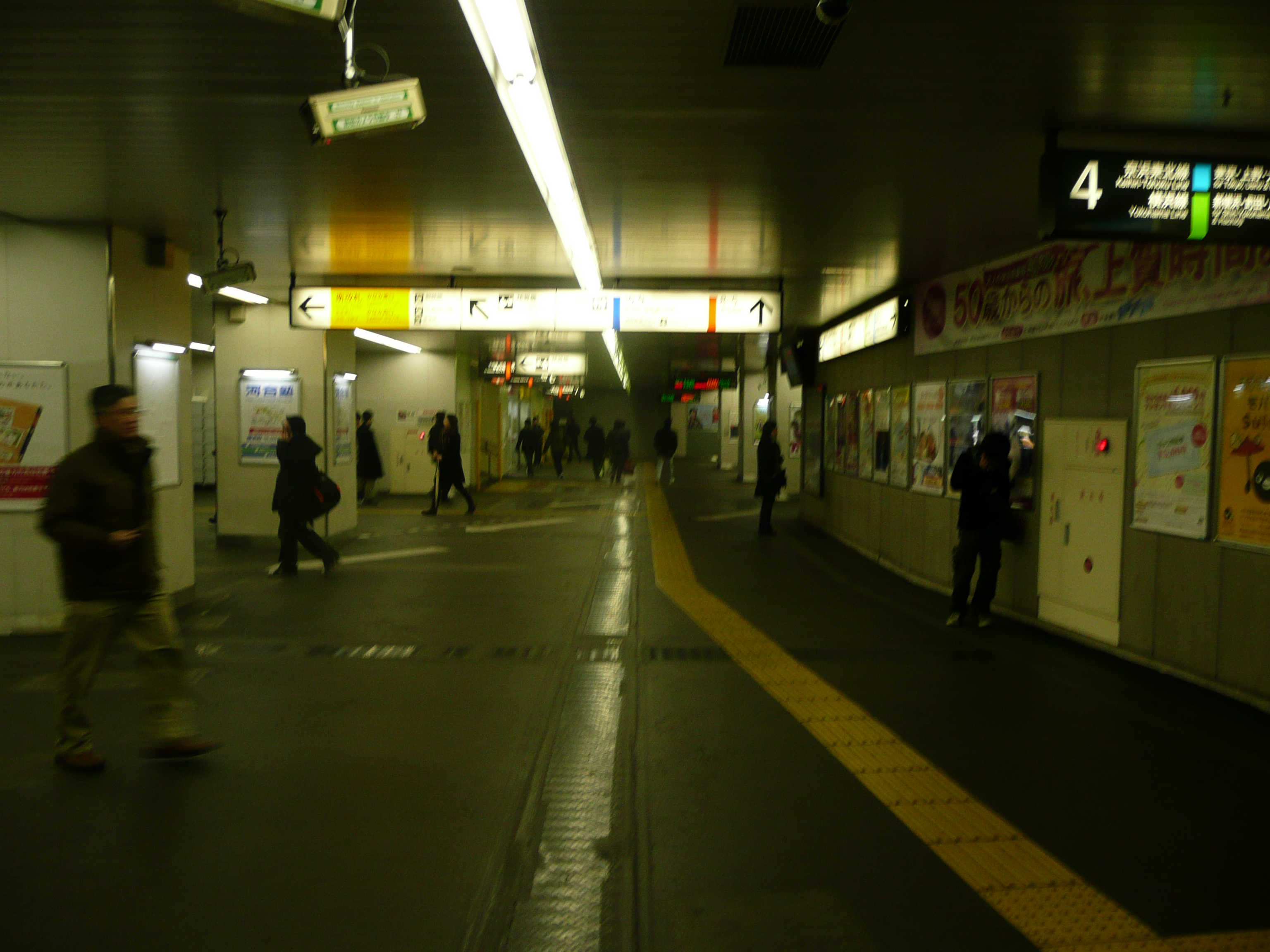
JR線南改札内（改装工事前）（2008年2月）
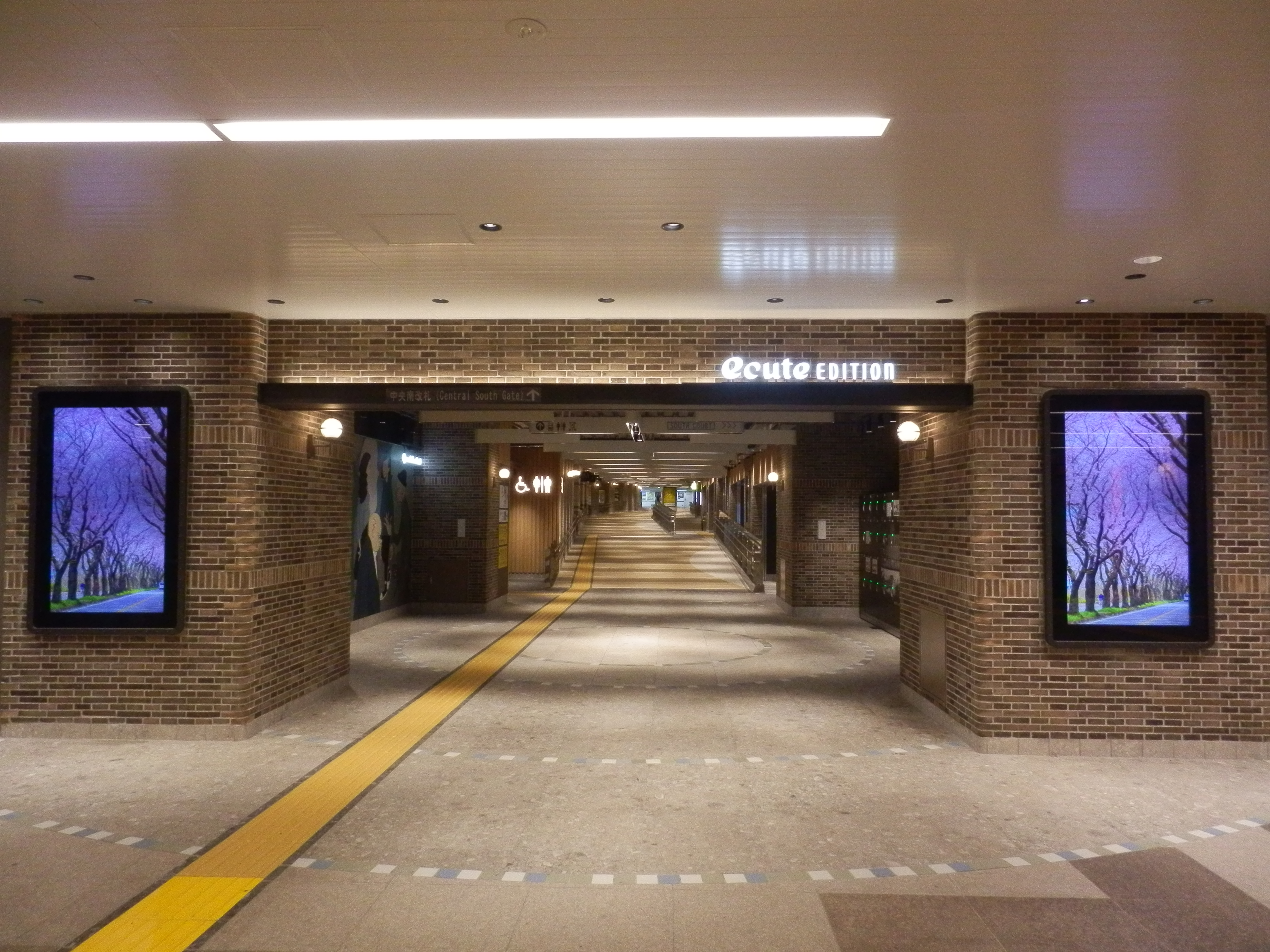
エキュートエディション横浜南改札側入口（2020年9月）
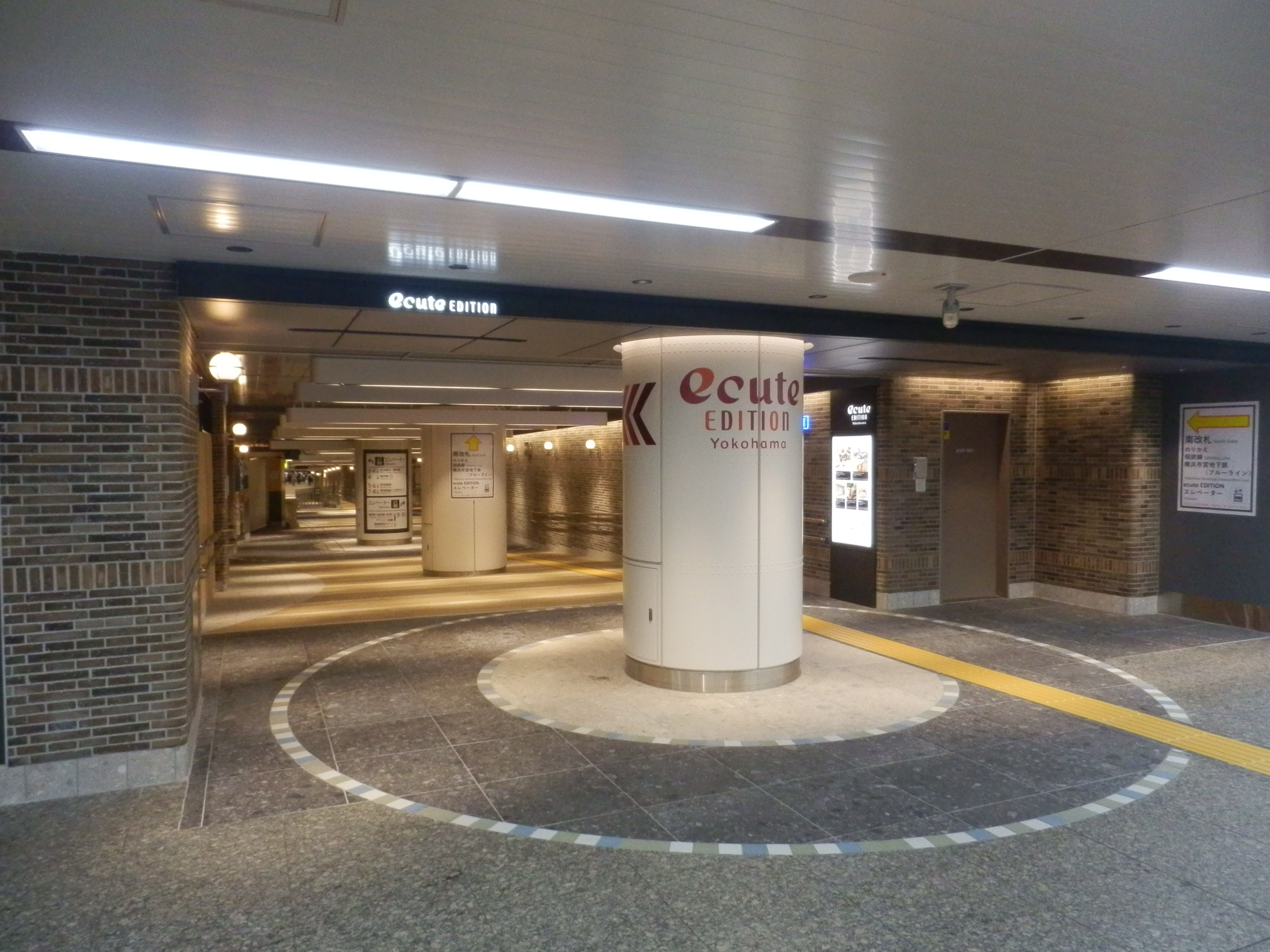
エキュートエディション横浜中央南改札側入口（2020年9月）
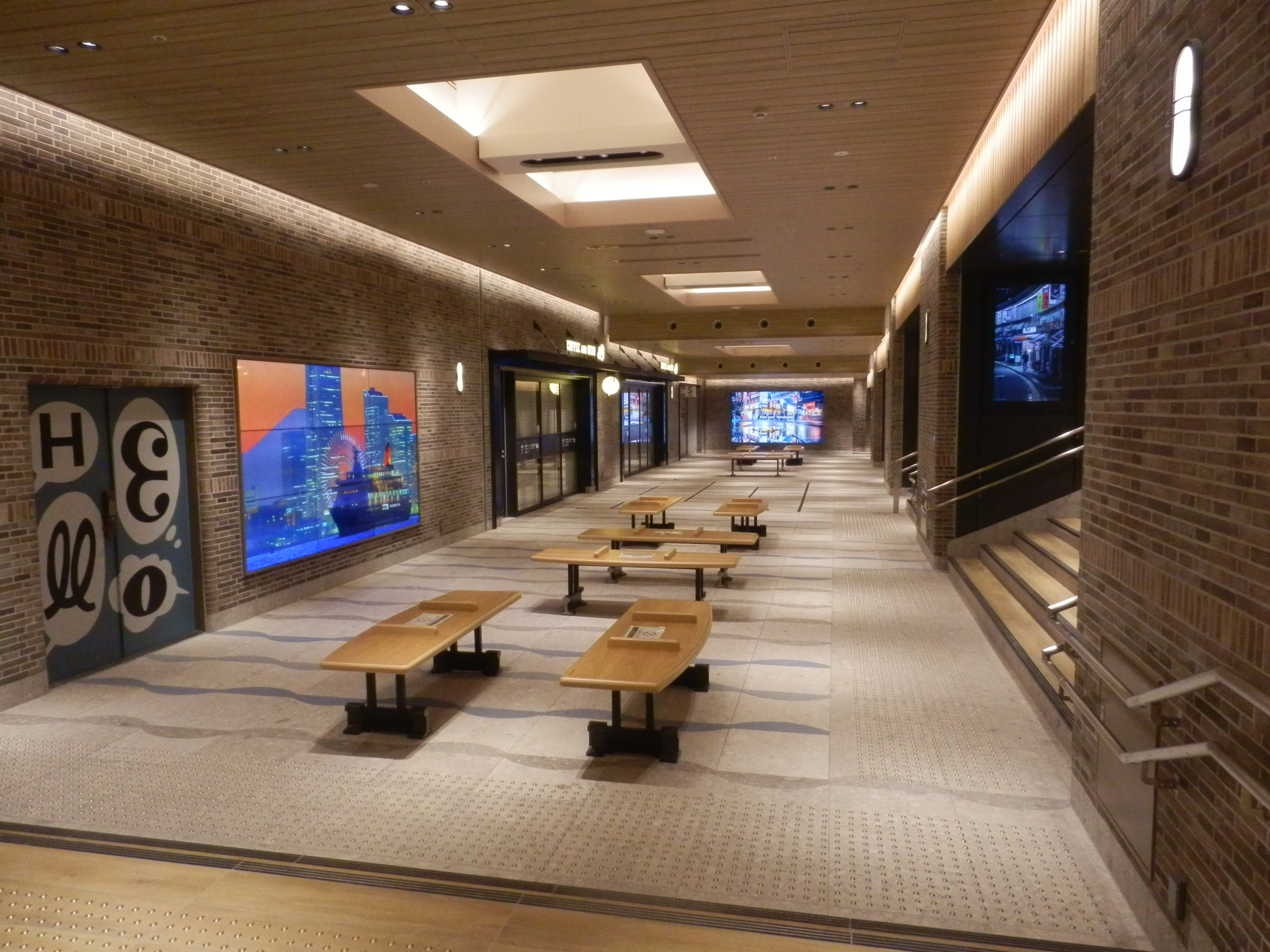
エキュートエディション横浜内待合広場「SOUTH COURT」（2020年9月）
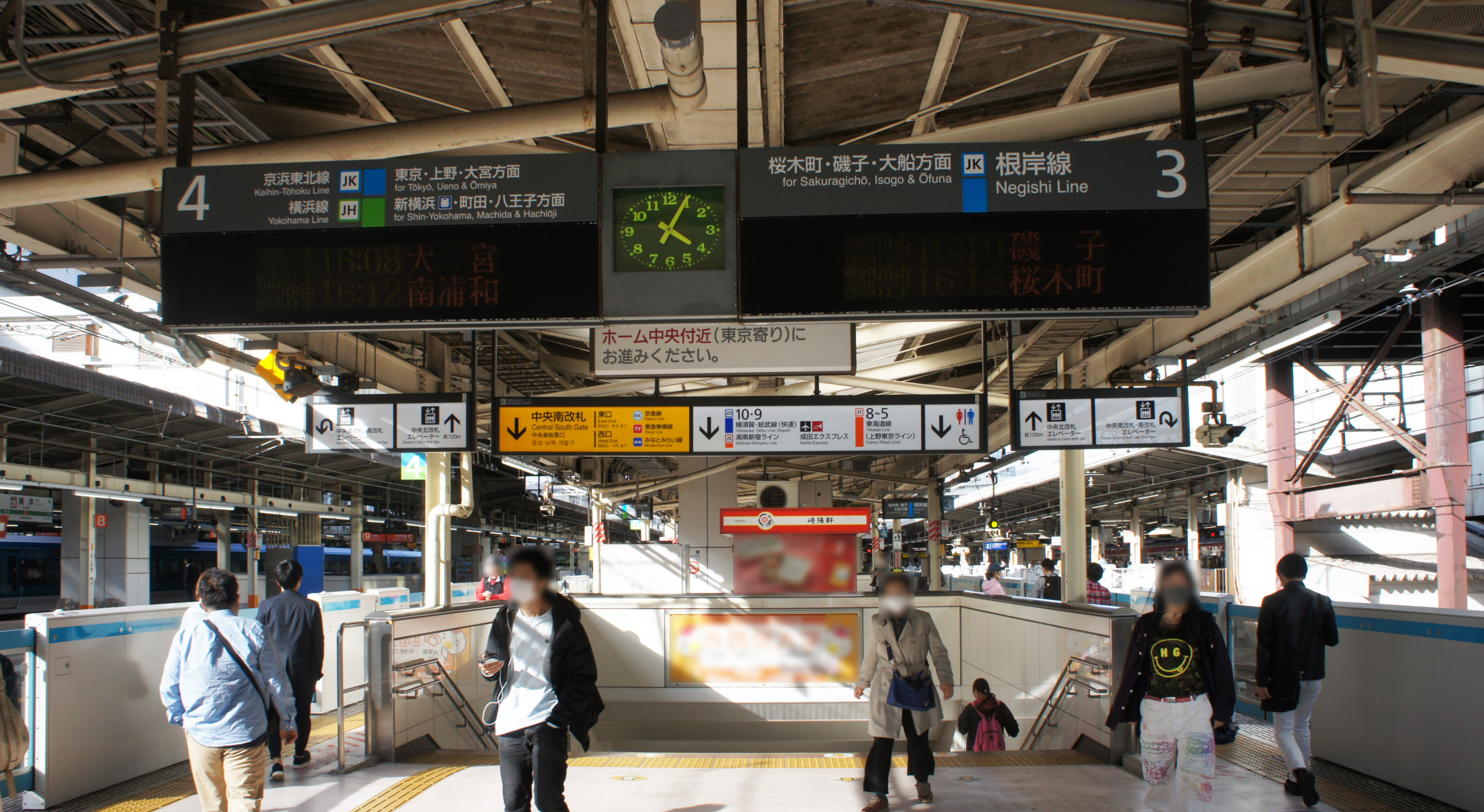
3・4番線ホーム（2021年4月）
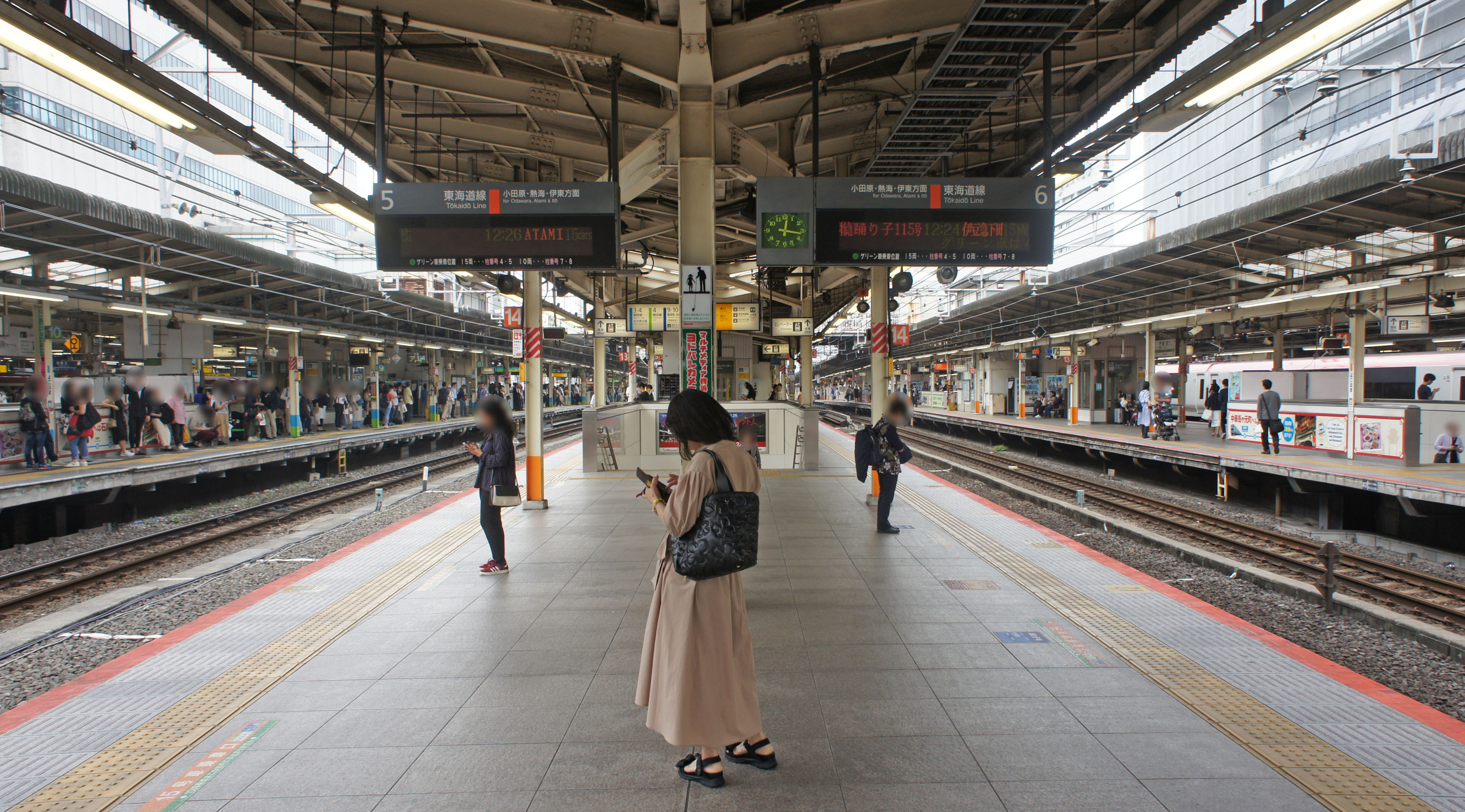
5・6番線ホーム（2019年6月）
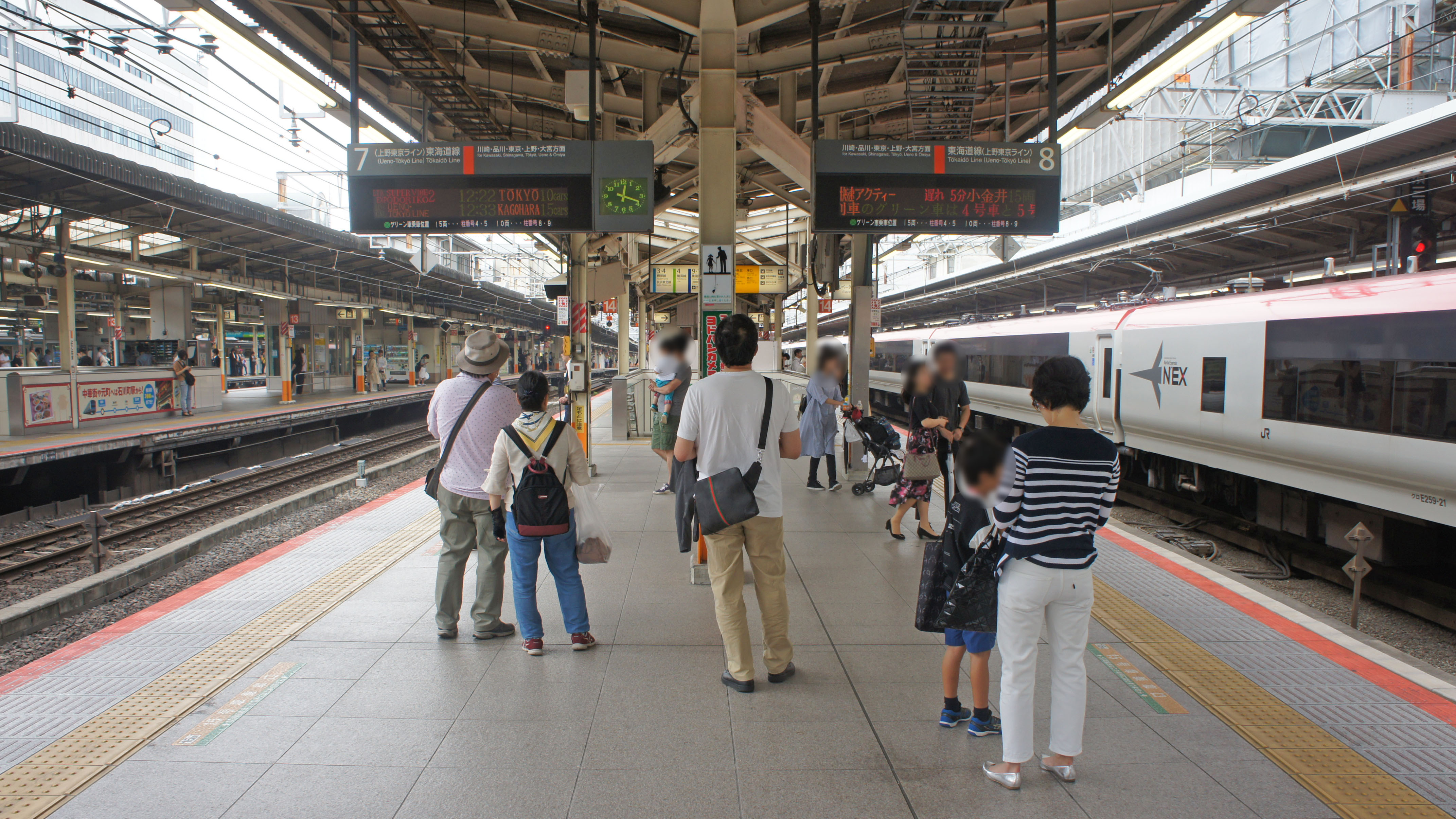
7・8番線ホーム（2019年6月）
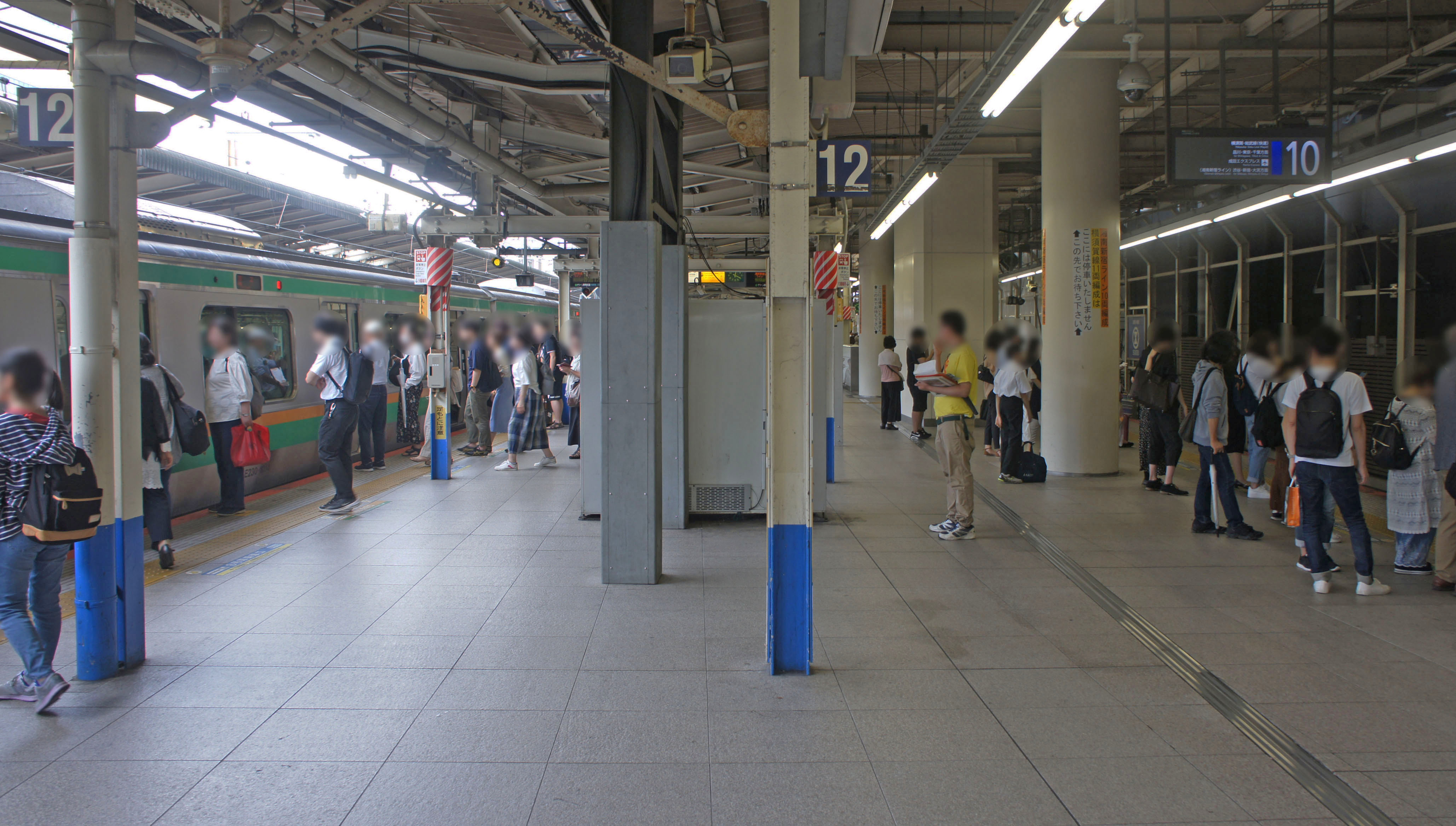
9・10番線ホーム（2019年6月）
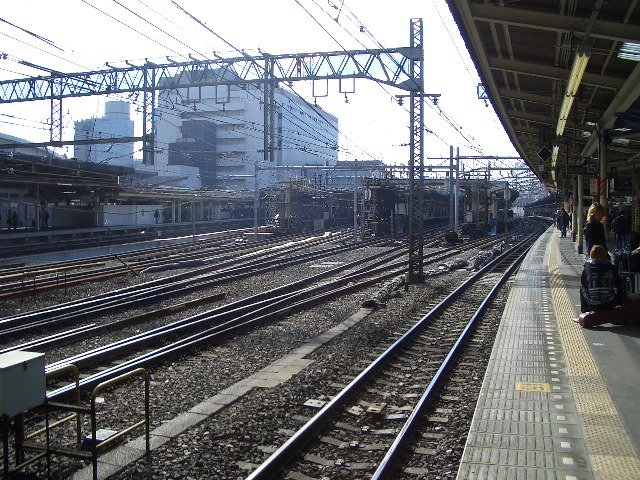
9・10番線ホーム東京側から大船側を望む（2004年11月）
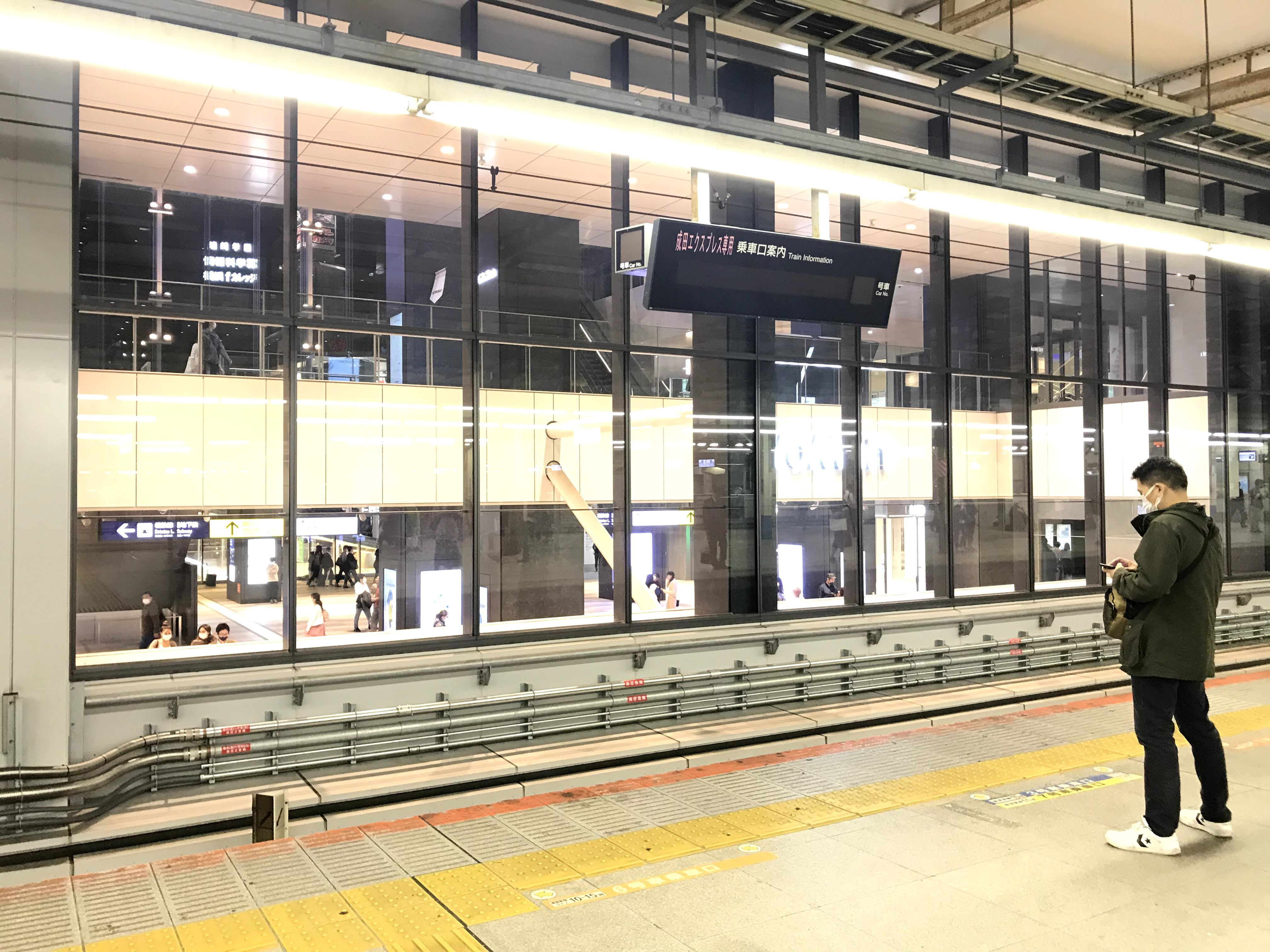
10番線ホームから見たJR横浜タワーのガレリア・通路（2020年10月）
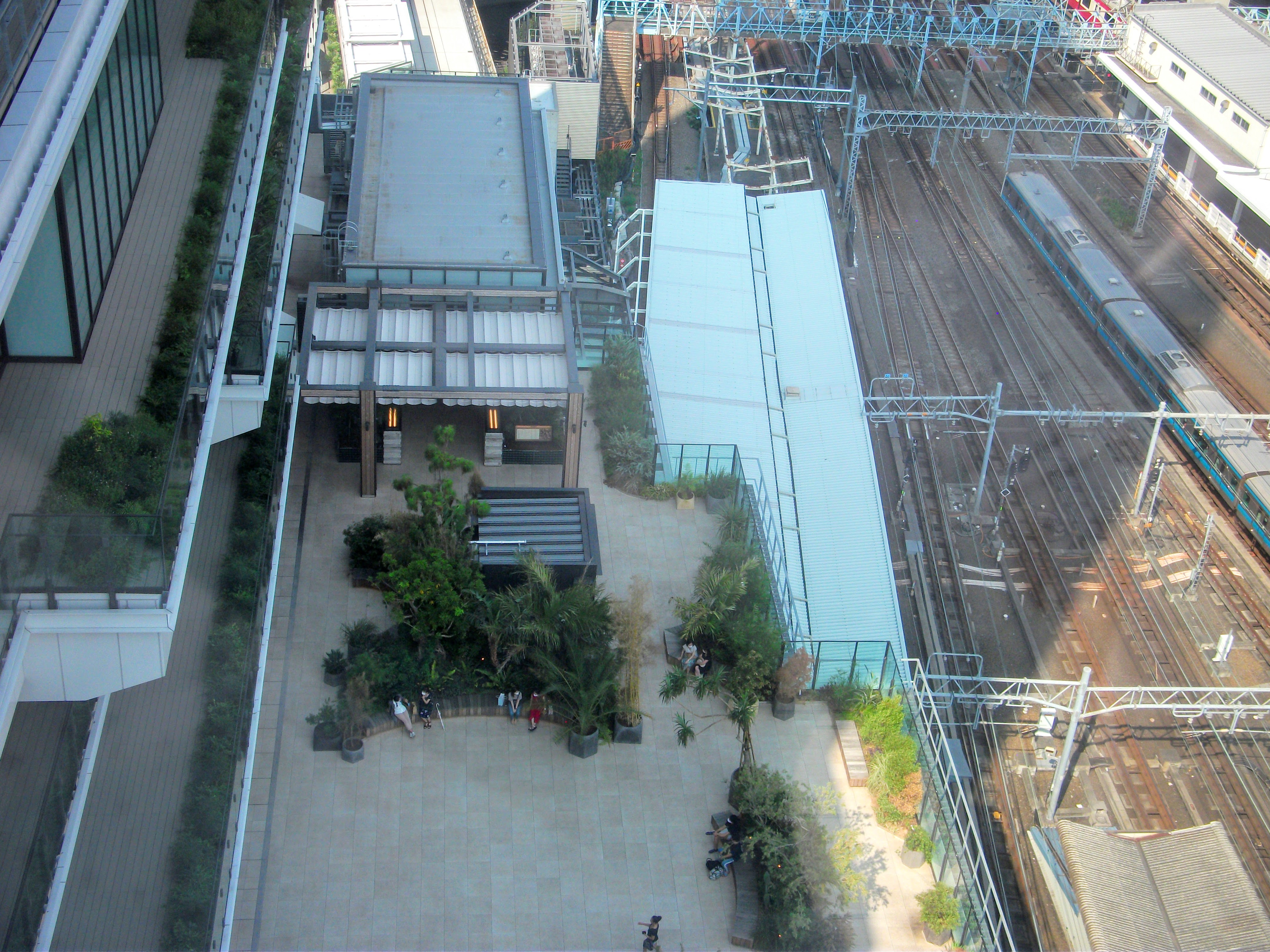
10番線の線路上空にはJR横浜タワーの屋外デッキが張り出しており、また落下物対策として屋根も張られている

### 東急電鉄・横浜高速鉄道
地下5階にある島式ホーム1面2線を有する地下駅である。東急電鉄と横浜高速鉄道の共同使用駅で、財産上は駅中央部を境に両社の折半所有となっているが、管轄は東急電鉄が担当している。東急最南端の駅である。なお、みなとみらい線の運転業務は東急電鉄に委託されているため、原則として当駅での乗務員交代は行われない。
東横線渋谷寄りにシーサスポイントがあり、深夜帯における当駅折り返し電車が使用するほか、輸送障害発生時に使用する場合もある。東横線の下り最終列車は当駅止まりで到着後に夜間留置され、翌朝に当駅始発のみなとみらい線下り列車となる。
改札は地下3階に2か所あり、渋谷寄りから正面改札と南改札となっている。地下1階への出入口ごとおよびフロアごとにそれぞれ3色のアクセントカラーを設定している。フロアごとのアクセントカラーの色は、地下2階がオレンジ色、地下3階が緑色、地下5階が水色。出入口ごとのアクセントカラーの色は、北口が緑色、中央口がオレンジ色、南口が水色。ホーム7号車付近（階段下）に待合室が1か所設置されていたが、2008年6月に撤去された。
ホームと改札との間に階段のほか、エレベーターとエスカレーターが設置されている。エスカレーターは4か所あり、改札寄りは階段と並行して上下各1組、中程は上下各2基となっている。時間帯によっては通常より若干速い高速運転で供用される場合がある。改札階では、階段・エスカレーターとも4か所すべてが同じ方向を向いている。改札外のエスカレーターは改札階の地下3階と南北自由通路の地下2階の間は3ルートともある。当初は地下2階と地下1階の間は中央通路と南改札を結ぶルートのみにあり、他の2ルートは工事中だったが、2007年11月までにすべてのルートにエスカレーターが設置された。南北自由通路を経由すれば中央通路と正面改札の間も階段を使わない移動は可能である。
南改札寄りのエスカレーターは階段と上下各1本のエスカレーターが並行して改札階とホーム階を直接結んでいる。正面改札寄りのエスカレーターは地下4階で分割されており、階段とエスカレーターを乗り継ぐこともできる。
エレベーターは各通路ごとに1基ずつ設置されている。
トイレは地下3階改札口内にある。多機能トイレは男女各トイレに併設しており、オストメイト対応となっている。
2013年3月16日から開始された東横線と東京メトロ副都心線との相互直通運転開始に向け、特急・通勤特急・急行の10両編成列車に対応するためのホーム有効長延伸工事を行い、1号車寄りと8号車寄りにそれぞれ1両分ずつホームを延伸した。
自治体の補助を受けてホームドアの設置がされ、2015年3月7日の始発より稼働している。
有料座席指定列車「S-TRAIN」は、土曜・休日ダイヤのみ東横線・みなとみらい線に入線し、当駅にも停車する。当駅からみなとみらい線内のみの乗車はできない（東横線内のみの乗車や自由が丘駅 - みなとみらい駅といった区間は乗車可）。
2017年7月21日には、JR線での観光列車「THE ROYAL EXPRESS」（東急催行）の運行開始に合わせて、南北自由通路に「THE ROYAL EXPRESS」クルーズプラン乗客専用ラウンジが新設され、同年8月末には、ラウンジの隣に一般客も利用可能なカフェ「THE ROYAL CAFE YOKOHAMA」がオープンした。

#### のりば
| 番線 | 路線           | 方向 | 行先                           |
| ---- | -------------- | ---- | ------------------------------ |
| 1    | みなとみらい線 | 下り | みなとみらい・元町・中華街方面 |
| 2    | 東横線         | 上り | 渋谷・池袋・川越市・所沢方面   |

- みなとみらい線との直通を行う前の東横線は相対式ホーム2面2線の高架駅だった。[注 13]
- 2023年3月18日の東急新横浜線開業以降、車両運用の都合で東急電鉄の5050系4000番台に限り、東急の横浜駅と相鉄の横浜駅の双方のホームに乗り入れる[注 14]。

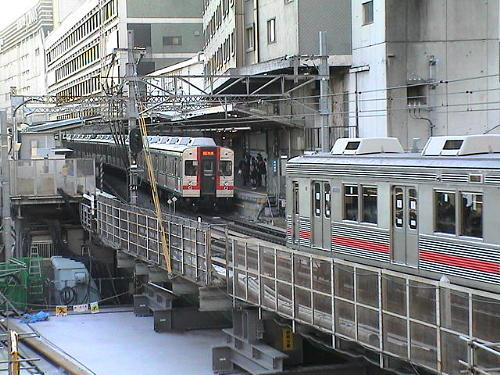
旧東横線高架ホーム（2004年1月）
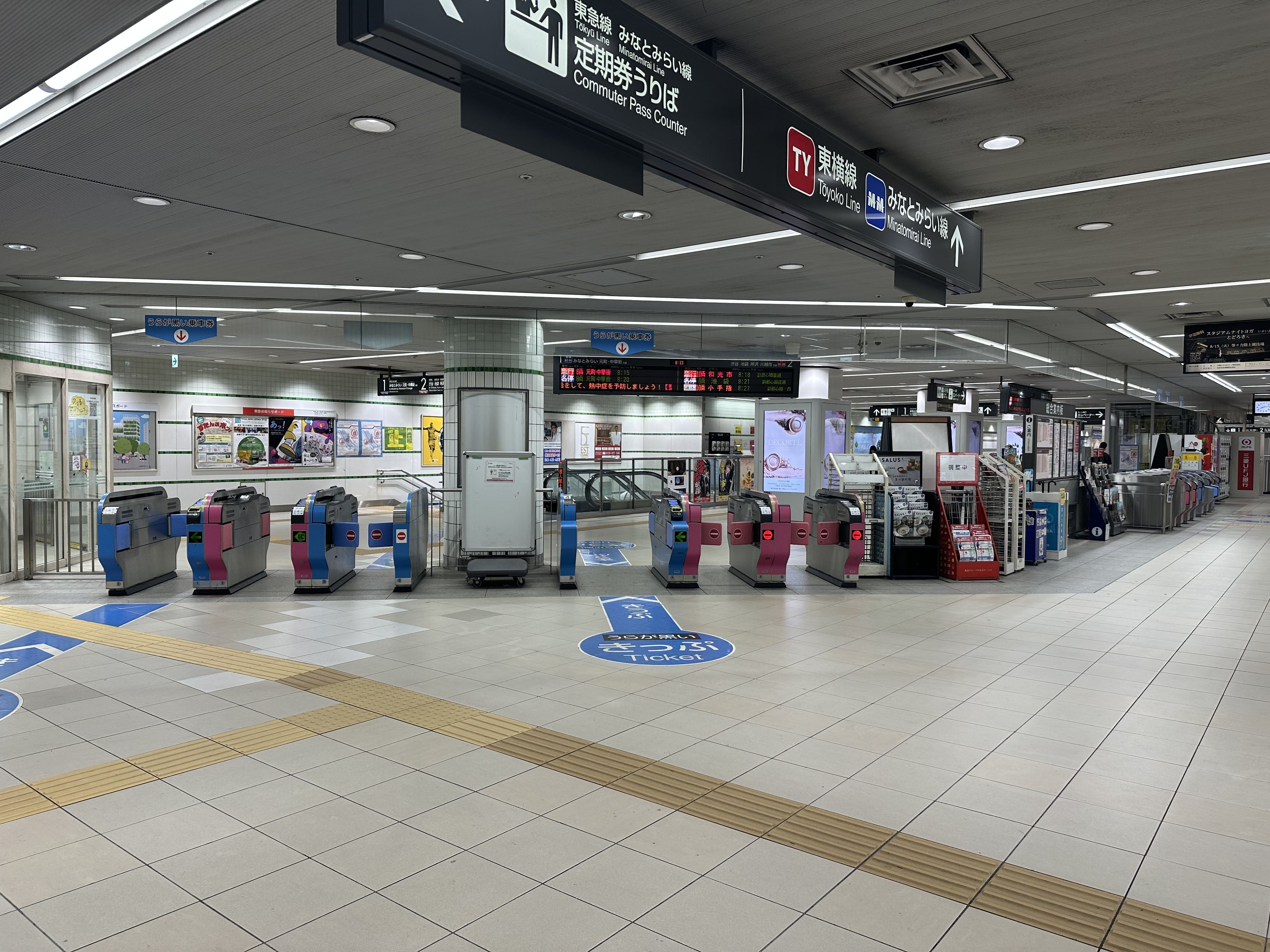
東横線・みなとみらい線改札口（2023年7月）
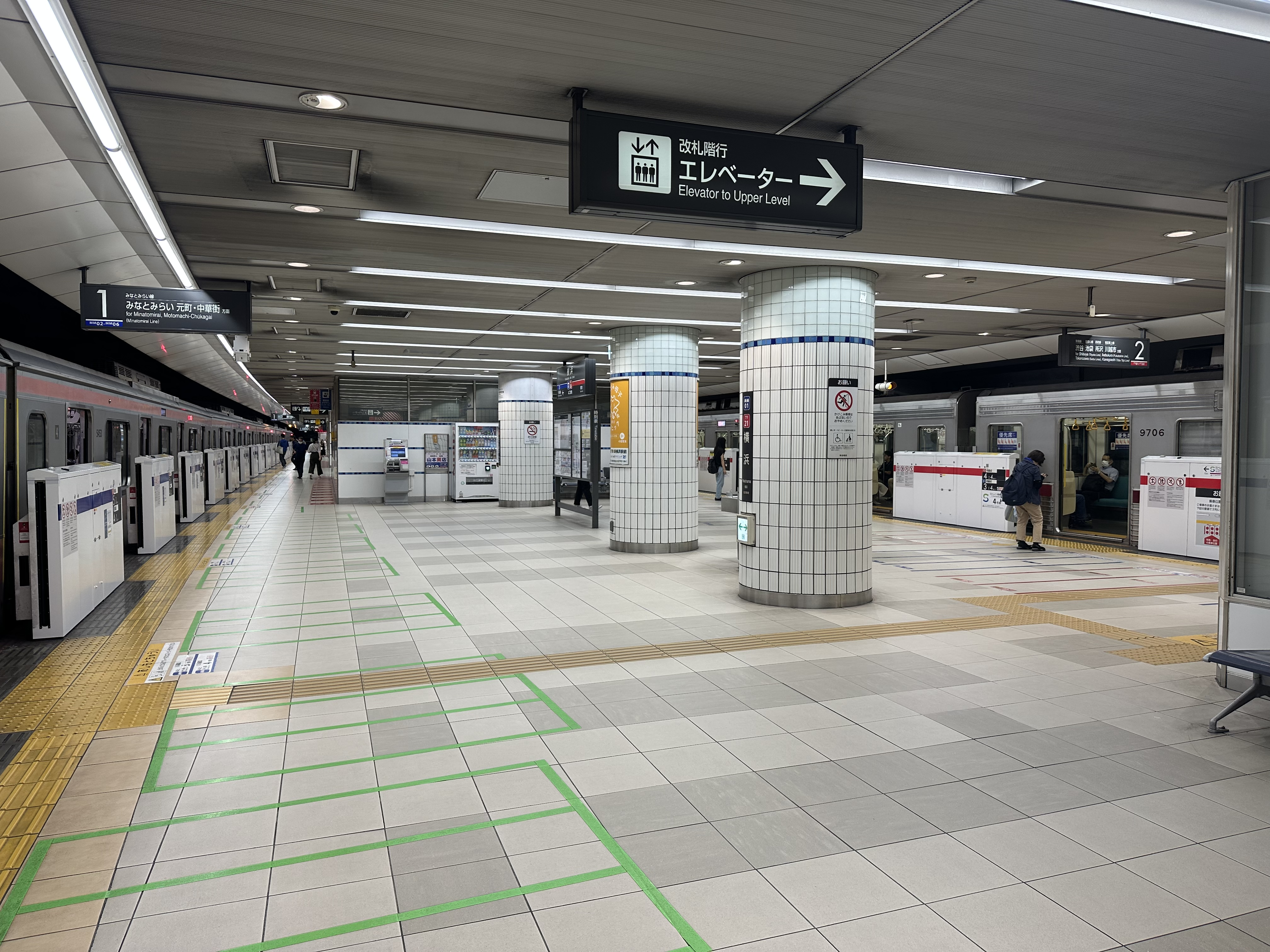
東横線・みなとみらい線ホーム（2023年7月）

### 京浜急行電鉄
12両編成対応の上下方向別単式ホームで、JR線ホームの南隣に位置する。1番線に上大岡・三浦海岸方面、2番線に羽田空港・品川方面の列車が発着する。
改札はきた・中央の両通路およびみなみ通路への連絡路に面して設置されている他、中央自由通路の北側にJRとの連絡改札がある。
階段やエスカレーターなどは各改札からそれぞれホームへと連絡している。エレベーターは中央通路（およびJRとの乗り換え）ときた通路へ上下線ホームから各1台ずつ、計4台が設置されている。みなみ通路との連絡は階段のみである。
京急線中央改札口のコンコース内は、2008年2月15日に「エキポート横浜」としてリニューアルし、飲食店などのテナントが入居している。
2015年5月21日に副駅名「そごう・ポルタ前」を導入。2019年にはホームドアが設置された。
当駅は開業当初から待避設備はない。
1番線・2番線共に、駅自動放送が導入されている。
当駅に停車する下り「イブニング・ウィング号」は乗車専用となっている。また、当駅発のWing Ticket（座席指定券）は「KQuick」でのインターネット購入のみ取り扱っており、当駅にWing Ticket発売機は設置されていない。

#### のりば
| 番線 | 路線 | 方向 | 行先                    |
| ---- | ---- | ---- | ----------------------- |
| 1    | 本線 | 下り | 上大岡・三浦海岸方面    |
| 2    | 本線 | 上り | 羽田空港方面 / 品川方面 |

（出典：京急電鉄:駅構内図）

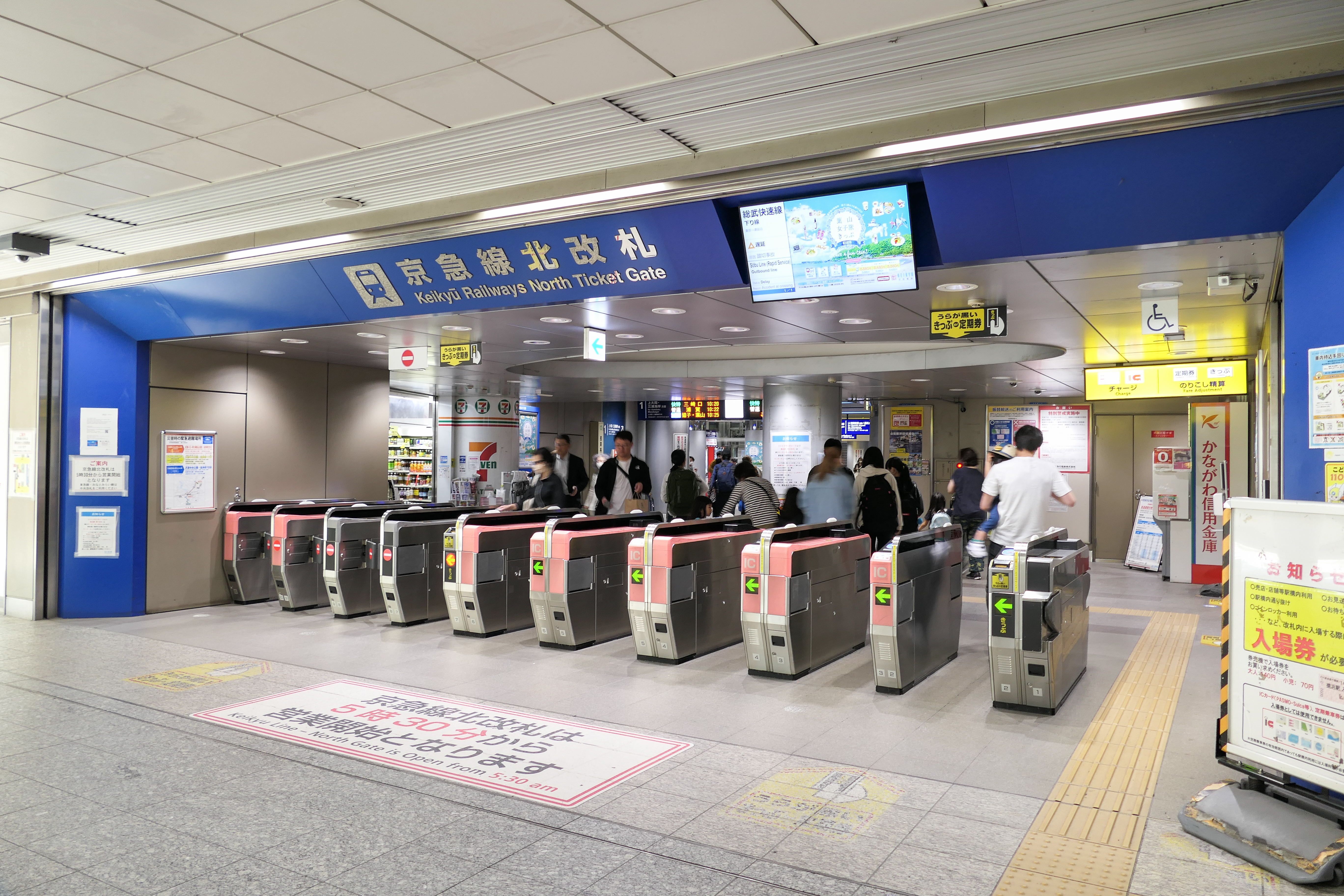
北改札（2023年5月）
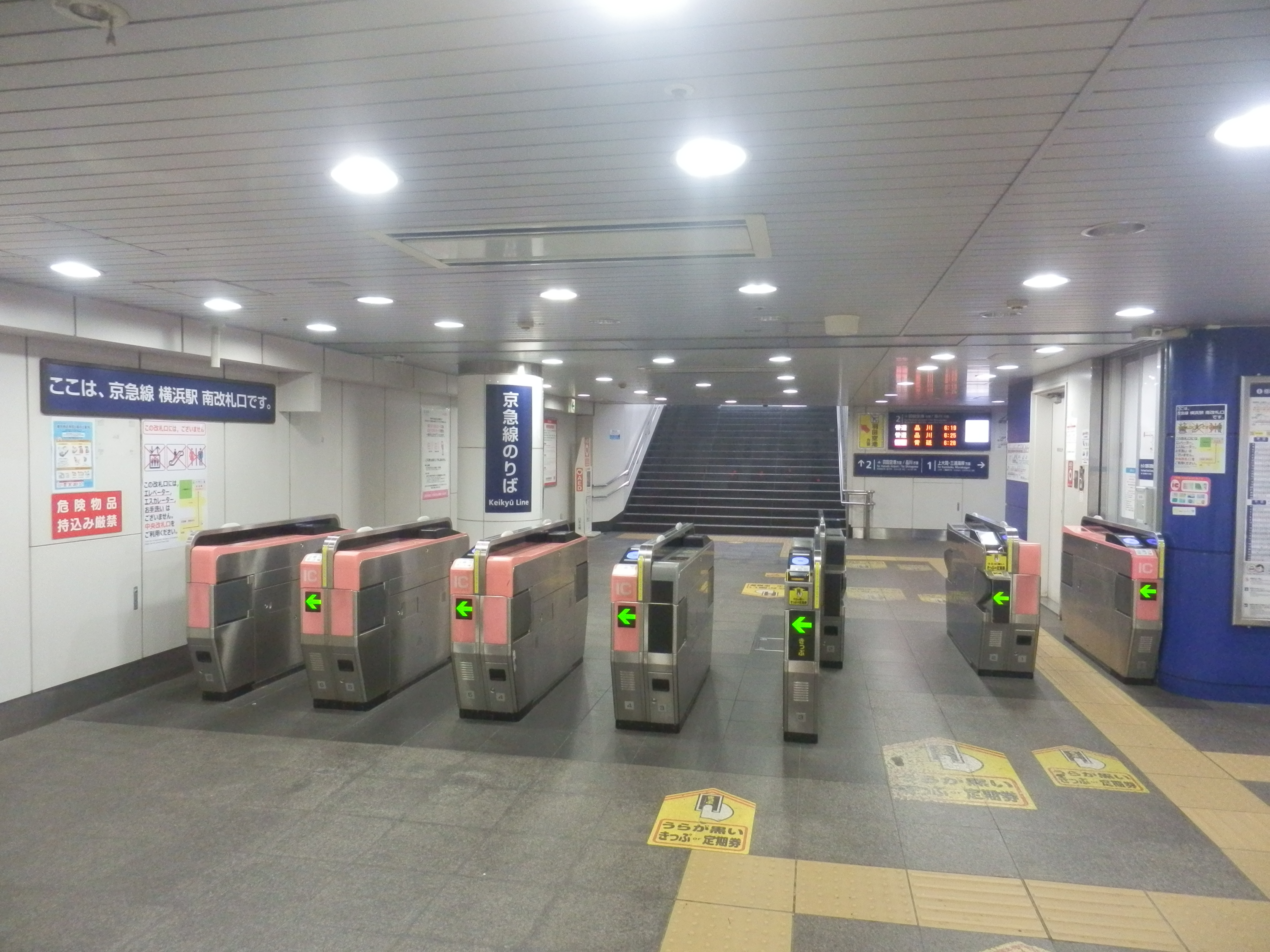
南改札（2023年8月）
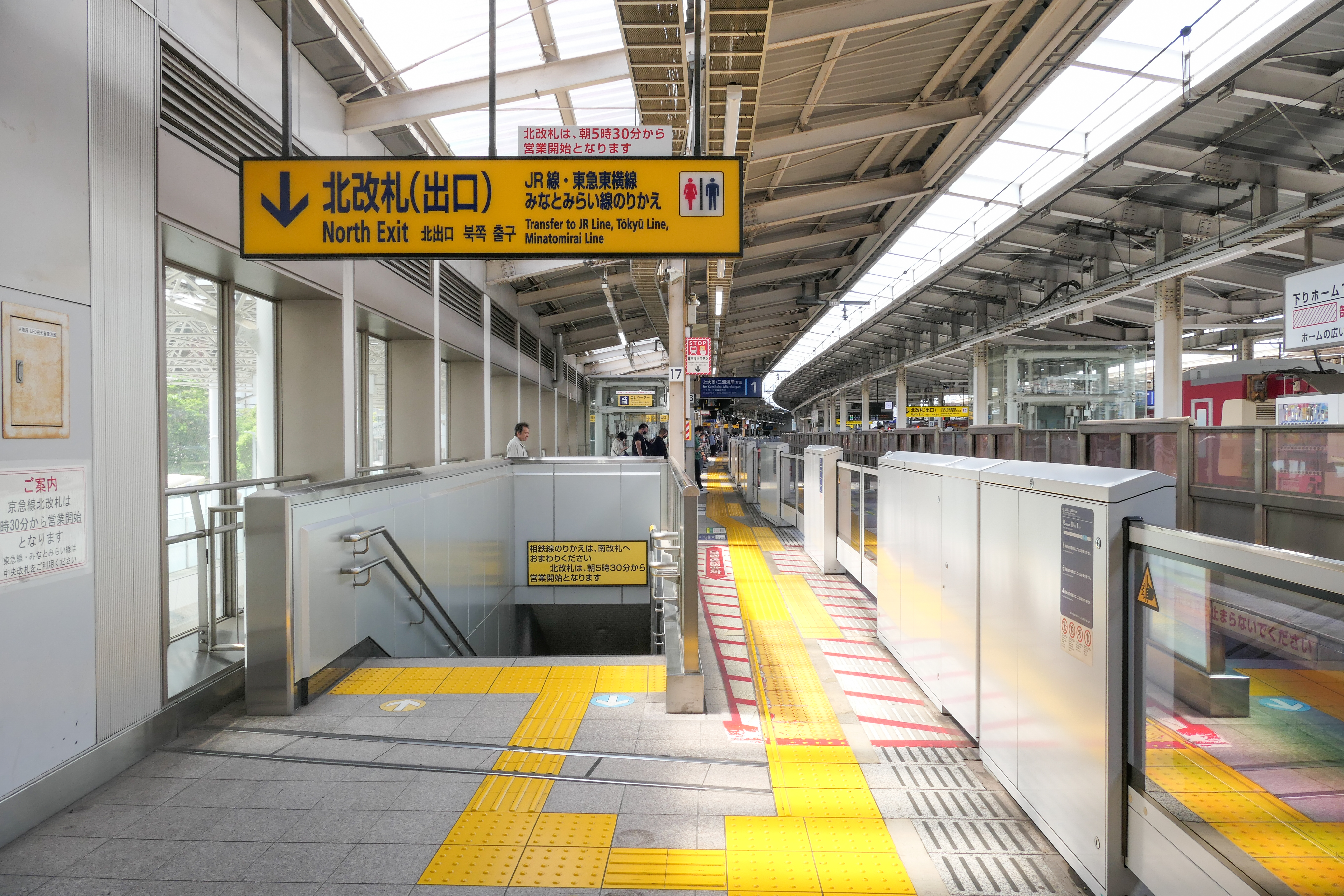
1番線ホーム（2023年5月）
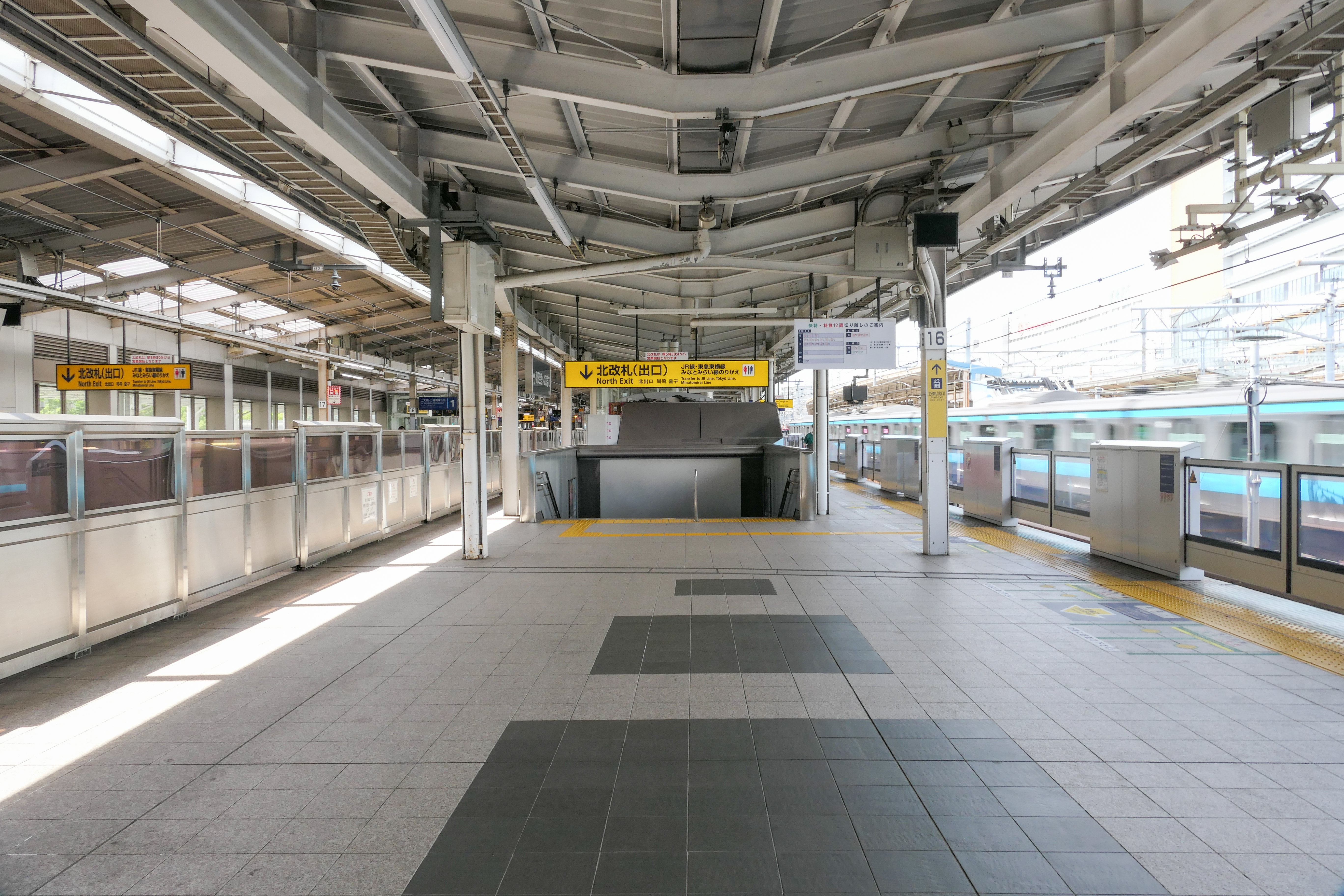
2番線ホーム（2023年5月）
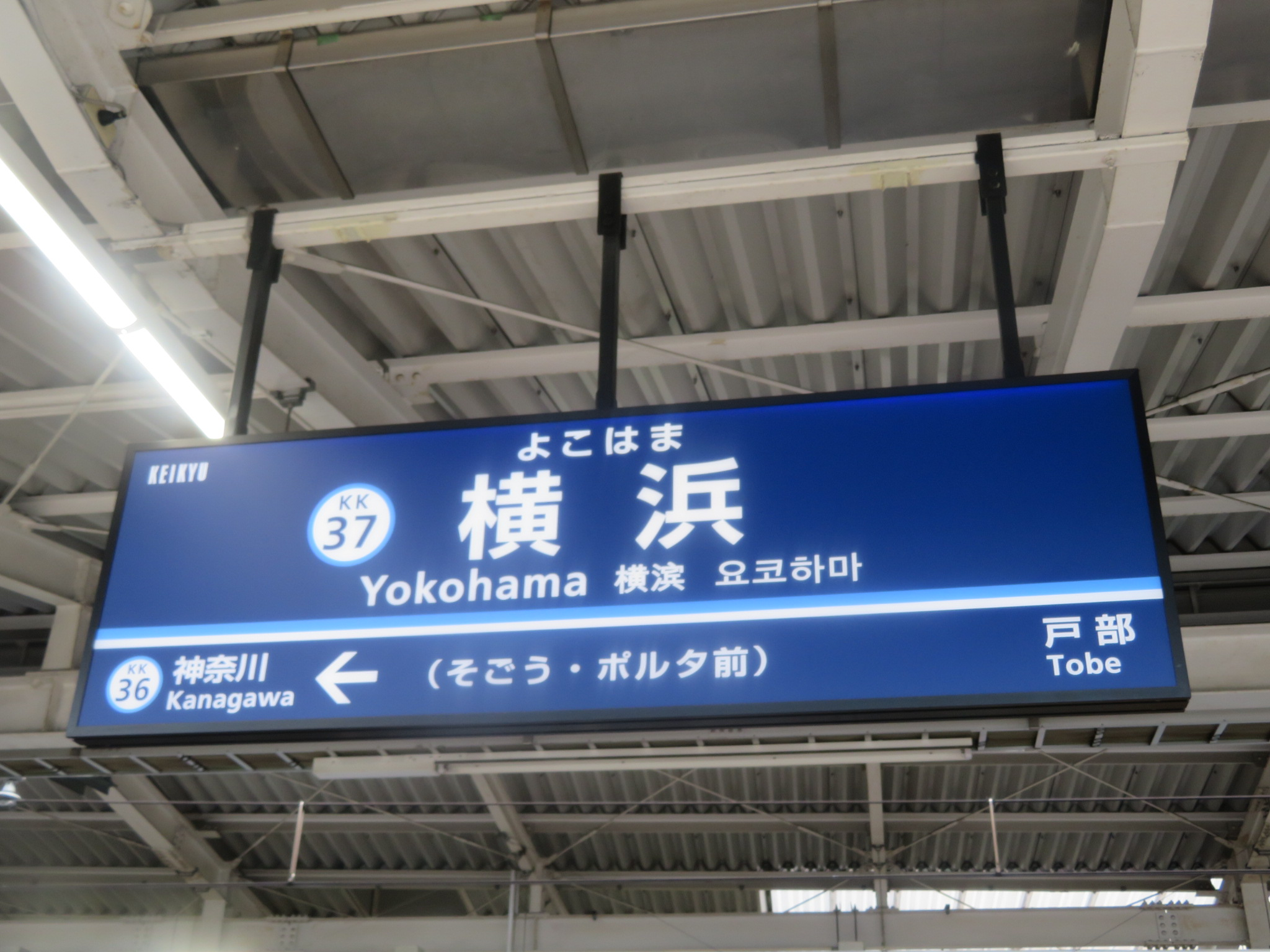
駅名標

#### 接近メロディ
2008年12月23日から、横浜の情景を歌ったいしだあゆみの代表曲「ブルー・ライト・ヨコハマ」をアレンジしたものを接近メロディとして使用している。メロディはスイッチの制作で、編曲は塩塚博が手掛けた。

### 相模鉄道
地上2階にある頭端式ホーム4面3線を有する高架駅である。相鉄が管理する駅としては最東端の駅である。
現在の駅舎は3代目で、相鉄ジョイナスと相鉄会館（髙島屋の部分）を含む新相鉄ビルの一部として、1971年（昭和46年）8月1日に供用開始。1番線と2番線用降車ホーム、2番線用乗車ホームと3番線が、それぞれ同一の島を構成する。ホーム有効長はいずれも10両編成分である。全てのホームにホームドアが設置されている。
当駅に到着する列車は、初電より15時までの到着列車は、降車ホーム側のドアを開けた直後に乗車ホーム側のドアも開き、利用客はどちらのドアからも下車ができる。一方15時以降の到着列車は、降車ホーム側のドアのみが開き、全員が下車したことを確認後にそのドアが閉まり、到着列車の運転士が乗車ホーム側のドアを開ける（整列乗車）。
改札は2階の端（頭端部）とホーム中程の階段を降りた1階に分かれ、1階の改札は地下鉄駅側と駅ビル（五番街）側の2方向に設置されている。1階の改札と2階の各ホームの間は階段があり、1階の改札と3番線降車ホームとの間にエレベーターがある。
1階改札口には自動改札機が23台設置されており、1か所の設置台数としては関東地方で最多である。
2010年12月12日から2階改札付近からJR線みなみ改札への連絡通路が新設された。連絡通路は2階 - 地下1階をエスカレーター（両方向）で結んでいる。この通路付近に1987年から2006年3月17日にかけて京急線への連絡通路が存在していた。
2012年3月に、改札口付近に運行情報ディスプレイが、1番線・3番線の車止め部分に大型のデジタルサイネージがそれぞれ設置された。
2015年12月7日、3番線に常設のものとしては相鉄初となるホームドアの設置が開始され、翌2016年3月6日の始発より稼働している。その後2番線のホームドアは同年12月20日より、1番線のホームドアも2017年2月21日より稼働し、全ホームへの整備が完了した。
2024年4月1日に副駅名「相鉄ジョイナス前」を導入。

#### のりば
| 番線                     | 各停                        | 快速             | 特急 |
| ------------------------ | --------------------------- | ---------------- | ---- |
| 1                        | 早朝・深夜以外              | -                | -    |
| 1                        | （1・2番線 降車専用ホーム） |                  |      |
| 2                        |                             |                  |      |
| 早朝・深夜               | 終日                        | 全日朝・土休日夜 |      |
| 早朝・深夜               | 終日                        | 3                | 終日 |
| （3番線 降車専用ホーム） |                             | 3                |      |

（出典：相模鉄道:駅構内マップ）

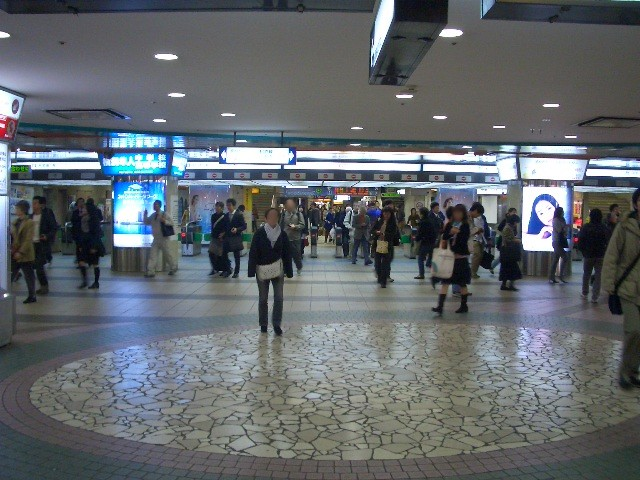
1階改札口（2004年11月）
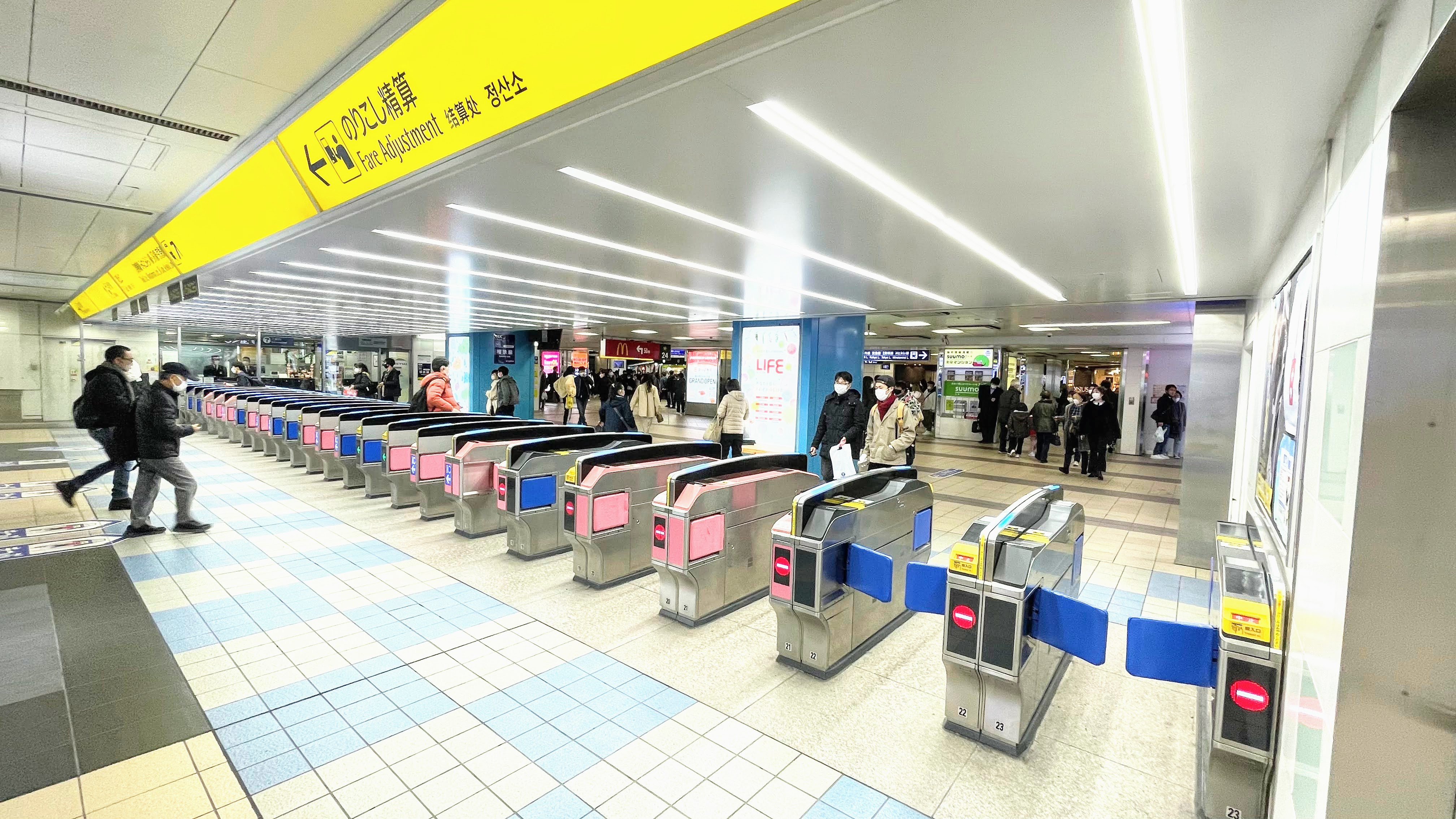
1階改札口（2021年12月）
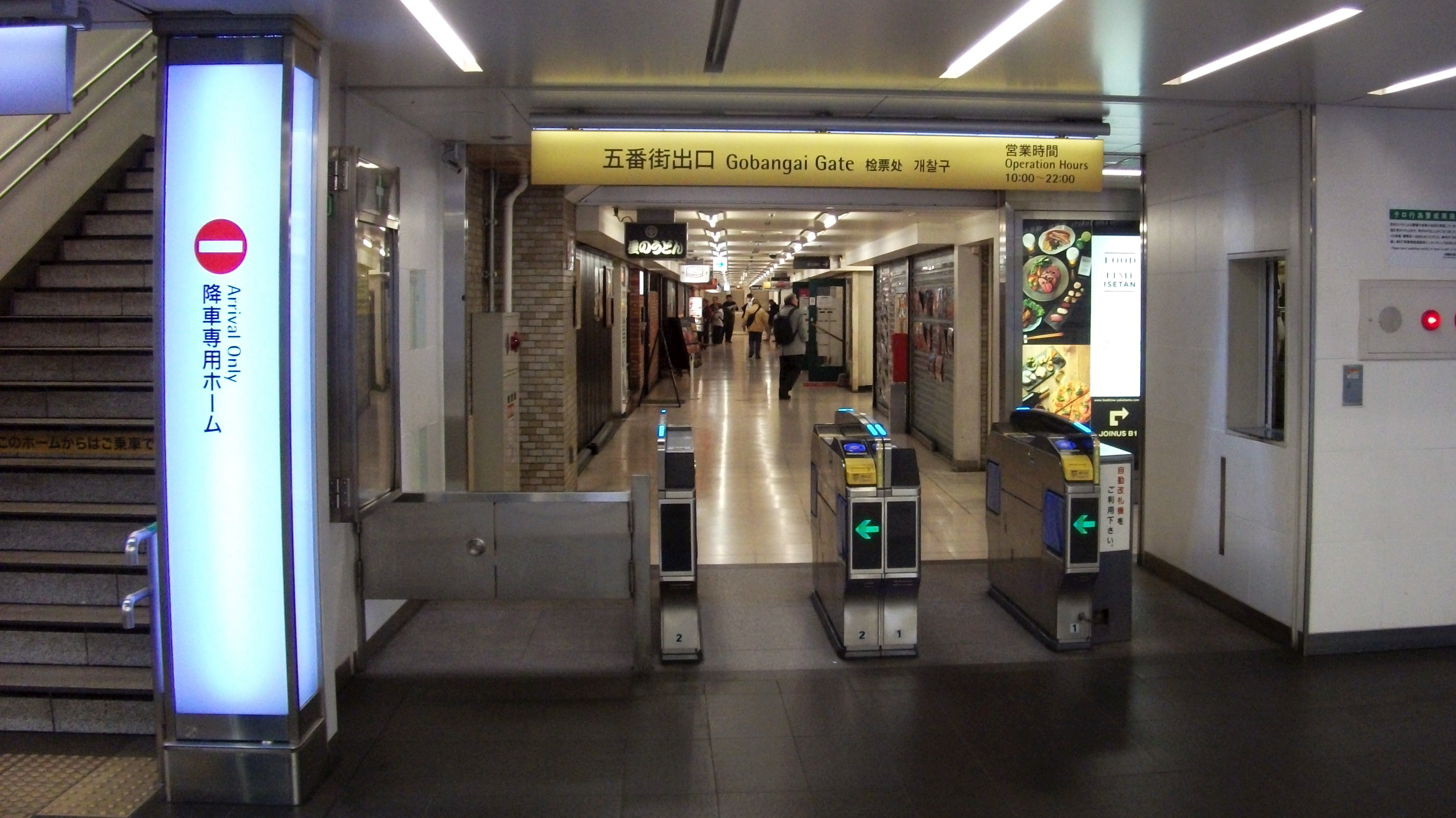
五番街改札口（2019年3月）
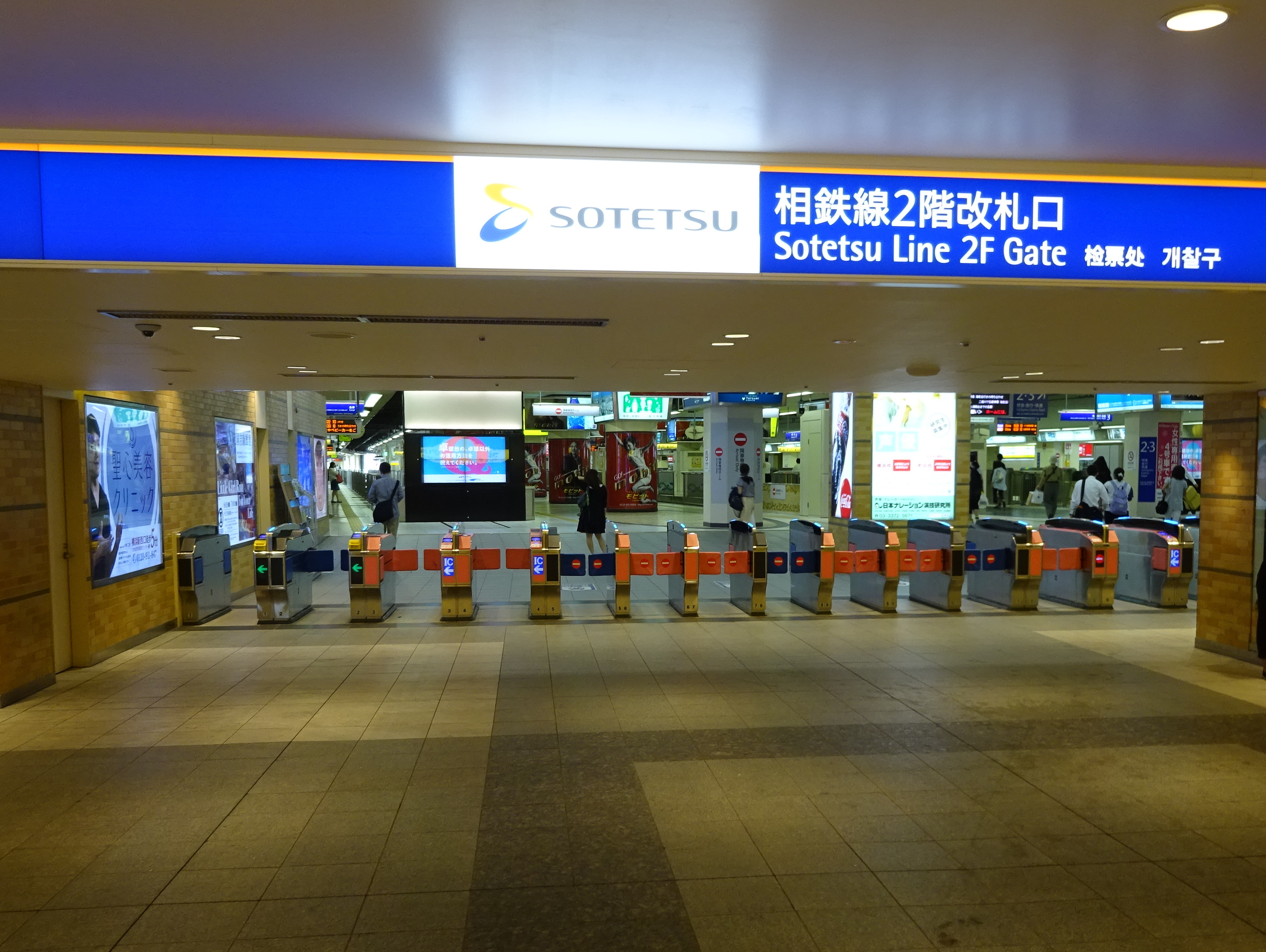
2階改札口（2016年6月）
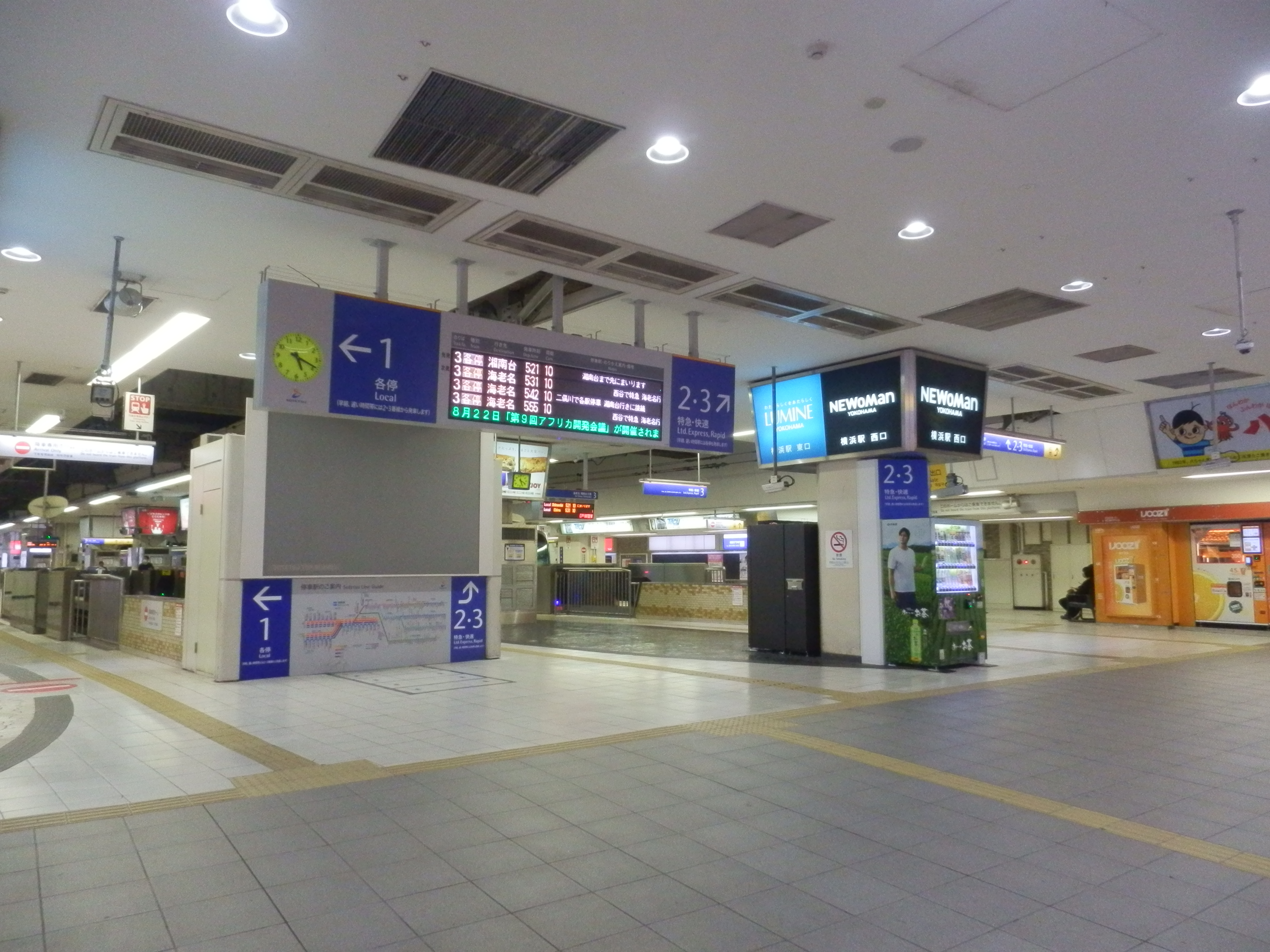
2階改札口内（2025年6月）
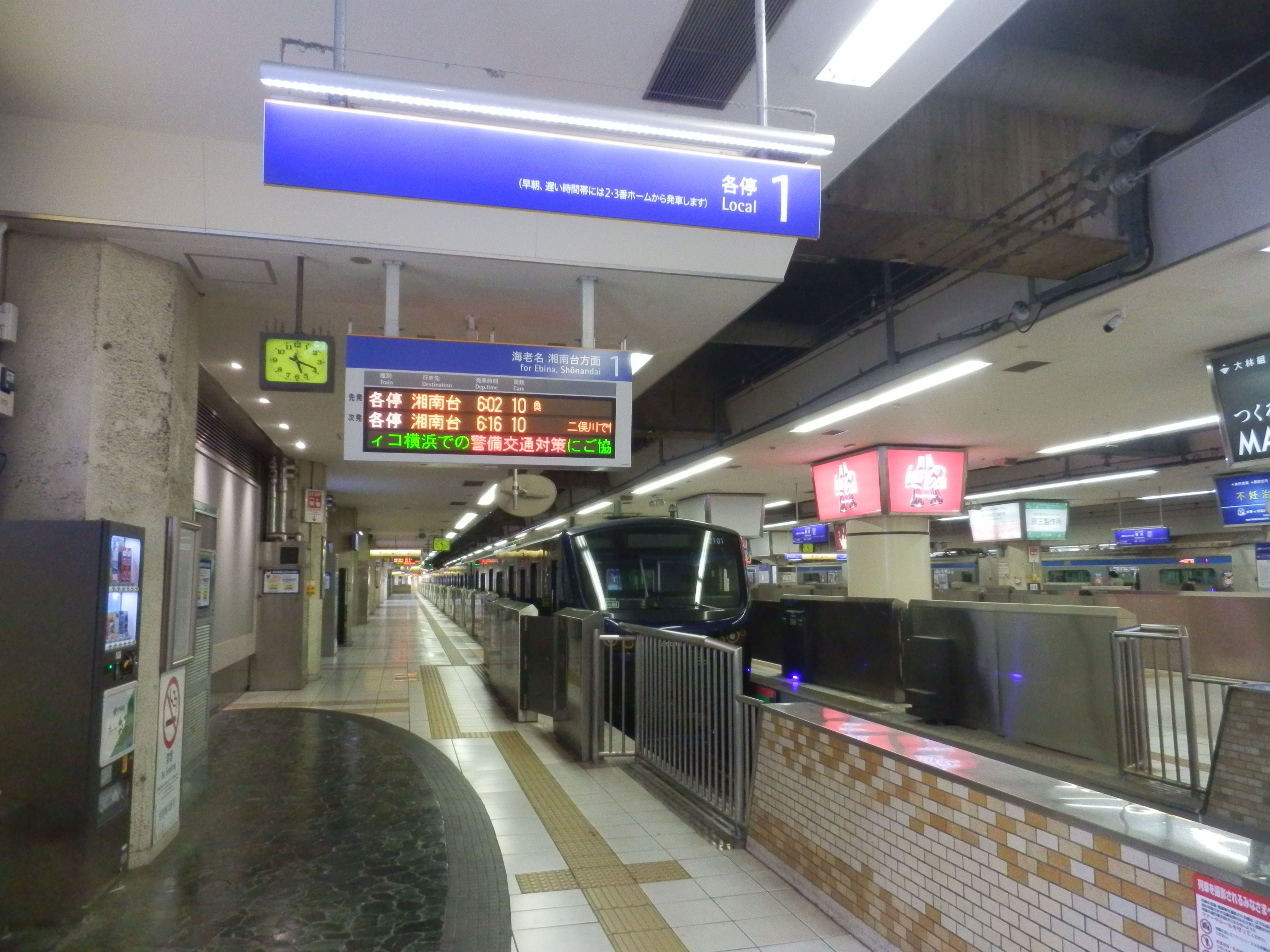
主に各駅停車が使用する1番線
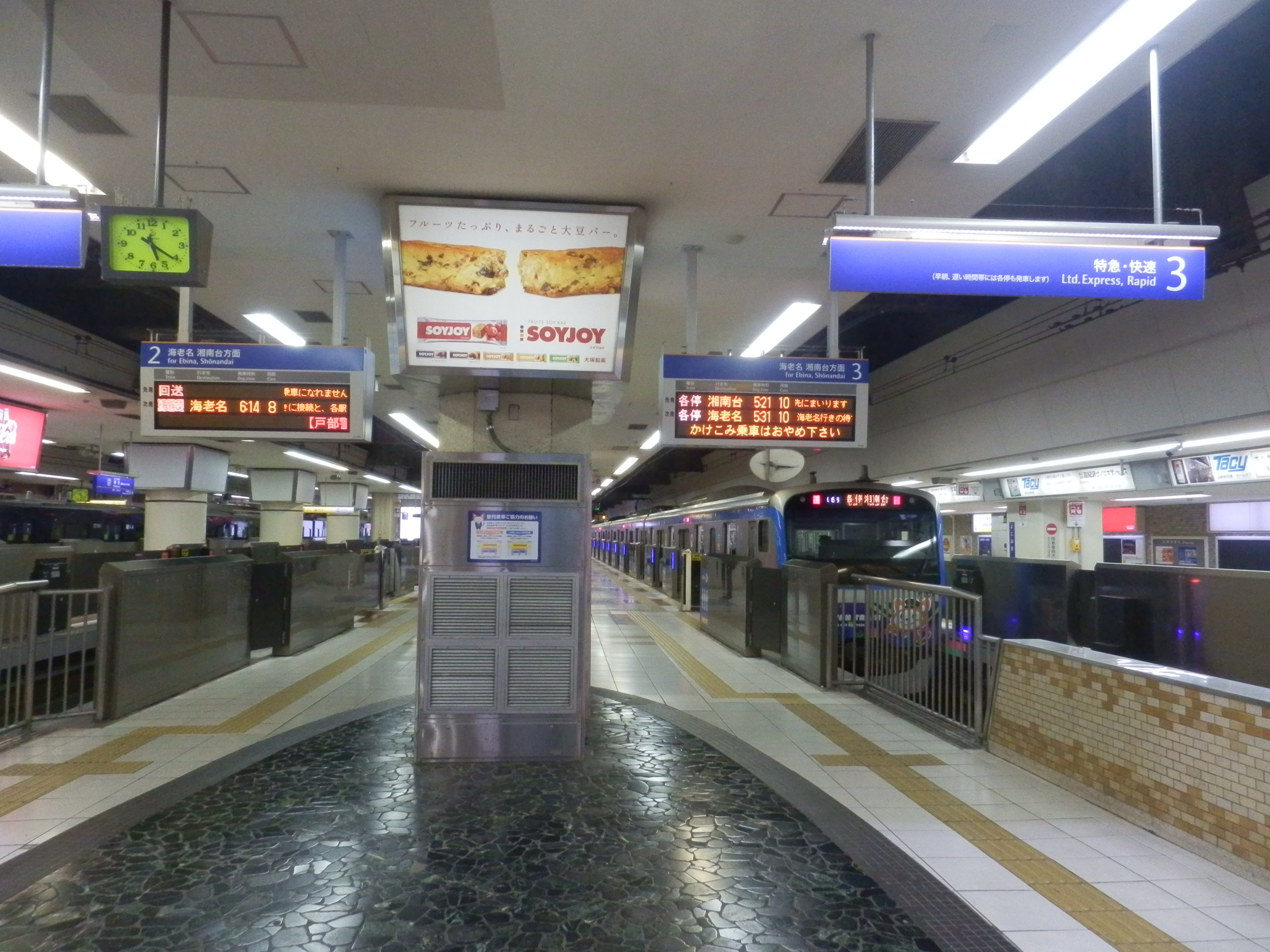
主に急行 特急が使用する3番線（早朝と深夜は各駅停車も使用）

### 横浜市営地下鉄
島式ホーム1面2線を有する地下駅。ホームは地下3階にある。1番線に湘南台方面、2番線にあざみ野方面の列車が発着する。副名称は「相鉄ジョイナス前」とされており、改札口の一つとして「ジョイナス（旧ザ・ダイヤモンド）改札口」が存在する。早朝にあざみ野方面のみ始発列車が設定されている（関内駅から回送）。横浜市営地下鉄の中で年間の利用者数が最も多い駅である。
駅長・副駅長所在駅。横浜管区駅として三ツ沢上町 - 高島町間を管理している。

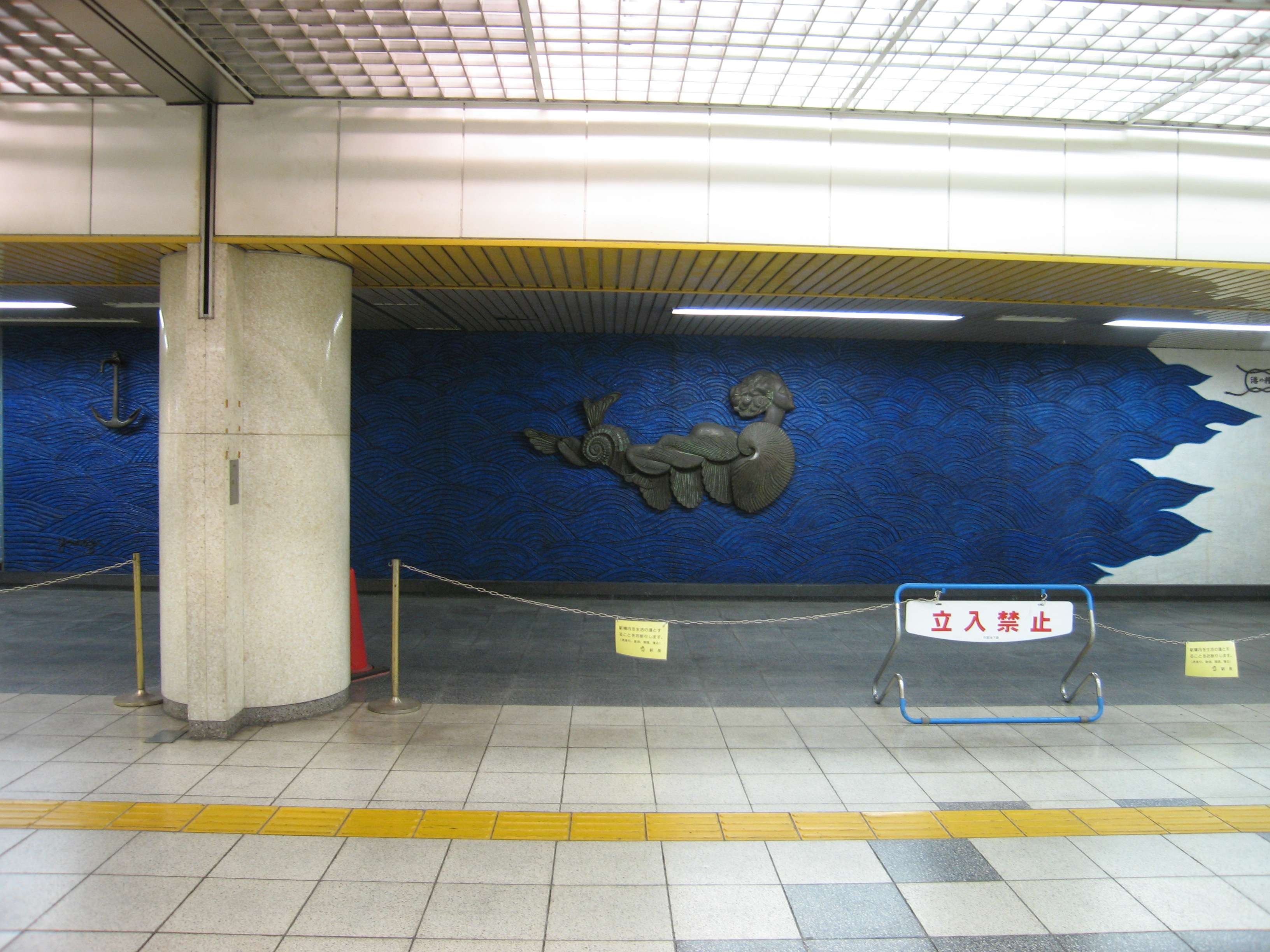
地下1階「ハマリンロード」に設置されていた、柳宗理『港の精』（1976年）。設置場所に「ドコモショップ ブルーライン横浜駅店」が開店したため、2010年10月に撤去。
地下1階の階段、2カ所に設置されている、横浜市交通局の章標をモチーフとしたモザイクアート（1976年設置）。

#### のりば
| 番線 | 路線         | 行先         |
| ---- | ------------ | ------------ |
| 1    | ブルーライン | 湘南台方面   |
| 2    | ブルーライン | あざみ野方面 |

- 上表の路線名は旅客案内上の名称（愛称）で記載している。

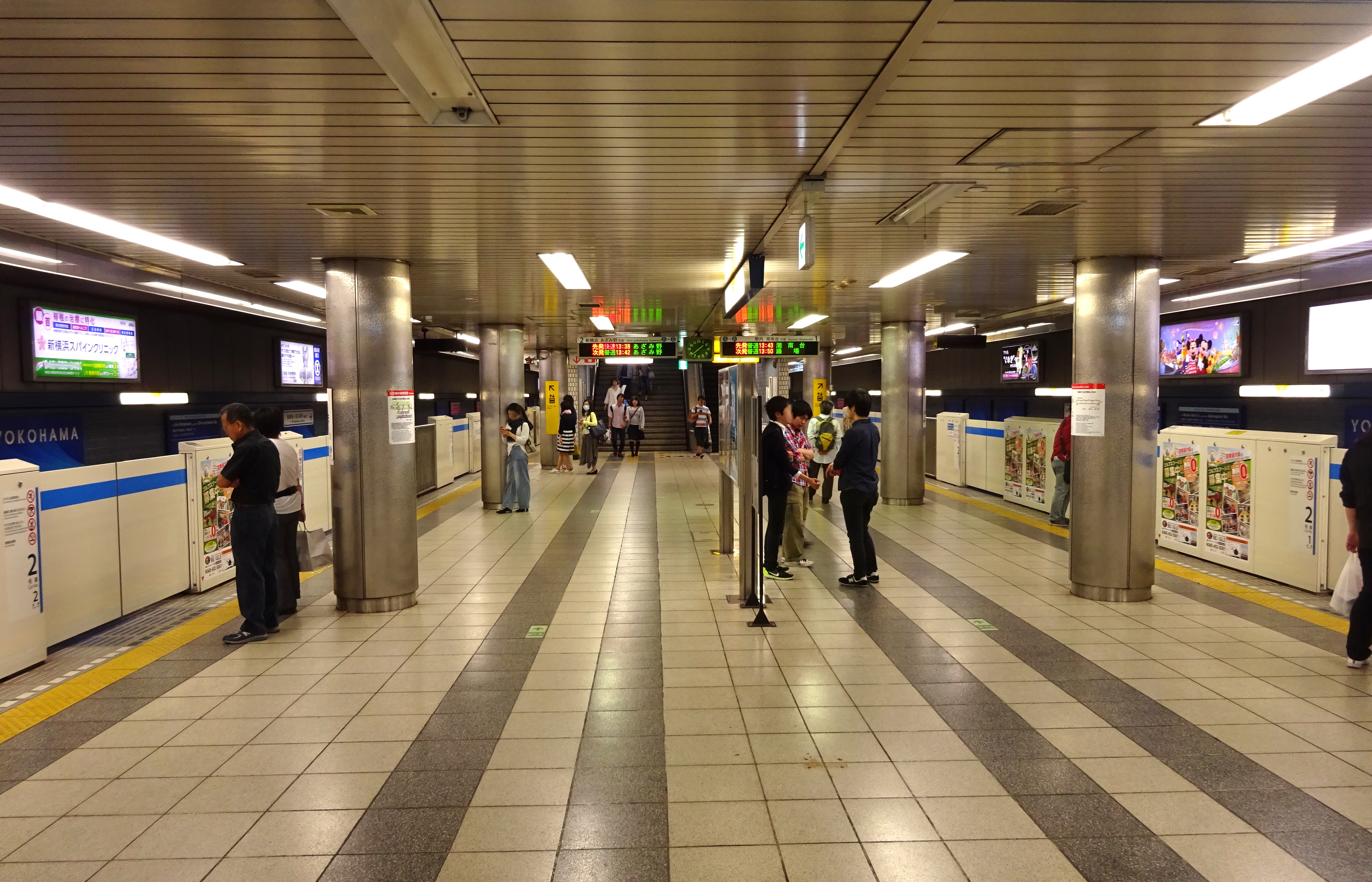
ホーム（2016年5月）
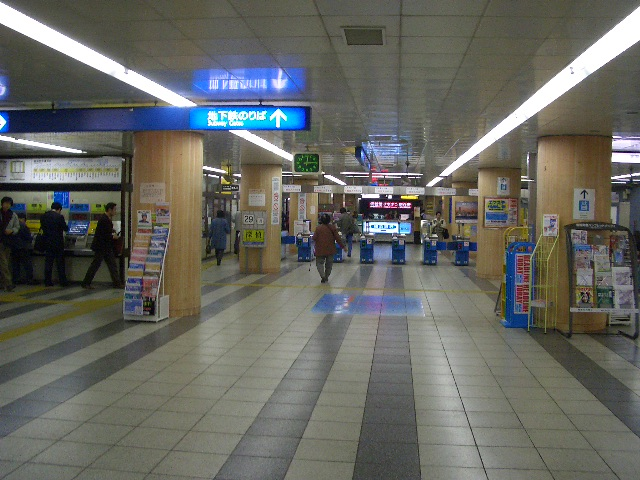
改装前のJR側改札口（2004年11月）

## 駅構内店舗
- NewDaysキヨスク[43]

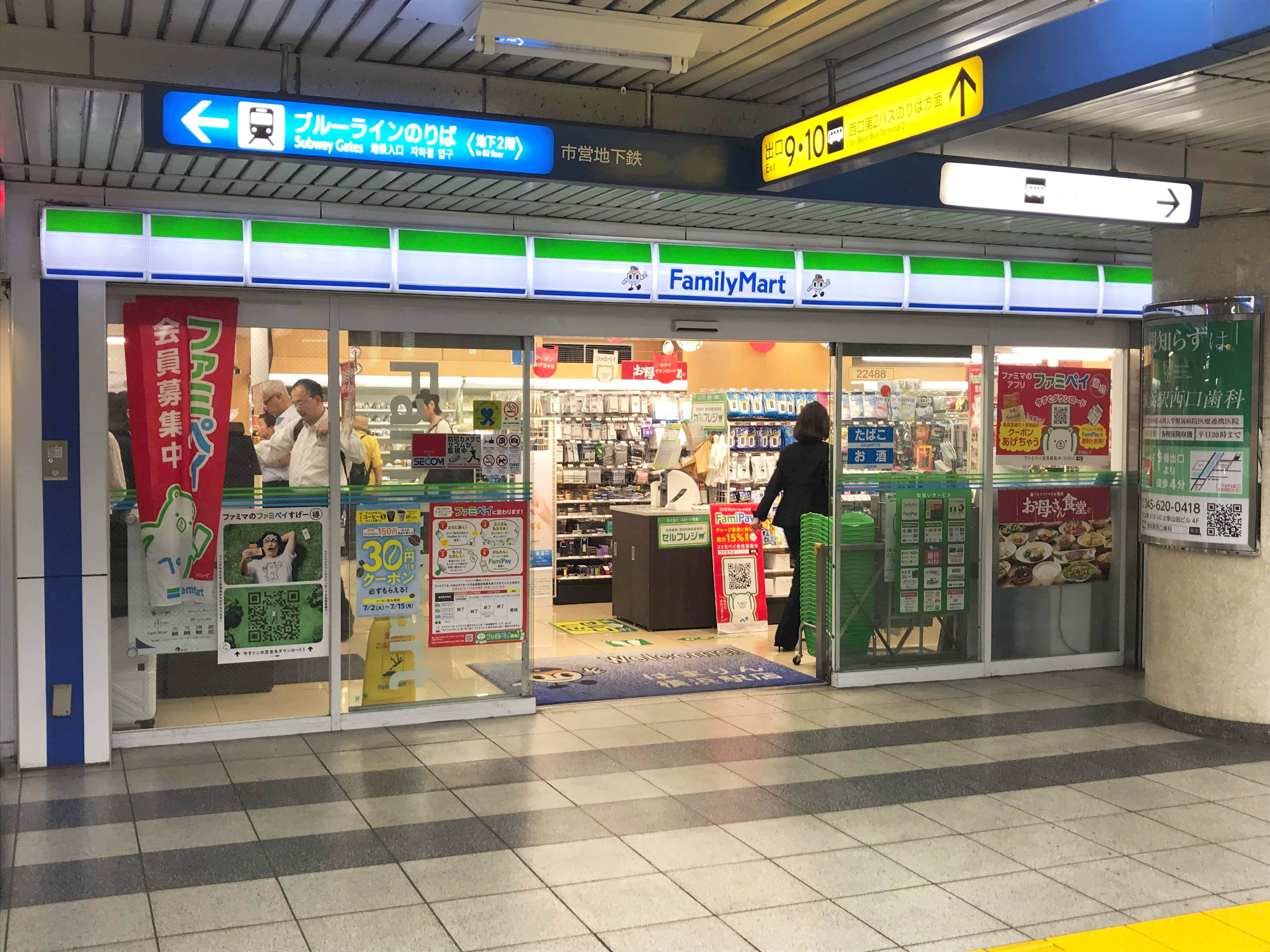
ファミリーマート はまりん横浜駅店

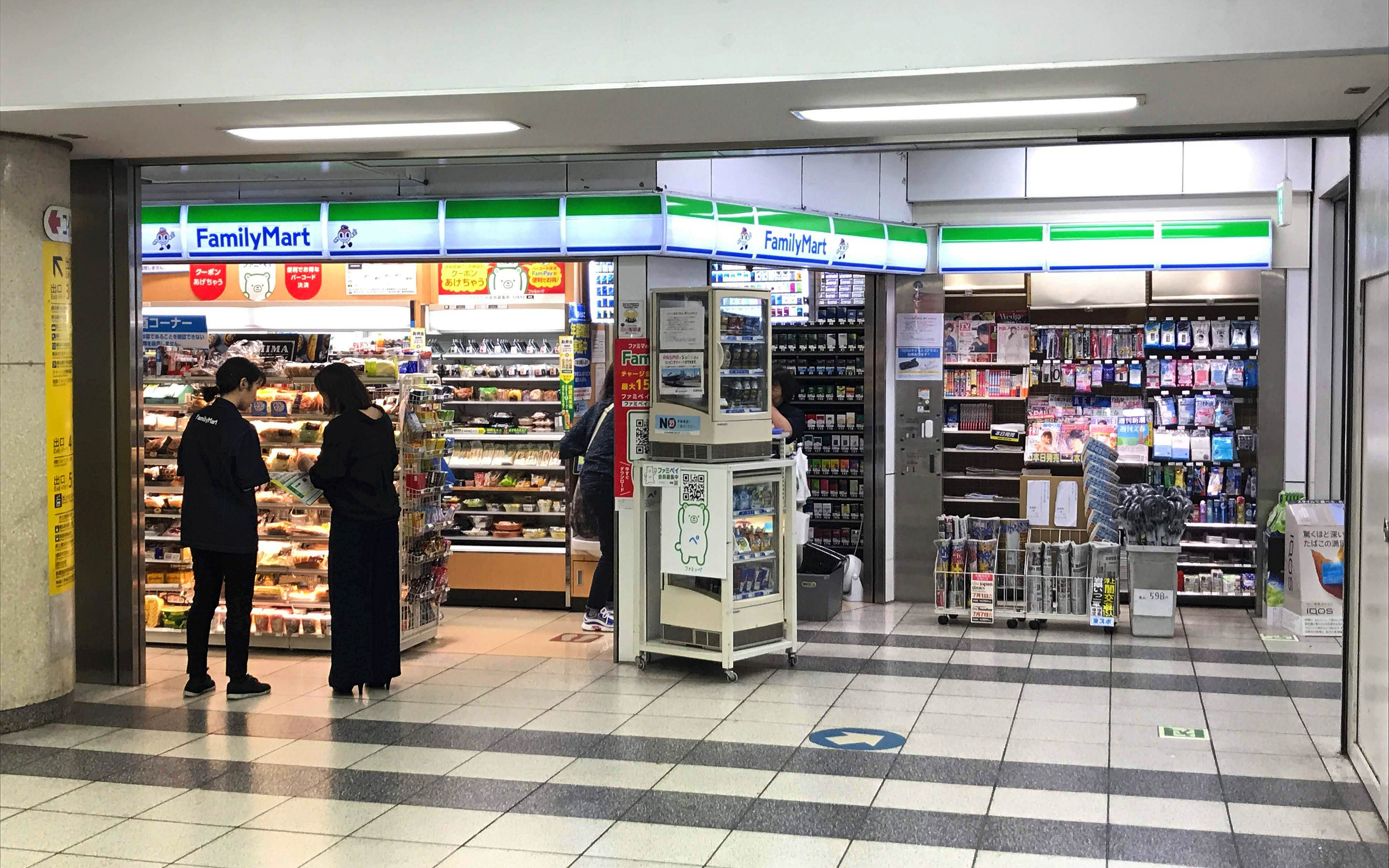
ファミリーマート はまりん横浜駅ミニ店

  - 横浜東口店・横浜中央通路店 - 改札外、中央通路内
  - 横浜中央北改札内店 - JR北口改札内
  - 横浜横須賀線ホーム店 - JR9・10番線ホーム
  - 横浜みなみ改札店‐JR南口改札内
- NewDays[44]
  - 横浜南口店 - JR南改札コンコース内
  - 横浜中央北店 - 中央北口改札内
  - 横浜中央店 - 改札外、中央通路沿い京急改札脇
  - 横浜北口店 - 北改札外
- 崎陽軒[45]
  - 横浜駅中央店 - 中央通路JR改札付近
  - 横浜駅京浜東北・根岸線ホーム店 - JR3・4番線ホーム
  - 横浜駅東海道線下りホーム店 - 5・6番線ホーム
  - みなとみらい線横浜駅店 - 東急東横線・みなとみらい線改札内
  - 京急横浜駅中央改札内店 - 京急線中央改札内
  - 相鉄横浜駅店 - 相鉄線1F改札外
  - 市営地下鉄横浜駅店 - 市営地下鉄線改札外
- セブン-イレブン
  - 京急STみなとみらい横浜南改札 - 東急東横線・みなとみらい線南改札外
  - 京急ST横浜中央改札 - 京急線中央改札内
  - 京急STみなとみらい横浜駅 - 東急東横線・みなとみらい線改札内
  - 京急ST横浜北口改札 - 京急線北口改札内
- ローソン+toks[46]
  - 横浜駅店 - 東急東横線・みなとみらい線横浜駅改札外
- ファミリーマート[47]
  - はまりん 横浜店 - 市営地下鉄線改札外地下1階、9番出入口付近
  - はまりん横浜駅ミニ店 - 市営地下鉄線改札外地下1階、3番出入口・相鉄ジョイナス連絡口付近
- QBハウス[48]
  - 京急横浜駅北口店 - 京急線北口改札内
  - 市営地下鉄横浜店 - 市営地下鉄線改札外
- BECK'S COFFEE SHOP（ベックスコーヒーショップ）[49]
  - 横浜北口店 - JR北口改札内
  - 横浜中央口店 - JR中央南改札内
  - 横浜南口店 - JR南口改札内

## 駅弁

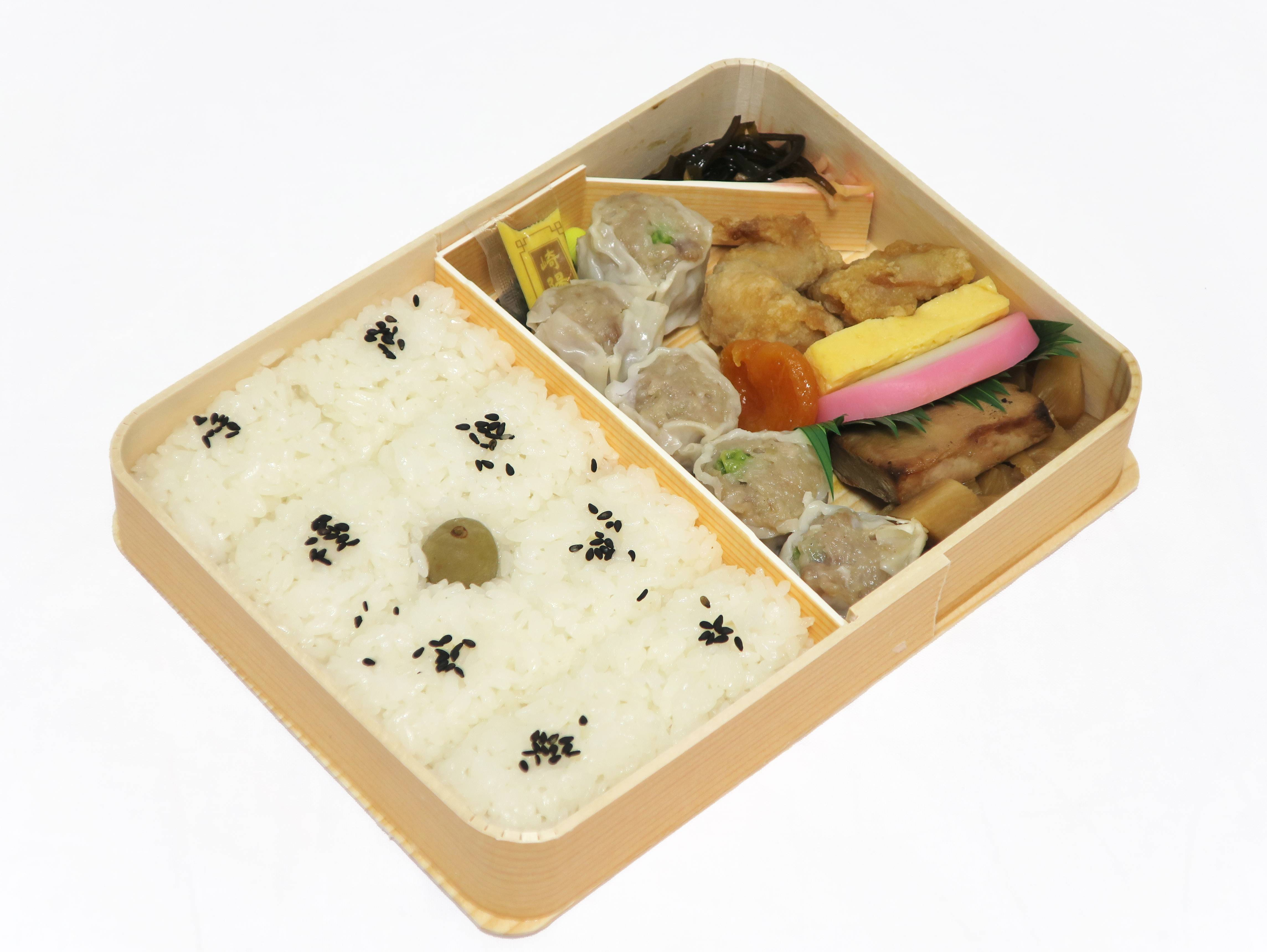
シウマイ弁当

現在は主に崎陽軒が販売している。和製中華風料理が多く、特にシウマイ弁当が有名である。主な駅弁は下記の通り。
- 横濱中華弁当
- 幕の内弁当
- お赤飯弁当
- かながわ味わい弁当（季節により内容が変わる：春・初夏・夏・秋・冬）
- シウマイ弁当
- 炒飯弁当
- しょうが焼弁当
- 横濱ピラフ
- 横濱チャーハン
- いなり寿司

### 販売箇所
下記の通り改札内外に崎陽軒の売店がある。その他、駅ナカ・駅ビルにも弁当店が存在する。地下鉄コンコースでの本格的な駅弁販売は世界的にみてかなり希少である。
- 中央通路
- 京急中央改札内
- JR
  - 3・4番線ホーム（根岸線）
  - 5・6番線ホーム（熱海方面）
- 横浜高速・東急南改札内
- 相鉄改札外
- 地下鉄改札外

1960年代頃までは、国鉄「湘南電車」（東海道線中距離普通列車）のホームに売り子が立ち、到着列車の窓越しに弁当やシウマイの折詰を販売する風景が見られた。当時は崎陽軒が下りホーム、楽陽軒が上りホームを分担していた。シュウマイに瓢箪形の陶器製の醤油入れがつき、特に崎陽軒のものは横山隆一（後に原田治）による「ひょうちゃん」の多種類に及ぶキャラクターが描かれ、人気を集めた。

## 利用状況
横浜市の拠点となる駅の一つであり、神奈川県および東海道本線では最も利用客の多い駅である（2019年度〈令和元年度〉の各社合計の乗降人員は1日平均約230万人、年間約8億4100万人）。各社局の利用状況は以下の通りである。相互乗り入れによる直通客などを除いた2007年度（平成19年度）の乗降人員は1,203,963人である。
- JR東日本 - 2023年度（令和5年度）の1日平均乗車人員は362,348人である[利用客数 1]。
同社の駅では東京駅に次いで第4位。神奈川県内での同社の駅では第1位。
- 東急電鉄 - 2024年度（令和6年度）の1日平均乗降人員は311,311人である[tokyu 1]。
同社の駅では渋谷駅に次ぐ第2位。ただし、横浜高速鉄道との相互直通人員を含む。
- 京浜急行電鉄 - 2023年度（令和5年度）の1日平均乗降人員は290,469人（乗車人員：144,301人、降車人員：146,168人）である[乗降データ 1]。
同社の駅では第1位。下り方（横須賀中央方面）と他社線を乗り継ぐ利用者が多く、下り方で輸送密度が高くなっている。
- 相模鉄道 - 2024年度（令和6年度）の1日平均乗降人員は314,229人である[sotetsu 1]。
相鉄線全27駅中第1位。
- 横浜市営地下鉄 - 2022年度（令和4年度）の1日平均乗降人員は123,194人（乗車人員：61,743人、降車人員：61,451人）である[乗降データ 1]。
同局の駅では第1位。
- 横浜高速鉄道 - 2024年度（令和6年度）の1日平均乗降人員は203,549人である[MM 1]。
同社の駅では第1位。ただし、東急電鉄との相互直通人員を含む。

### 年度別1日平均乗降人員
各年度の1日平均乗降人員は下表の通りである（JRを除く）。
| 年度               | 東急電鉄         | 東急電鉄 | 京浜急行電鉄     | 京浜急行電鉄 | 相模鉄道         | 相模鉄道 | 横浜市営地下鉄   | 横浜市営地下鉄 | 横浜高速鉄道     | 横浜高速鉄道   |
| 年度               | 東横線           | 東横線   | 本線             | 本線         | 相鉄本線         | 相鉄本線 | ブルーライン     | ブルーライン   | みなとみらい線   | みなとみらい線 |
| 年度               | 1日平均 乗降人員 | 増加率   | 1日平均 乗降人員 | 増加率       | 1日平均 乗降人員 | 増加率   | 1日平均 乗降人員 | 増加率         | 1日平均 乗降人員 | 増加率         |
| ------------------ | ---------------- | -------- | ---------------- | ------------ | ---------------- | -------- | ---------------- | -------------- | ---------------- | -------------- |
| 1980年（昭和55年） |                  |          | 295,691          |              |                  |          |                  |                | 未開業           | 未開業         |
| 1998年（平成10年） | 258,060          |          |                  |              |                  |          |                  |                | 未開業           | 未開業         |
| 1999年（平成11年） | 256,234          | −0.7%    |                  |              | 472,414          |          | 111,485          |                | 未開業           | 未開業         |
| 2000年（平成12年） | 246,800          | −3.7%    | 297,427          |              | 459,965          | −2.6%    | 114,860          | 3.0%           | 未開業           | 未開業         |
| 2001年（平成13年） | 244,136          | −1.1%    | 296,227          | −0.4%        | 455,239          | −1.0%    | 116,450          | 1.4%           | 未開業           | 未開業         |
| 2002年（平成14年） | 243,815          | −0.1%    | 296,138          | 0.0%         | 445,946          | −2.0%    | 116,320          | −0.1%          | 未開業           | 未開業         |
| 2003年（平成15年） | 305,031          | 25.1%    | 301,269          | 1.7%         | 439,885          | −1.4%    | 118,374          | 1.8%           | [ 注 21 ]        | [ 注 21 ]      |
| 2004年（平成16年） | 313,322          | 2.7%     | 304,311          | 1.0%         | 436,010          | −0.9%    | 122,671          | 3.6%           | 116,404          |                |
| 2005年（平成17年） | 307,985          | −1.7%    | 306,494          | 0.7%         | 437,354          | 0.3%     | 122,483          | −0.2%          | 127,015          | 9.1%           |
| 2006年（平成18年） | 311,933          | 1.3%     | 308,041          | 0.5%         | 437,932          | 0.1%     | 125,110          | 2.1%           | 134,830          | 6.1%           |
| 2007年（平成19年） | 323,851          | 3.8%     | 314,772          | 2.2%         | 440,986          | 0.7%     | 132,509          | 5.9%           | 147,138          | 9.1%           |
| 2008年（平成20年） | 328,769          | 1.5%     | 314,580          | −0.1%        | 437,820          | −0.7%    | 124,173          | −6.3%          | 154,482          | 5.0%           |
| 2009年（平成21年） | 332,002          | 1.0%     | 312,890          | −0.5%        | 431,347          | −1.5%    | 129,987          | 4,7%           | 158,964          | 2.9%           |
| 2010年（平成22年） | 327,587          | −1.3%    | 311,022          | −0.6%        | 428,224          | −0.7%    | 129,194          | −0.6%          | 156,141          | −1.8%          |
| 2011年（平成23年） | 327,237          | −0.1%    | 303,890          | −2.3%        | 420,242          | −1.9%    | 127,528          | −1.3%          | 160,233          | 2.6%           |
| 2012年（平成24年） | 335,988          | 2.7%     | 305,878          | 0.7%         | 421,165          | 0.2%     | 128,244          | 0.6%           | 167,804          | 4.7%           |
| 2013年（平成25年） | 351,652          | 4.7%     | 313,608          | 2.5%         | 424,631          | 0.8%     | 134,131          | 4.6%           | 183,469          | 9.3%           |
| 2014年（平成26年） | 348,681          | −0.8%    | 311,593          | −0.6%        | 416,766          | −1.9%    | 132,277          | −1.4%          | 185,465          | 1.1%           |
| 2015年（平成27年） | 354,148          | 1.6%     | 316,478          | 1.6%         | 421,948          | 1.2%     | 134,781          | 1.9%           | 189,283          | 2.1%           |
| 2016年（平成28年） | 358,191          | 1.1%     | 319,310          | 0.9%         | 424,764          | 0.7%     | 136,118          | 1.0%           | 193,212          | 2.1%           |
| 2017年（平成29年） | 362,526          | 1.2%     | 323,668          | 1.4%         | 428,218          | 0.8%     | 141,376          | 3.9%           | 200,276          | 3.7%           |
| 2018年（平成30年） | 367,023          | 1.2%     | 327,025          | 1.0%         | 429,114          | 0.2%     | 143,618          | 1.6%           | 207,635          | 3.7%           |
| 2019年（令和元年） | 364,270          | −0.8%    | 324,183          | −0.9%        | 421,911          | −1.7%    | 144,045          | 0.3%           | 210,832          | 1.5%           |
| 2020年（令和02年） | 239,002          | −34.4%   | 223,343          | −31.1%       | 296,147          | −29.9%   | 102,344          | −28.9%         | 137,724          | −34.7%         |
| 2021年（令和03年） | 275,095          | 15.1%    | 245,222          | 9.8%         | 305,183          | 3.1%     | 112,370          | 9.8%           | 150,014          | 8.9%           |
| 2022年（令和04年） | 308,749          | 12.2%    | 277,855          | 11.3%        | 329,228          | 7.3%     | 124,525          | 10.8%          | 178,864          | 19.2%          |
| 2023年（令和05年） | 308,286          | −0.1%    | 293,173          | 5.5%         | 314,649          | -4.4%    |                  |                | 197,819          | 10.6%          |
| 2024年（令和06年） | 311,311          | 1.0%     |                  |              | 314,229          | −0.1%    |                  |                | 203,549          | 2.9%           |

### 年度別1日平均乗車人員
各年度の1日平均乗車人員は下表の通りである。
| 年度               | JR東日本  | 東急電鉄 | 京浜急行電鉄 | 相模鉄道 | 横浜市営 地下鉄 | 出典               |
| ------------------ | --------- | -------- | ------------ | -------- | --------------- | ------------------ |
| 1979年（昭和54年） | [ 注 22 ] |          |              |          | 24,445          | [ 横浜市統計書 1 ] |
| 1980年（昭和55年） | [ 注 22 ] | 122,844  | 147,589      | 193,033  | 26,178          | [ 横浜市統計書 1 ] |
| 1981年（昭和56年） | [ 注 22 ] | 127,726  | 150,868      | 195,729  | 27,488          | [ 横浜市統計書 1 ] |
| 1982年（昭和57年） | [ 注 22 ] | 131,926  | 153,036      | 197,405  | 28,205          | [ 横浜市統計書 1 ] |
| 1983年（昭和58年） | [ 注 22 ] | 135,675  | 155,697      | 199,369  | 29,625          | [ 横浜市統計書 1 ] |
| 1984年（昭和59年） | [ 注 22 ] | 137,789  | 154,778      | 203,323  | 32,578          | [ 横浜市統計書 1 ] |
| 1985年（昭和60年） | [ 注 22 ] | 140,532  | 156,893      | 208,460  | 43,806          | [ 横浜市統計書 1 ] |
| 1986年（昭和61年） | [ 注 22 ] | 142,737  | 161,767      | 213,564  | 43,639          | [ 横浜市統計書 1 ] |
| 1987年（昭和62年） |           | 145,563  | 164,014      | 218,568  | 43,274          | [ 横浜市統計書 1 ] |
| 1988年（昭和63年） | 325,639   | 147,517  | 168,496      | 226,214  | 44,731          | [ 横浜市統計書 1 ] |
| 1989年（平成元年） |           | 147,334  | 171,038      | 233,266  | 45,346          | [ 横浜市統計書 1 ] |
| 1990年（平成02年） | 364,959   | 146,589  | 173,416      | 240,548  | 45,704          | [ 横浜市統計書 1 ] |
| 1991年（平成03年） | 378,262   | 145,489  | 175,202      | 245,689  | 46,773          | [ 横浜市統計書 1 ] |
| 1992年（平成04年） | 383,837   | 141,160  | 173,167      | 248,586  | 46,944          | [ 横浜市統計書 1 ] |
| 1993年（平成05年） | 392,830   | 137,283  | 172,104      | 248,515  | 53,782          | [ 横浜市統計書 1 ] |
| 1994年（平成06年） | 397,125   | 134,629  | 171,575      | 246,951  | 54,371          | [ 横浜市統計書 1 ] |
| 1995年（平成07年） | 397,964   | 131,653  | 168,393      | 249,452  | 54,284          | [ 横浜市統計書 1 ] |
| 1996年（平成08年） | 402,216   | 127,669  | 162,745      | 245,088  | 55,116          | [ 横浜市統計書 1 ] |
| 1997年（平成09年） | 399,913   | 124,823  | 157,517      | 241,918  | 55,392          | [ 横浜市統計書 1 ] |
| 1998年（平成10年） | 396,732   | 121,643  | 154,041      | 240,803  | 55,889          | [ 横浜市統計書 1 ] |
| 1999年（平成11年） | 391,196   | 120,049  | 150,730      | 236,528  | 56,038          | [ 神奈川県統計 1 ] |
| 2000年（平成12年） | 385,023   | 118,886  | 149,073      | 230,716  | 57,522          | [ 神奈川県統計 1 ] |
| 2001年（平成13年） | 381,604   | 121,866  | 148,467      | 228,191  | 58,130          | [ 神奈川県統計 2 ] |
| 2002年（平成14年） | 378,767   | 121,954  | 148,588      | 223,539  | 58,008          | [ 神奈川県統計 3 ] |

| 年度               | JR東日本 | 東急電鉄 | 京浜急行電鉄 | 相模鉄道 | 横浜市営 地下鉄 | 横浜高速鉄道 | 出典                |
| ------------------ | -------- | -------- | ------------ | -------- | --------------- | ------------ | ------------------- |
| 2003年（平成15年） | 379,053  | 129,765  | 149,534      | 220,383  | 58,602          | [ 注 23 ]    | [ 神奈川県統計 4 ]  |
| 2004年（平成16年） | 380,922  | 154,192  | 151,143      | 218,073  | 60,454          | 60,749       | [ 神奈川県統計 5 ]  |
| 2005年（平成17年） | 384,594  | 152,190  | 152,033      | 218,467  | 61,078          | 65,789       | [ 神奈川県統計 6 ]  |
| 2006年（平成18年） | 391,185  | 154,179  | 152,721      | 218,593  | 62,325          | 69,754       | [ 神奈川県統計 7 ]  |
| 2007年（平成19年） | 403,394  | 159,641  | 155,474      | 219,890  | 66,145          | 75,314       | [ 神奈川県統計 8 ]  |
| 2008年（平成20年） | 402,193  | 163,795  | 155,905      | 218,232  | 62,153          | 79,293       | [ 神奈川県統計 9 ]  |
| 2009年（平成21年） | 399,633  | 164,678  | 155,209      | 215,039  | 65,120          | 81,872       | [ 神奈川県統計 10 ] |
| 2010年（平成22年） | 398,052  | 162,576  | 154,463      | 213,548  | 64,724          | 80,289       | [ 神奈川県統計 11 ] |
| 2011年（平成23年） | 394,900  | 161,242  | 150,170      | 209,572  | 63,912          | 81,776       | [ 神奈川県統計 12 ] |
| 2012年（平成24年） | 400,655  | 166,891  | 151,430      | 210,090  | 64,308          | 85,691       | [ 神奈川県統計 13 ] |
| 2013年（平成25年） | 406,594  | 175,392  | 155,320      | 211,708  | 67,179          | 93,454       | [ 神奈川県統計 14 ] |
| 2014年（平成26年） | 403,865  | 173,747  | 154,399      | 208,076  | 66,317          | 94,200       | [ 神奈川県統計 15 ] |
| 2015年（平成27年） | 411,383  | 176,415  | 156,567      | 210,688  | 67,510          | 96,113       | [ 神奈川県統計 16 ] |
| 2016年（平成28年） | 414,683  | 178,284  | 158,263      | 212,051  | 68,283          | 98,216       | [ 神奈川県統計 17 ] |
| 2017年（平成29年） | 420,192  | 180,487  | 160,397      | 213,875  | 70,880          | 101,654      | [ 神奈川県統計 18 ] |
| 2018年（平成30年） | 423,651  | 182,691  | 162,004      | 214,348  | 72,091          | 105,402      | [ 神奈川県統計 19 ] |
| 2019年（令和元年） | 419,440  | 181,388  | 160,227      | 211,500  | 72,278          | 107,042      | [ 神奈川県統計 20 ] |
| 2020年（令和02年） | 290,376  | 118,912  | 110,295      | 148,225  | 51,243          | 69,534       | [ 神奈川県統計 21 ] |
| 2021年（令和03年） | 303,759  | 136,830  | 122,152      | 152,802  | 56,299          | 76,155       | [ 神奈川県統計 22 ] |
| 2022年（令和04年） | 340,536  | 153,620  | 137,296      | 164,843  | 62,414          | 91,158       | [ 神奈川県統計 23 ] |
| 2023年（令和05年） | 362,348  |          |              |          |                 |              |                     |

## 駅周辺
横浜駅周辺地区は、関内駅周辺とともに横浜市における都心（ツインコア）の一つである横浜都心に指定されている。
前述のように、江戸時代までの横浜駅周辺は袖ケ浦と呼ばれる入り江であった。1869年頃に高島嘉右衛門によって神奈川駅 - 横浜駅 - 桜木町駅の線路・国道1号線の部分が堤防状に埋め立てられ、1872年に新橋 - 横浜を結ぶ日本初の鉄道路線が開通した。そして1928年には横浜駅が現在の場所に移転され、道路に面した東口に駅舎が建設された。
駅周辺は百貨店などの商業ビルが林立し、横浜最大の繁華街となっている。東口にはそごう横浜店、西口には髙島屋横浜店（相鉄ジョイナス）が位置し、それぞれ東口と西口の顔になっている。西口・東口とも巨大な地下街を有し、周辺のビルと直結している。駅周辺は特定都市再生緊急整備地域に指定されており、段階的に大規模な再開発を行う計画となっている。

### 東口

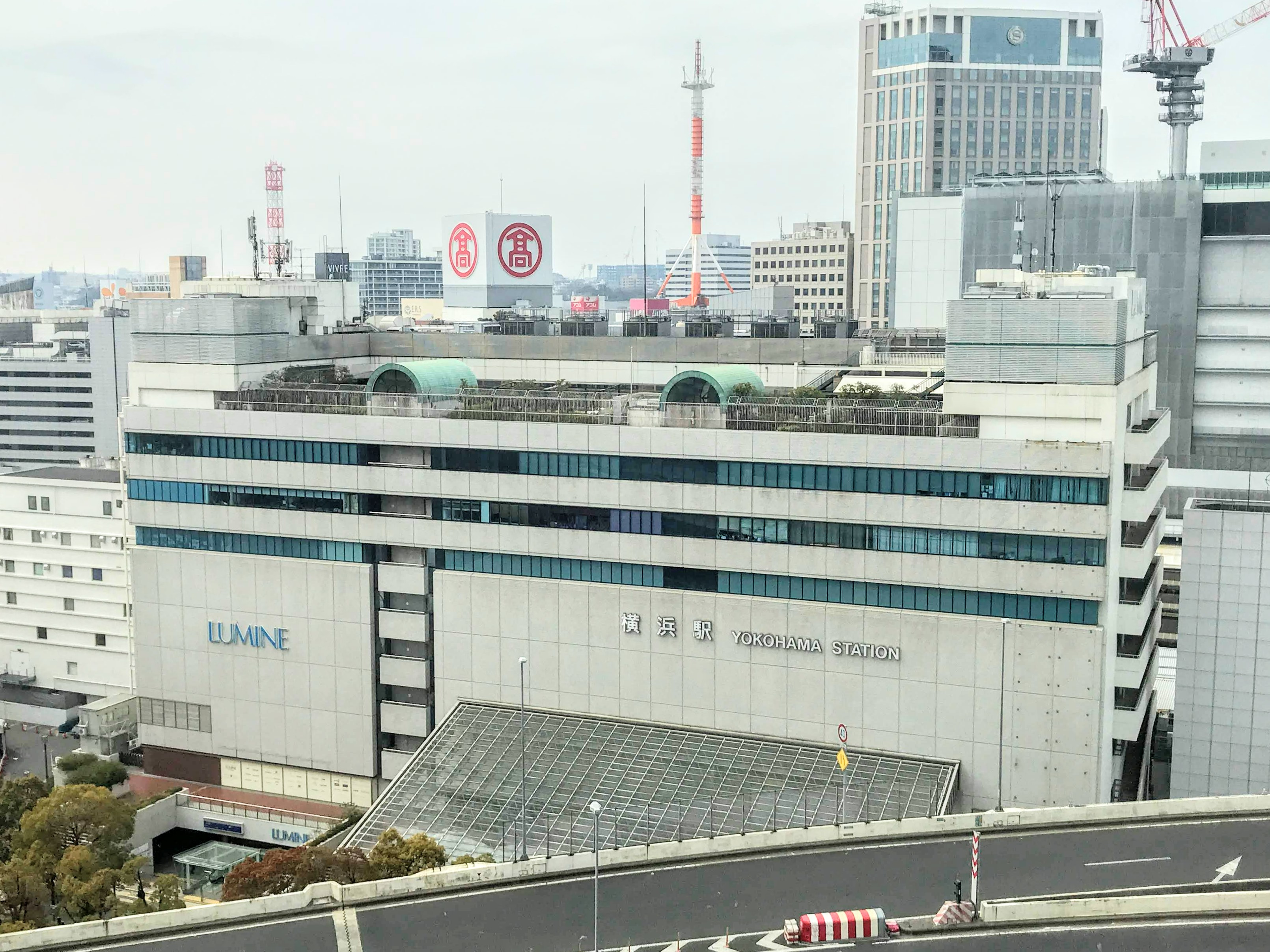
東口駅舎 横浜ターミナルビル（4代目駅舎、1980年2月竣工）

所在は、高島二丁目12番から19番（旧：高島通2丁目）。3代目横浜駅として現在地に移転した際に、幹線道路沿いであった当地に駅舎が建てられた。かつては「横浜駅表口」とも呼ばれていた。
横浜新都市ビル2階部分から日産自動車グローバル本社（みなとみらい地区方面）とを結ぶペデストリアンデッキ「はまみらいウォーク」が設置されている。なお、新都市ビル（そごう）やスカイビルがある一角（出島地区）はみなとみらい地区の68街区に該当する。

#### 主な施設
- 東日本旅客鉄道（JR東日本）横浜支社
- 東日本旅客鉄道（JR東日本）横浜総合区事務所
- 横浜ターミナルビル（横浜駅東口駅舎）
  - ルミネ横浜
- 横浜ポルタ（地下街）
- 横浜新都市ビル
  - そごう横浜店
  - 新都市ホール
  - 横浜駅東口バスターミナル
- 横浜駅東口タクシープラザ（横浜駅東口駅前第2交通広場）
- 横浜スカイビル
  - マルイシティ横浜店
  - 横浜シティ・エア・ターミナル (YCAT)
- みなとみらい21地区
- 横浜ポートサイド地区
- 国道1号
- 首都高速道路横羽線 横浜駅東口出入口・金港ジャンクション

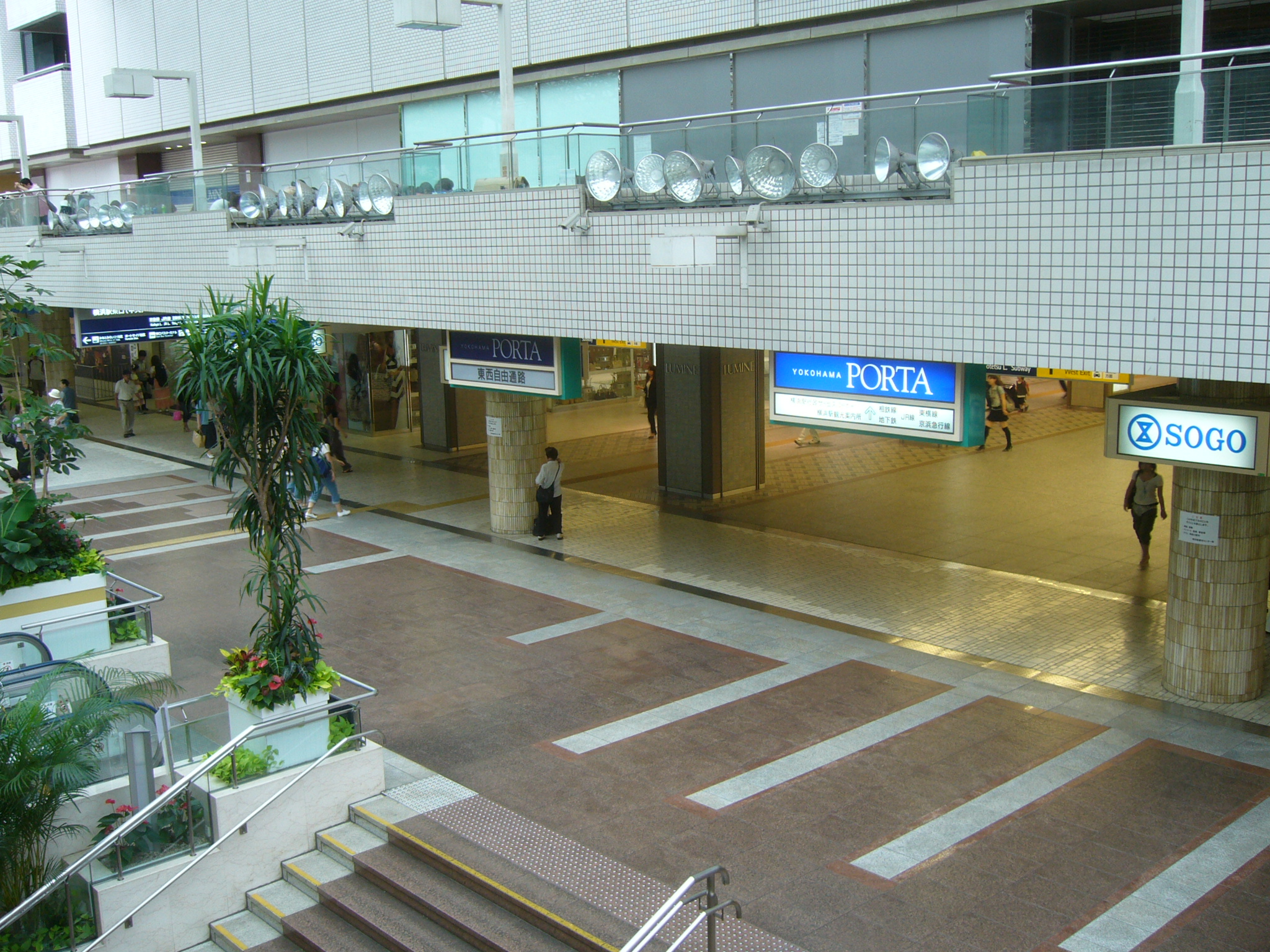
東口の中央通路（旧：東西自由通路）出口付近（2009年8月）
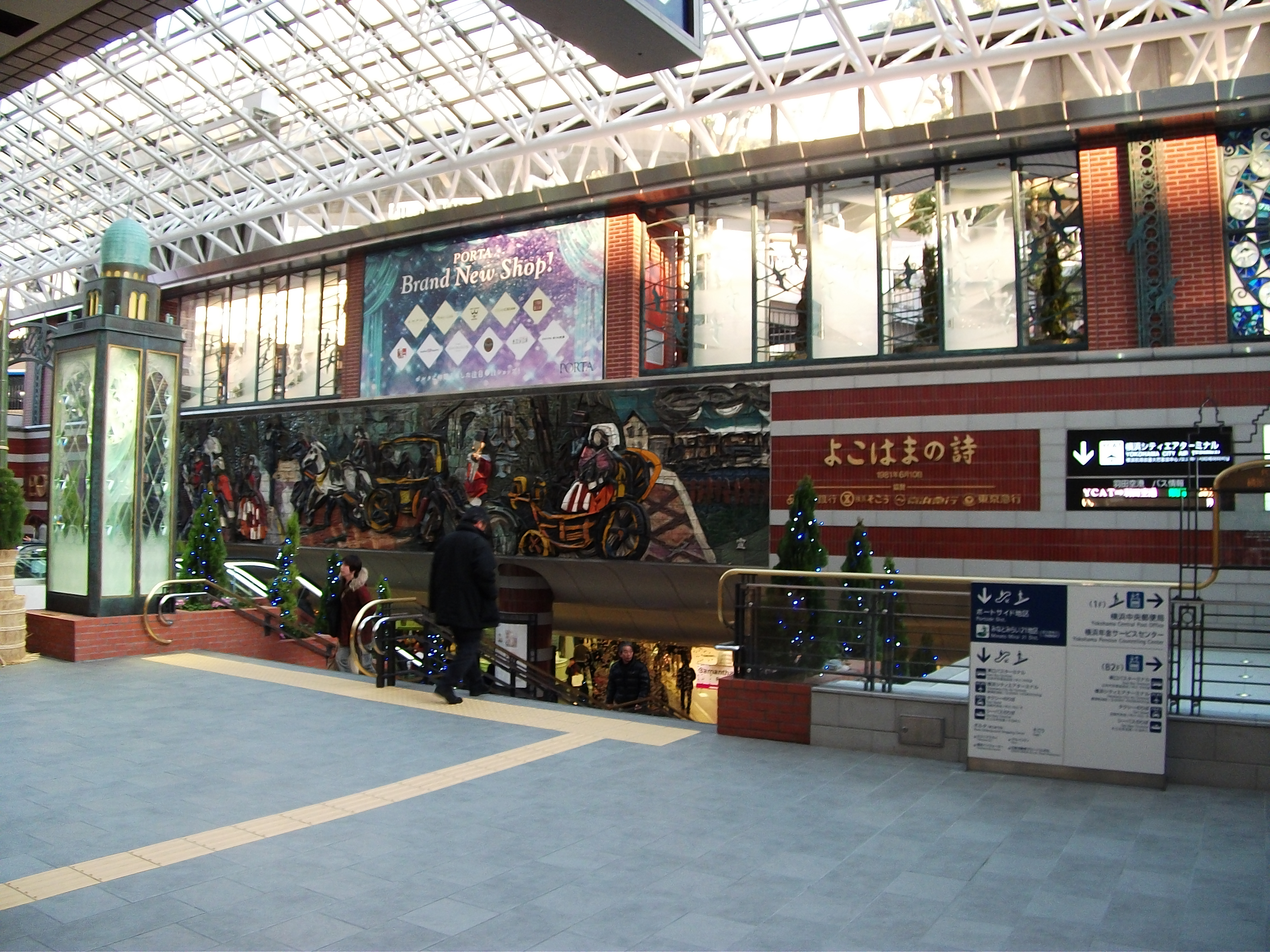
東口の中央通路出口、横浜ポルタ入口付近（2011年12月）
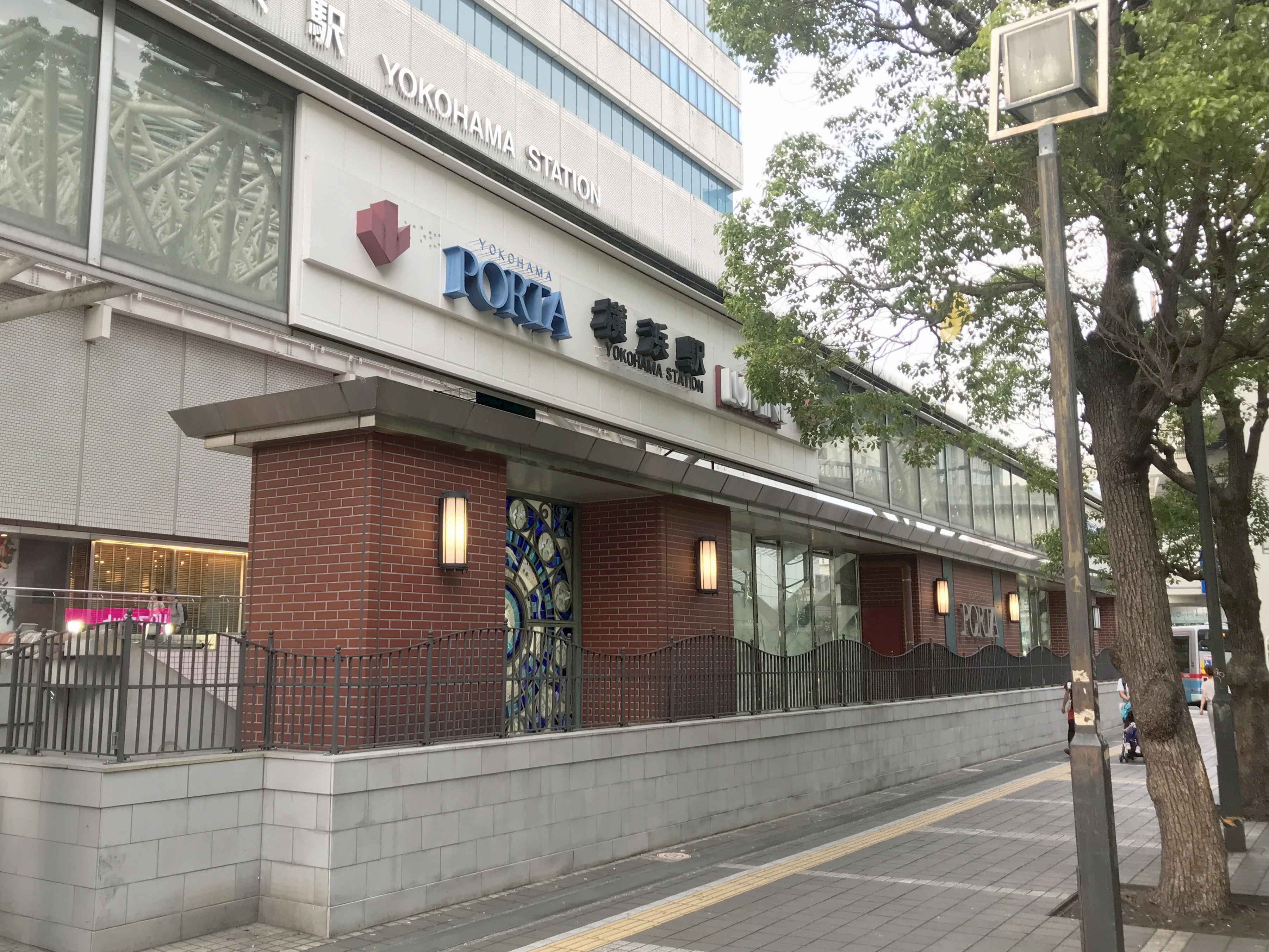
横浜ポルタ入口の外観（2019年9月）

### きた東口
2006年2月供用開始。屋根がガラス張りになっており、開放感のある空間として作られている。きた通路が地下1階にあるため、階段とエスカレーターが設置されている。2009年12月にベイクォーター・ポートサイド方面へのデッキ「ベイクォーターウォーク」が竣工した。

#### 主な施設
- 国道1号金港橋
- 月見橋 - 松本竣介の絵画「Y市の橋」のモデルとなった。
- 首都高速神奈川1号横羽線・2号三ツ沢線 金港ジャンクション（直下）
- 内海川跨線人道橋 - 1930年竣工。老朽化ときた通路が整備されたため、2011年11月に廃止。
- ヨコハマポートサイド地区
  - 横浜ベイクォーター
- 横浜医療専門学校

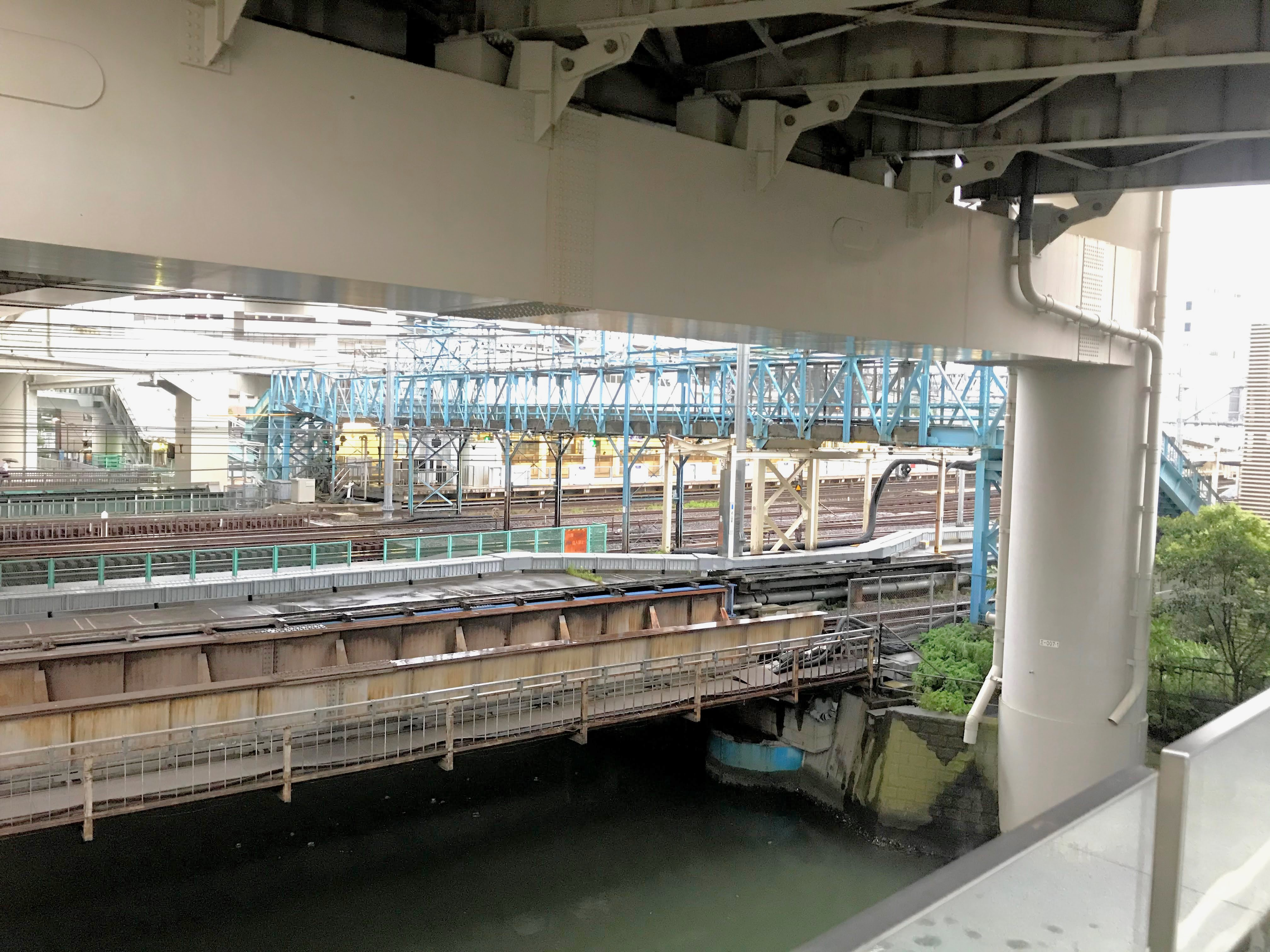
きた西口側から見た内海川跨線人道橋 （右奥、2020年7月撮影）

### みなみ東口

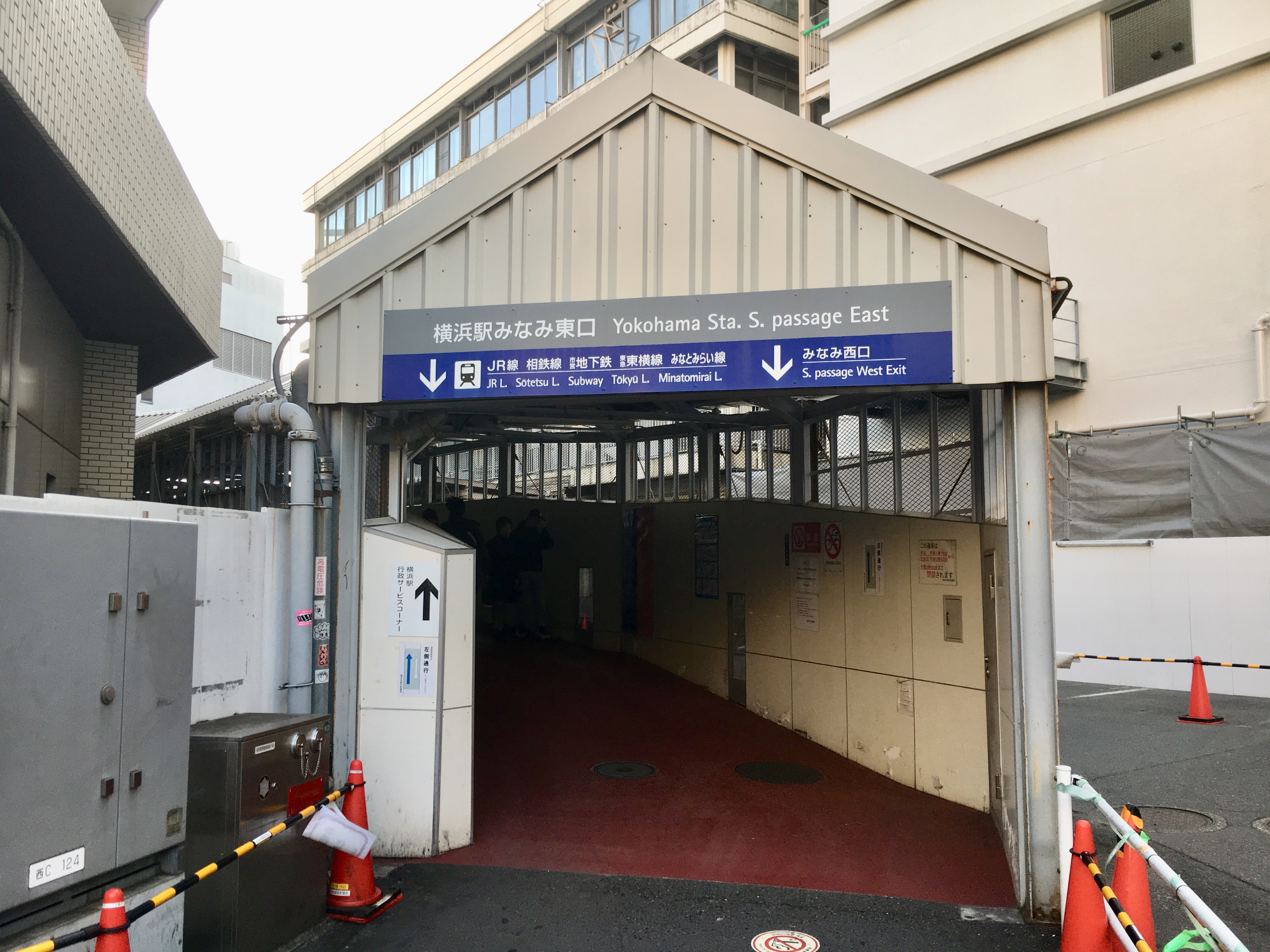
みなみ東口へ続く暫定通路（2019年3月）

みなみ通路から接続する仮設通路（みなみ東口通路）の出口にあたり、現在は横浜中央郵便局とJR東日本横浜支社の間（中央通路の東口に隣接）に暫定的に設置されている。今後は東口周辺の再開発計画に合わせ、みなみ東口通路と出口の再整備を行う方針である。

#### 主な施設
- 東日本旅客鉄道横浜支社
  - 東日本旅客鉄道横浜提携販売センター
  - 東日本旅客鉄道横浜総合区事務所
- 横浜中央郵便局
  - ゆうちょ銀行横浜店
- アソビル（旧：横浜中央郵便局別館）
- 横浜ポルタ
- 横浜ジャスト1号館
  - 崎陽軒本社・本社工場
  - 横浜新都市センター
- 横浜ジャスト3号館
  - 崎陽軒本店
- みずほ銀行横浜東口支店
- ファーストプレイス横浜（高島二丁目地区再開発事業）
- 横浜東口ウィスポートビル（旧称：日産横浜ビル）
- 岩谷学園テクノビジネス専門学校
  - 岩谷学園アーティスティックB専門学校
- 学校法人みなとみらい学園 横浜歯科医療専門学校（旧称：学校法人鶴見歯科学園 横浜歯科技術専門学校）

### 西口

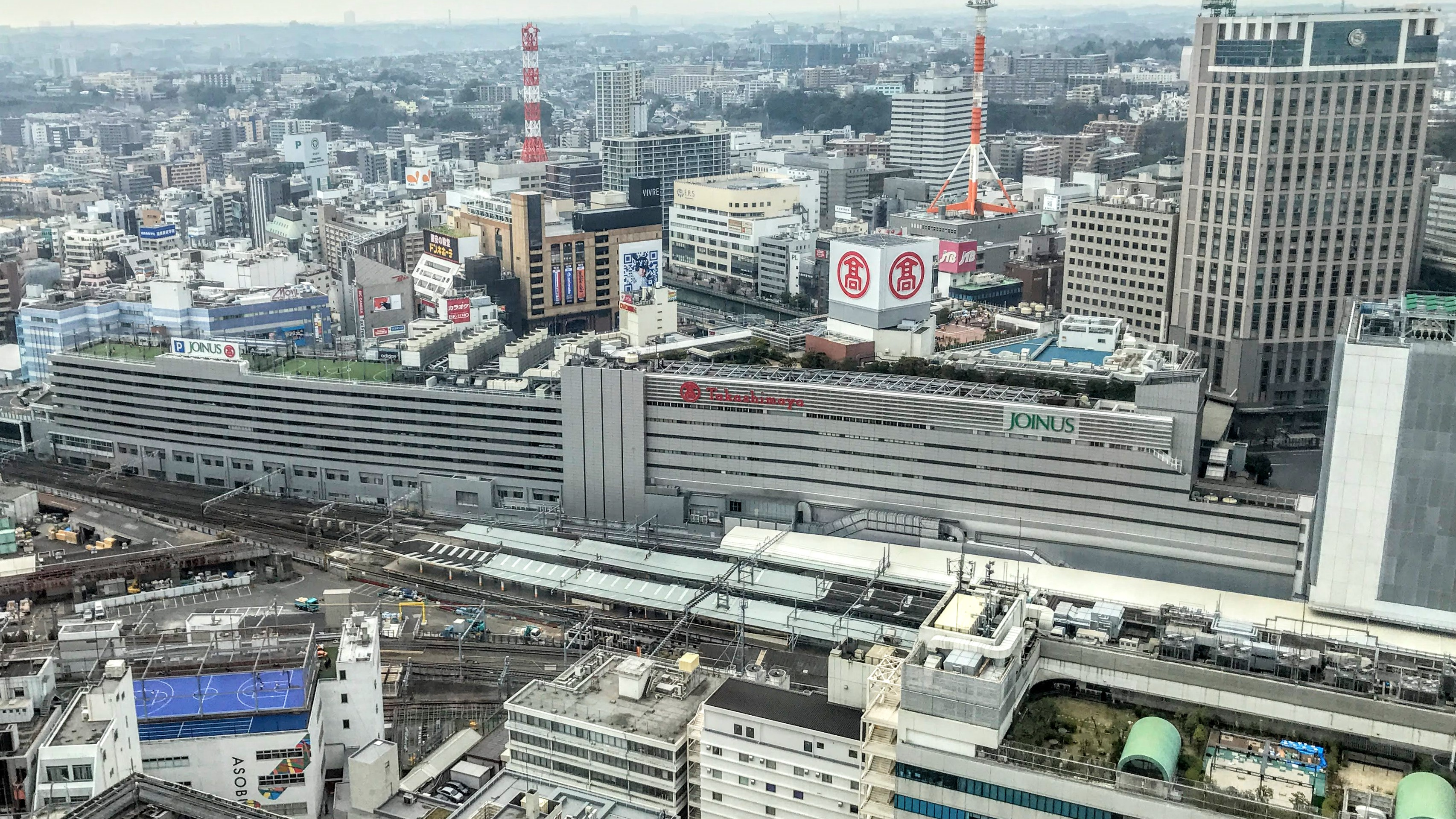
横浜スカイビルから見た西口方面（2019年3月）

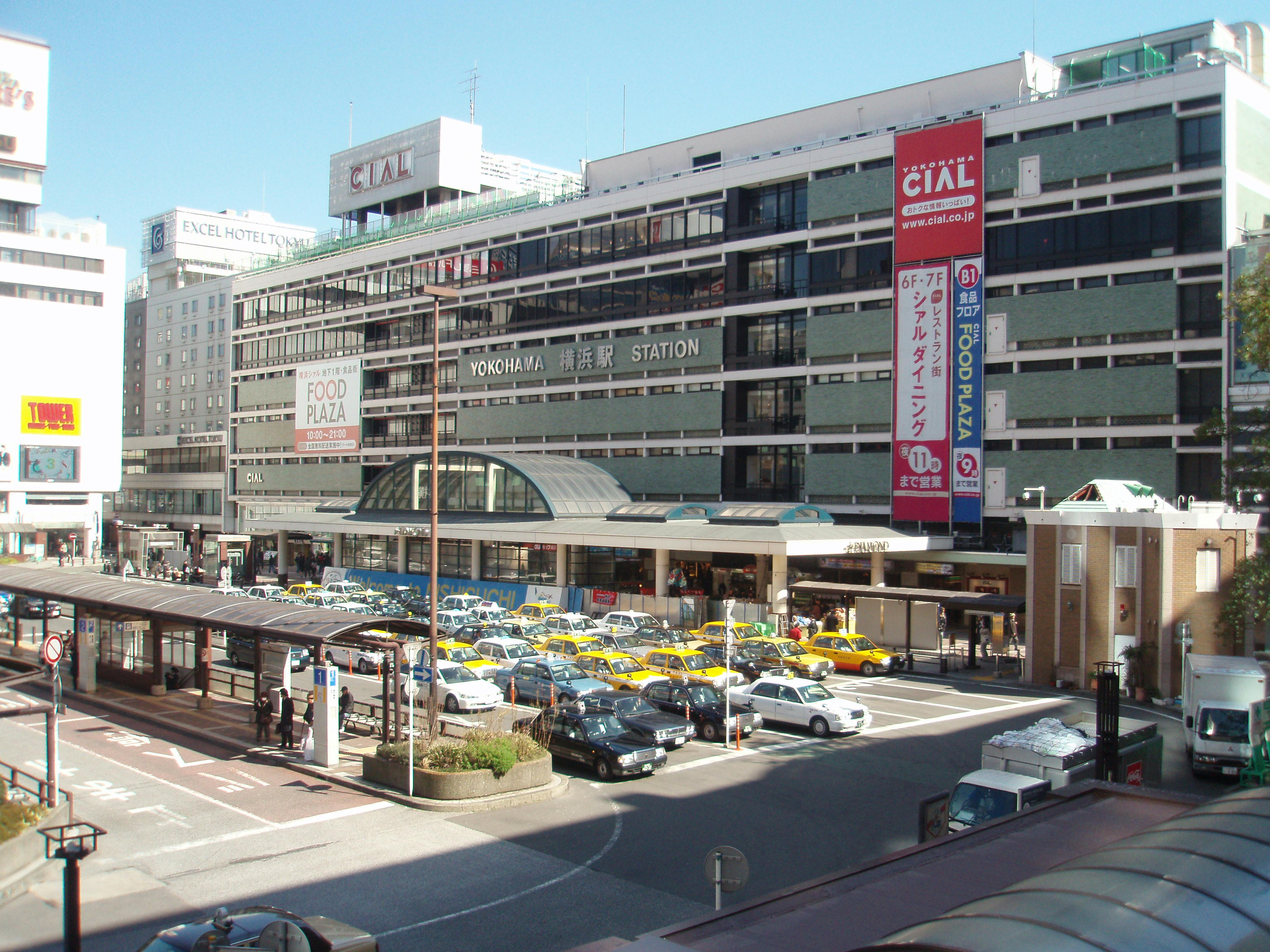
西口駅前、旧・横浜CIAL時代（2008年2月）

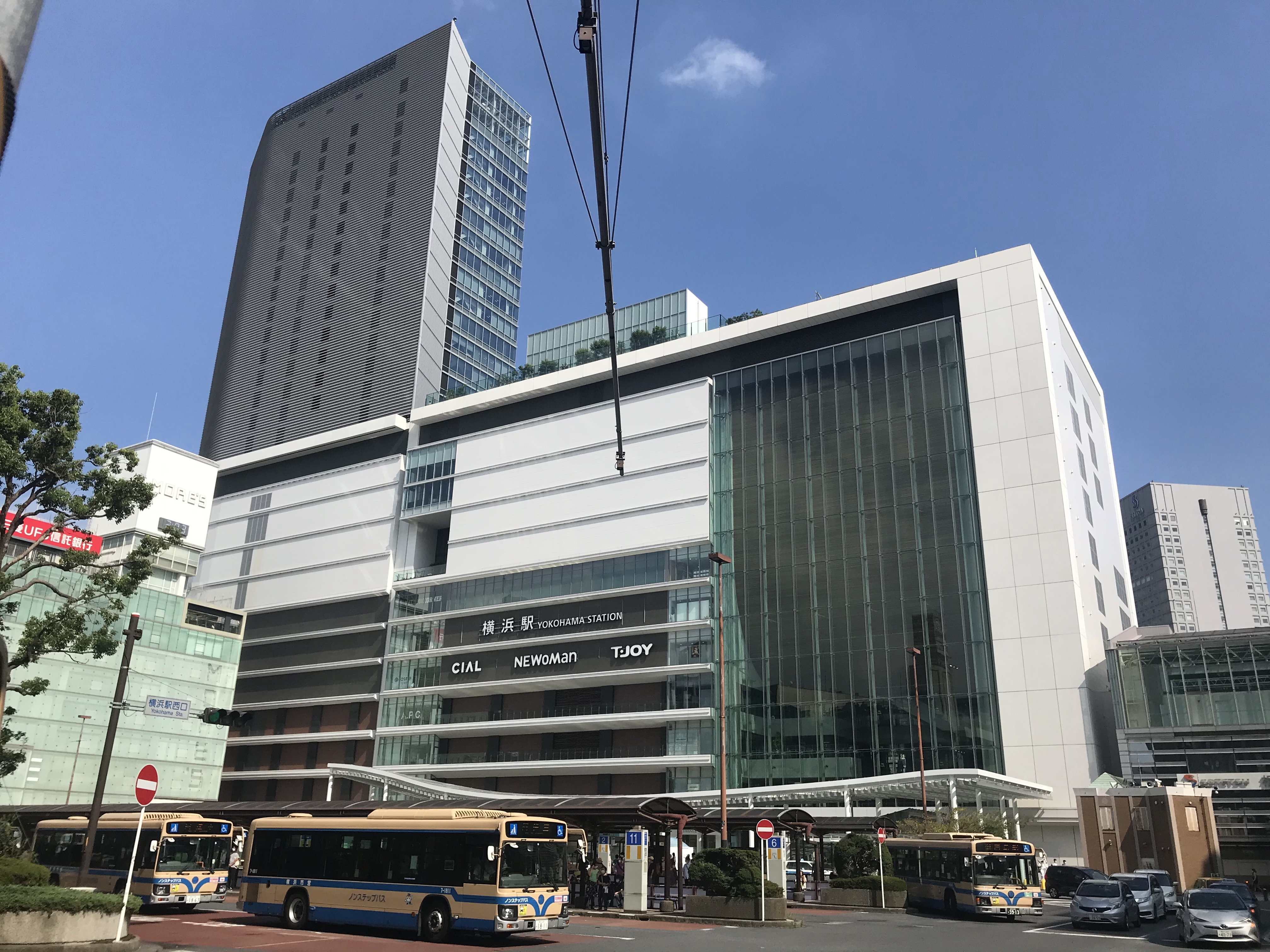
西口駅前、JR横浜タワー完成後（2020年9月）

所在地は、駅周辺が南幸一丁目、新田間川以南が南幸二丁目、新田間川以北が北幸一・二丁目。南幸は繁華街、北幸は西口駅前バスターミナルに面した場所以外はオフィス街という棲み分けがなされている。横浜高島屋（相鉄ジョイナス）やヨドバシ横浜といった大型商業施設の他にも飲食店が多数集積しており、飲食店街は他の首都圏の繁華街と同様に雑多な雰囲気をもつ。

#### 主な施設
- JR横浜タワー（旧：横浜ステーションビル・横浜エクセルホテル東急）
  - NEWoMan横浜
  - T・ジョイ横浜
  - CIAL横浜
- 相鉄本社ビル
  - 相鉄ホールディングス本社
  - 相模鉄道本社
- 新相鉄ビル
  - 相鉄ジョイナス
  - 髙島屋横浜店（旧：相鉄会館）
- 横浜駅東口第1バスターミナル（横浜駅西口第1のりば）
- 旧：ザ・ダイヤモンド（ダイヤモンド地下街）
  - 横浜駅西口地下駐車場
- 戸部警察署横浜駅西口警備派出所
- 横浜岡田屋モアーズ
  - ハンズ横浜店
- 岩崎学園ビル
  - ヨドバシ横浜（旧：横浜三越）
    - ヨドバシカメラマルチメディア横浜

  - 学校法人岩崎学園
  - みずほ銀行横浜駅前支店・菊名出張所
- 横浜ベイシェラトン ホテル&タワーズ（相鉄ビル）
- 横浜天理教館（天理ビル）
  - オカムラ本社
- 横浜ファーストビル

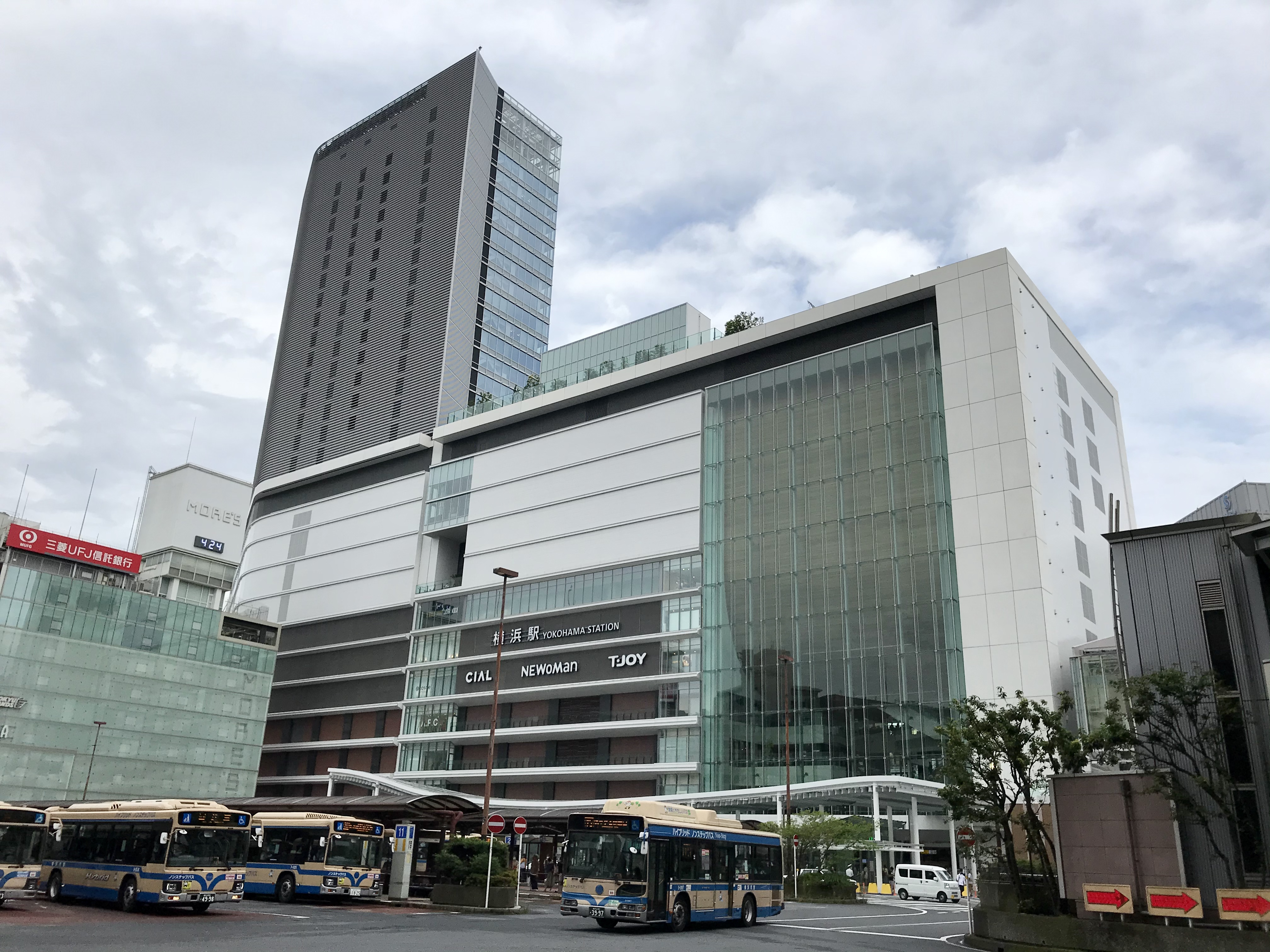
JR横浜タワー（2020年6月）
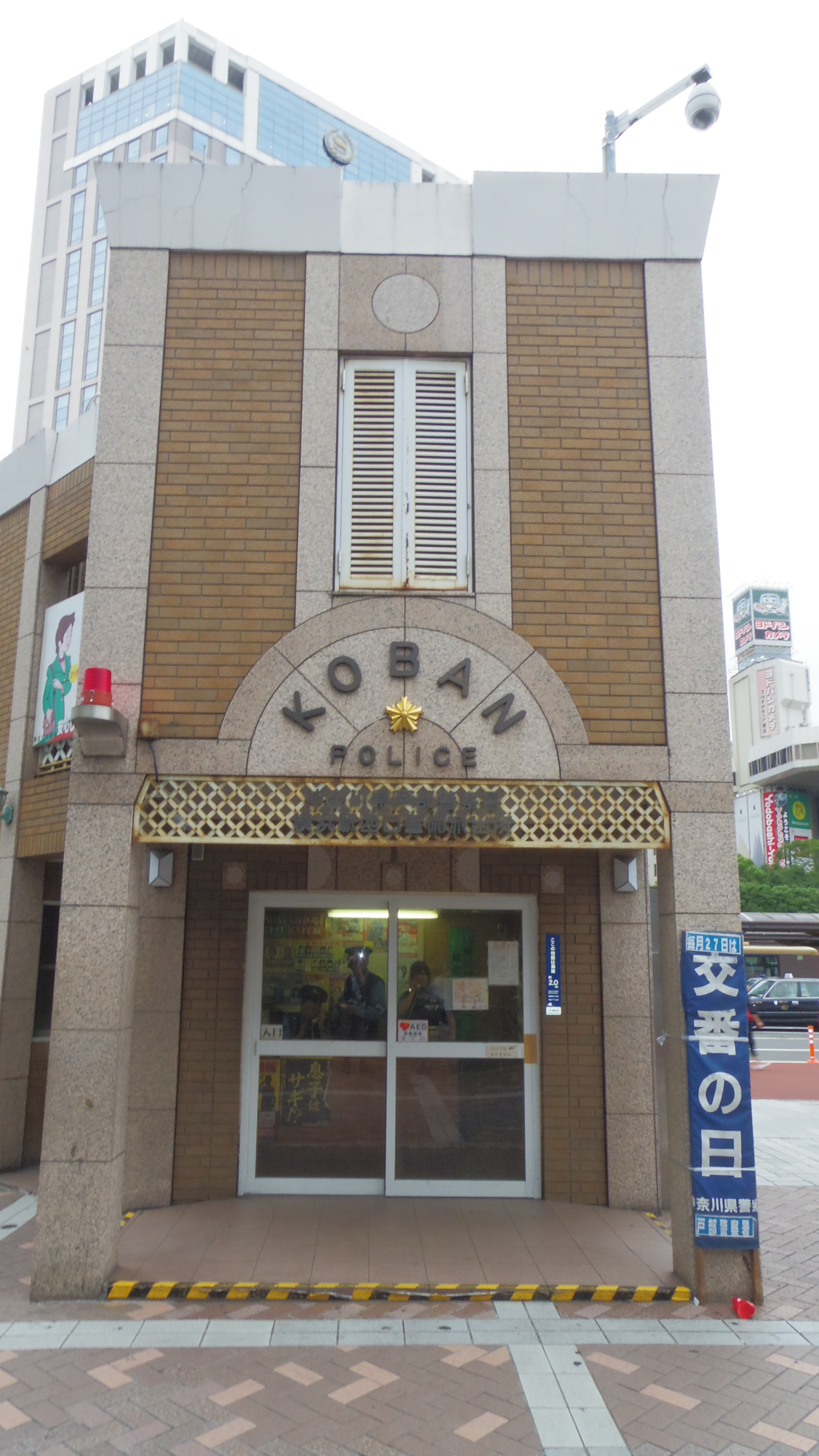
戸部警察署横浜駅西口警備派出所（2015年8月）

### きた西口

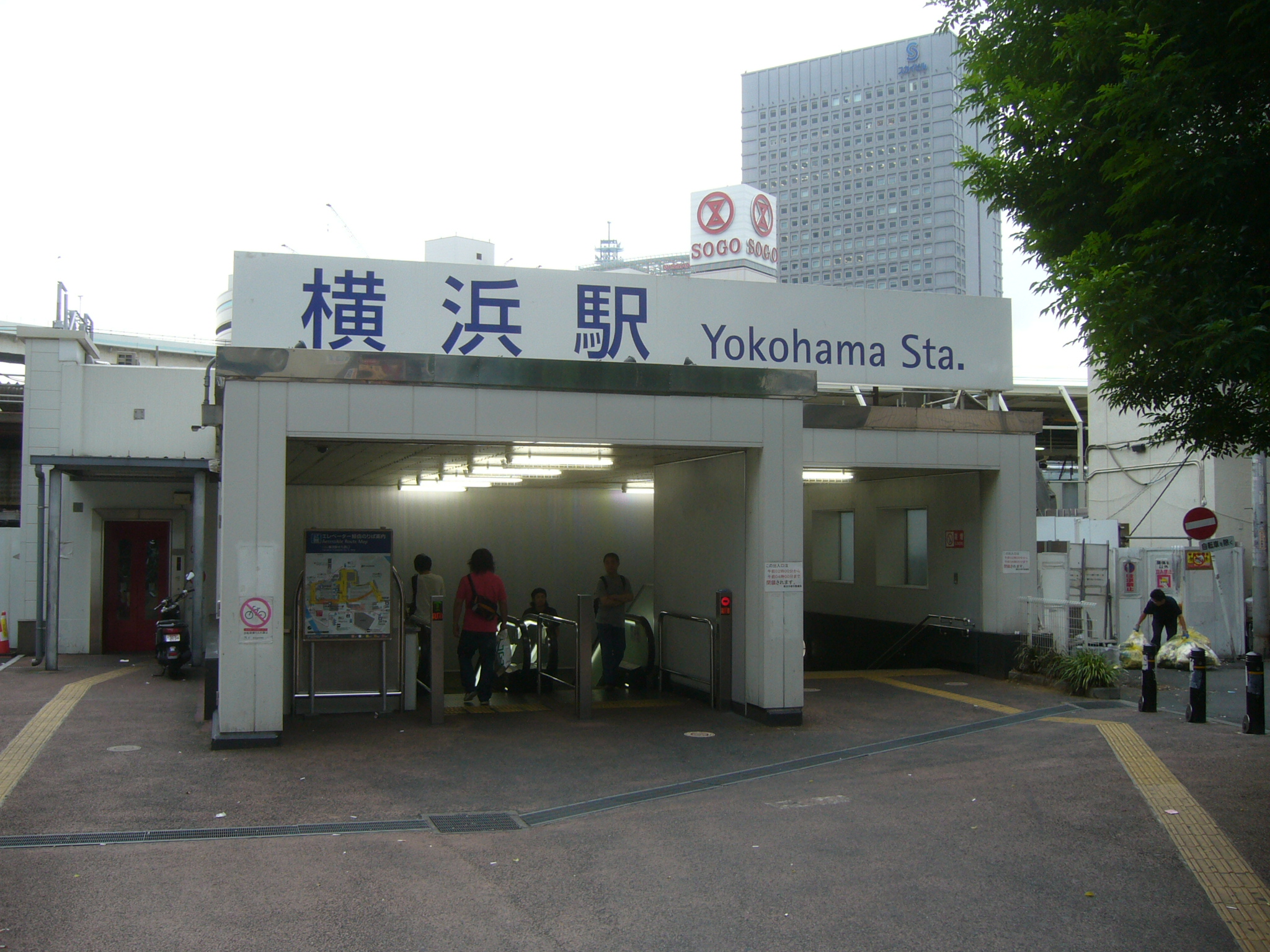
暫定的な外観だった頃のきた西口（2009年8月）

2007年4月供用開始。裏通りの飲み屋街に面する。出口部分は長いこと暫定的な外観となっていたが、周辺で鶴屋橋の架替工事 やきた西口鶴屋地区の再開発（詳細は後節）などが進められ、それに合わせた再整備により現在では大屋根で覆われるなど様変わりしている。
飲み屋街「たぬき小路」は、横浜駅西口の区画整理の際に鶴屋橋付近に立ち並んでいた不法占拠のバラック建ての飲み屋を集約・移転させたものである。

#### 主な施設
- THE YOKOHAMA FRONT
- 横浜岡田屋モアーズ
- 横浜鶴屋町郵便局
- 学校法人岩崎学園
  - 情報科学専門学校横浜西口校
  - 横浜fカレッジ
  - 情報セキュリティ大学院大学
- 横浜調理師専門学校
- 神奈川県立横浜翠嵐高等学校
- 神奈川朝鮮中高級学校
- 神奈川歯科大学附属横浜研修センター・横浜クリニック

廃止
- 内海川跨線人道橋（2011年11月使用停止）

### みなみ西口（相鉄口）

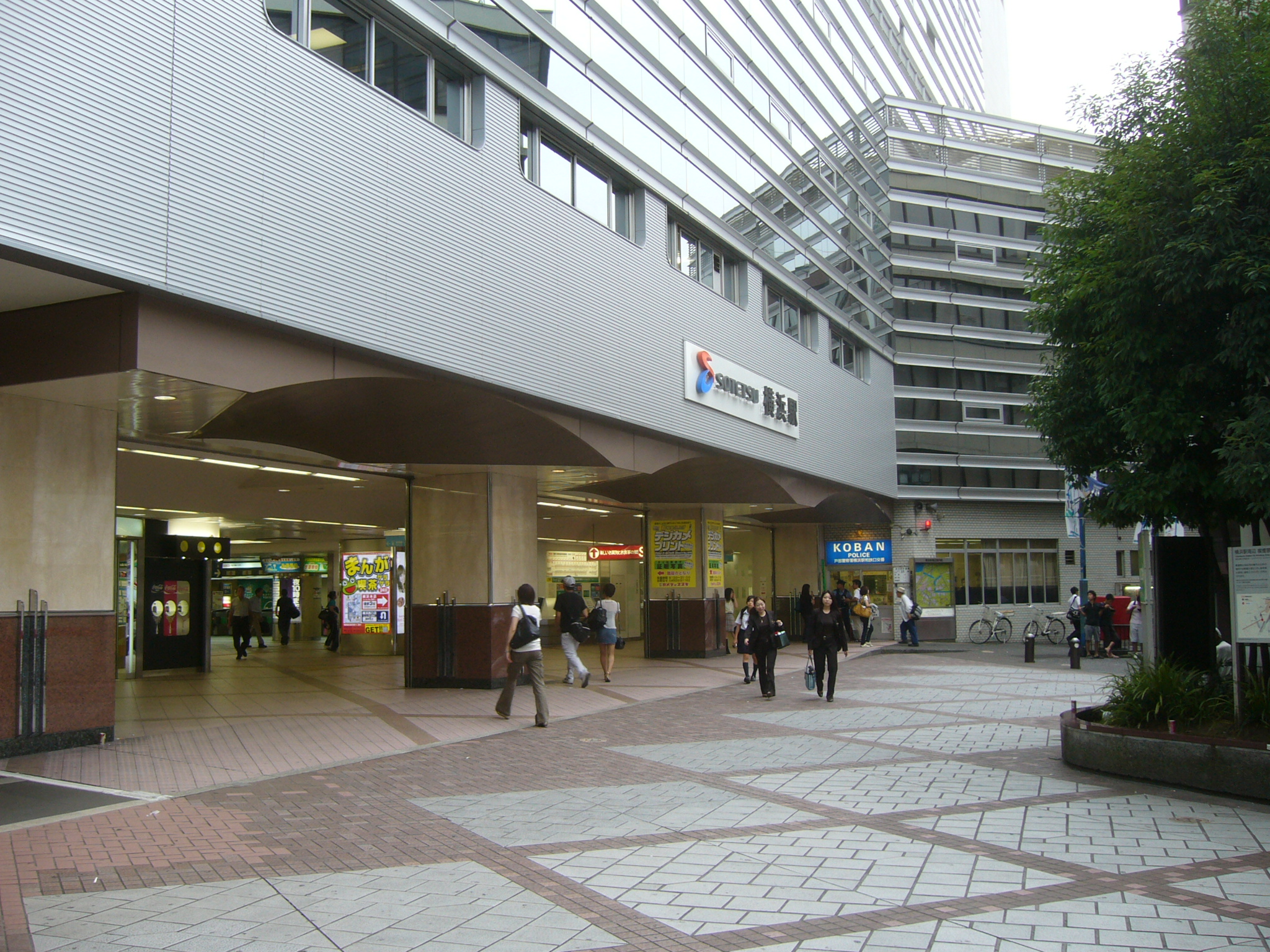
みなみ西口（旧：相鉄口、2009年8月）

かつては「相鉄口」と呼ばれていたが、みなみ通路の供用開始に伴い「みなみ西口」に改称された。相鉄ジョイナスの南側に位置し、相模鉄道の1階改札口に隣接する。
パルナード通り（横浜市道183号線）沿いには量販店が多いため、人通りが多く賑わっている。横浜市営地下鉄とは、出口内の階段（出口4）の他に、出口外にある階段（出口5）でも接続している。
「横浜駅西口五番街」は、1961年5月に開業した西口屈指の歓楽街である。名称の由来については「南幸一丁目5番地」に位置することと、「ニューヨークの5番街」をイメージして付けられた。かつてはグランドキャバレーやバーがひしめき合う盛り場であったが、現在はカラオケ店や居酒屋、パチンコ店などに大きく様変わりしている。

#### 主な施設
- 新相鉄ビル
  - 相模鉄道横浜駅
  - 相鉄ジョイナス
  - 戸部警察署横浜駅相鉄口交番
- 横浜駅西口五番街（南幸一丁目）
  - ドスパラ横浜駅前店
- 幸栄地区（南幸一丁目）
  - 横浜駅西口郵便局
- 南幸二丁目
  - ムービル
  - ビックカメラ横浜西口店
  - 横浜ビブレ（旧・ニチイ横浜店）
    - ビックカメラ アウトレット×ソフマップ横浜ビブレ店
    - BOOK・OFF横浜ビブレ店
    - アニメイト横浜ビブレ
    - ボークス横浜ショールーム

  - CeeU Yokohama（旧・ダイエー横浜西口店）
    - イオンフードスタイル横浜西口店
    - イオン銀行CeeU Yokohama店
    - エディオン横浜西口本店
    - スーパースポーツヴィクトリアCeeU Yokohama店

  - ドン・キホーテ横浜西口店（旧・アリック日進横浜西口本店）
  - グレッグ外語専門学校横浜校
- 北幸二丁目
  - ハマボールイアス
  - 河合塾横浜校

### 横浜駅周辺開発の歴史

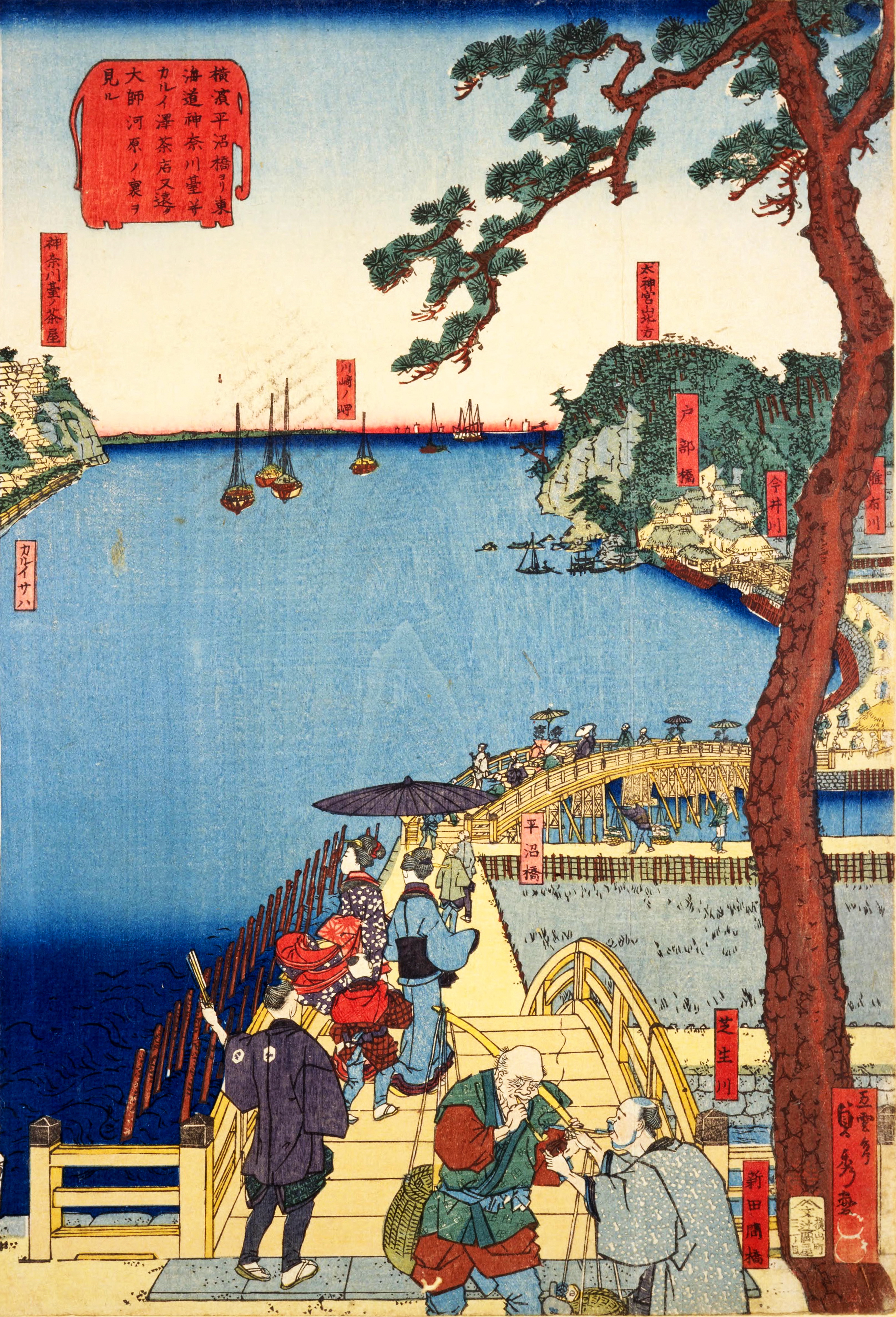
江戸時代（安政7年頃）の錦絵
新田間橋から南東方向を描く。左側の海上が現在の横浜駅一帯。

#### 明治 - 終戦
明治時代から大正時代にかけて新田開発のため、茂木六兵衛らにより陸地と線路の間の海面が埋め立てられ、現在の西区北幸・南幸（旧：青木町字北幸町・字南幸町）が誕生した。この地域が現在の横浜駅西口一帯である。
1908年（明治41年）にこの土地の一部をアメリカのスタンダード・オイルが取得し、油槽所として使用していた。しかし1923年（大正12年）の関東大震災でタンクから漏れ出した約700万ガロンの石油・重油が新田間川に流れ出し、横浜電線から出火した火が燃え移り、十数日にわたって一帯が燃え続けた。その後、周辺住民の反対運動により油槽所は鶴見区安善町に移転したため空き地となり、西口は材木・石炭・砂利などの資材置場として使用され、追いはぎが出るとまで言われる荒れ地となっていた。
鉄道省は横浜駅を現在の場所に移転するため、1927年（昭和2年）5月に横浜駅の新駅舎建設に着工。翌1928年（昭和3年）10月15日、3代目横浜駅舎が開設された。2代目横浜駅が関東大震災で大きな被害を受けたことや、当地は埋立地で軟弱地盤であることから、地盤改良のために長さ18 m、元口直径35 - 40 cmのベイマツが、75 cm間隔で2226本打ち込まれた。

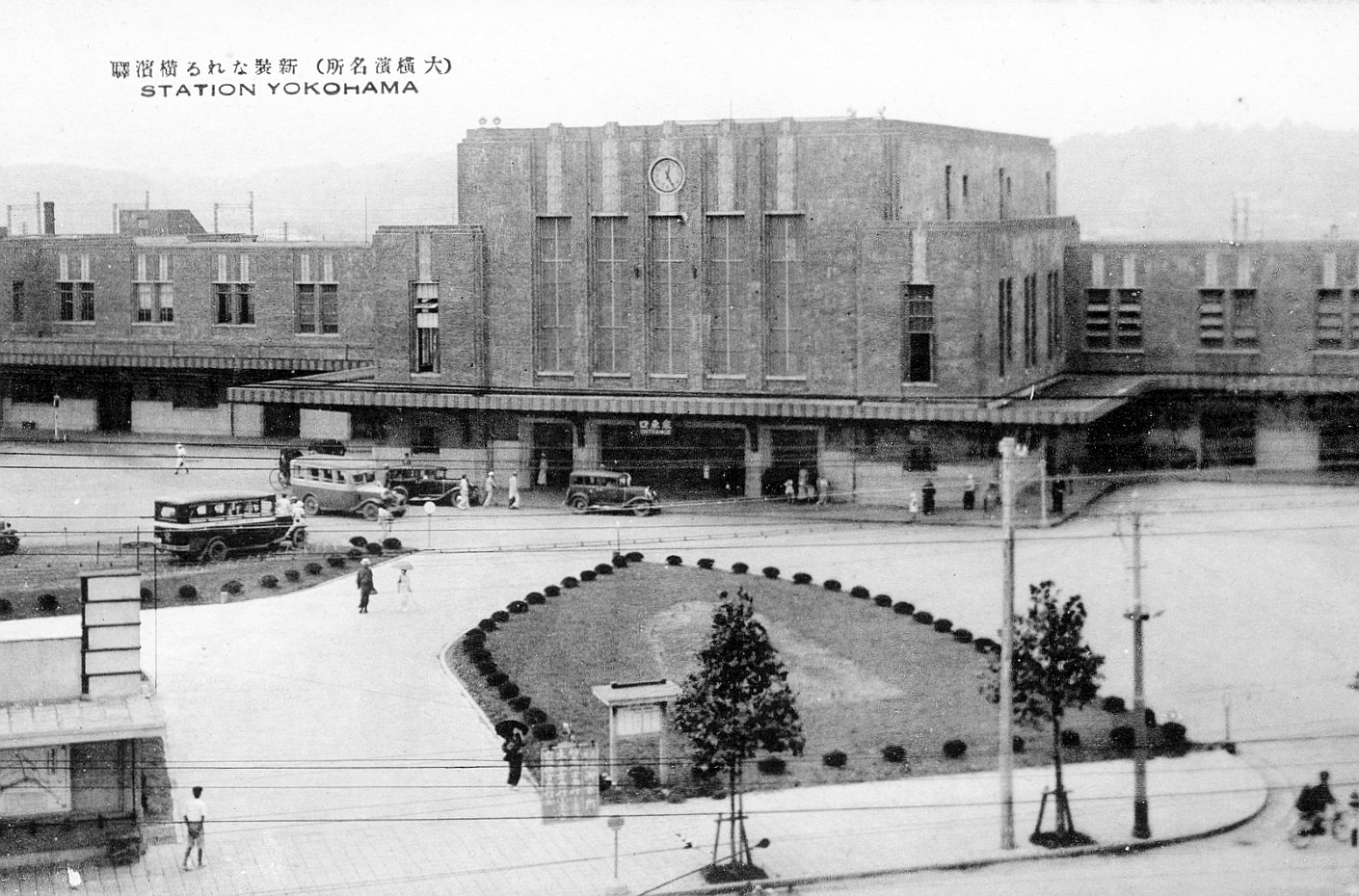
1930年頃の横浜駅東口（3代目駅舎）

東口では省線の駅移転に続き、横浜市電（旧横浜電気鉄道）の横浜駅前停留所が国道1号線上に設置され、1930年（昭和5年）には京浜電気鉄道（現 京浜急行電鉄）の駅が開設された。また西口では、1933年（昭和8年）12月に神中鉄道（現在の相模鉄道、相鉄本線に該当）が横浜駅まで延伸して駅を設置した。
これにより横浜駅は、省線と横浜市電に加え、京浜電気鉄道・神中鉄道・東京横浜電鉄（現在の東急東横線）の私鉄3社が接続するターミナル駅となった。しかし当時の横浜市街の中心は、初代横浜駅があった桜木町や、その隣駅で横浜港に近い関内周辺であったことから、駅舎がある東口周辺には依然として空き地が広がっていた。
太平洋戦争中は、西口の土地は接収されて大日本帝国海軍の資材置き場になった。1945年（昭和20年）の横浜大空襲では、駅ホームの上屋・小荷物扱い所・構内線路が全焼したものの、東口は駅舎の内装が全焼した程度で大きな被害はまぬがれた。しかし西口には工場があったため焼夷弾が落とされ、西口一帯が全焼した。

#### 戦後 - 1950年代
明治・大正期にスタンダード・オイル及び後身会社が油槽所として使用していた西口の土地は、戦時中の1943年（昭和18年）に相模鉄道が砂利輸送・厚木海軍航空隊へのガソリン輸送のための資材置き場として145,000円で購入していた。その土地は戦後に終戦処理事務所が相模鉄道から買い戻し、横浜駅に置かれた連合国軍最高司令官総司令部 (GHQ) 鉄道輸送事務所の資材置き場として使用されていたが、1951年（昭和26年）にスタンダード・ヴァキューム・オイルへ返還された。
相模鉄道はこの土地を再度買い取ることを希望し、スタンダード・ヴァキューム・オイルからは相模鉄道が同社の代理店となること、横浜市からは西口の整備事業に協力することを条件として売却が許可され、1952年（昭和27年）11月に相模鉄道が、スタンダード・ヴァキューム・オイルから西口の土地（24,688 m2）を取得。これにより、横浜駅西口の開発が始まることとなった。

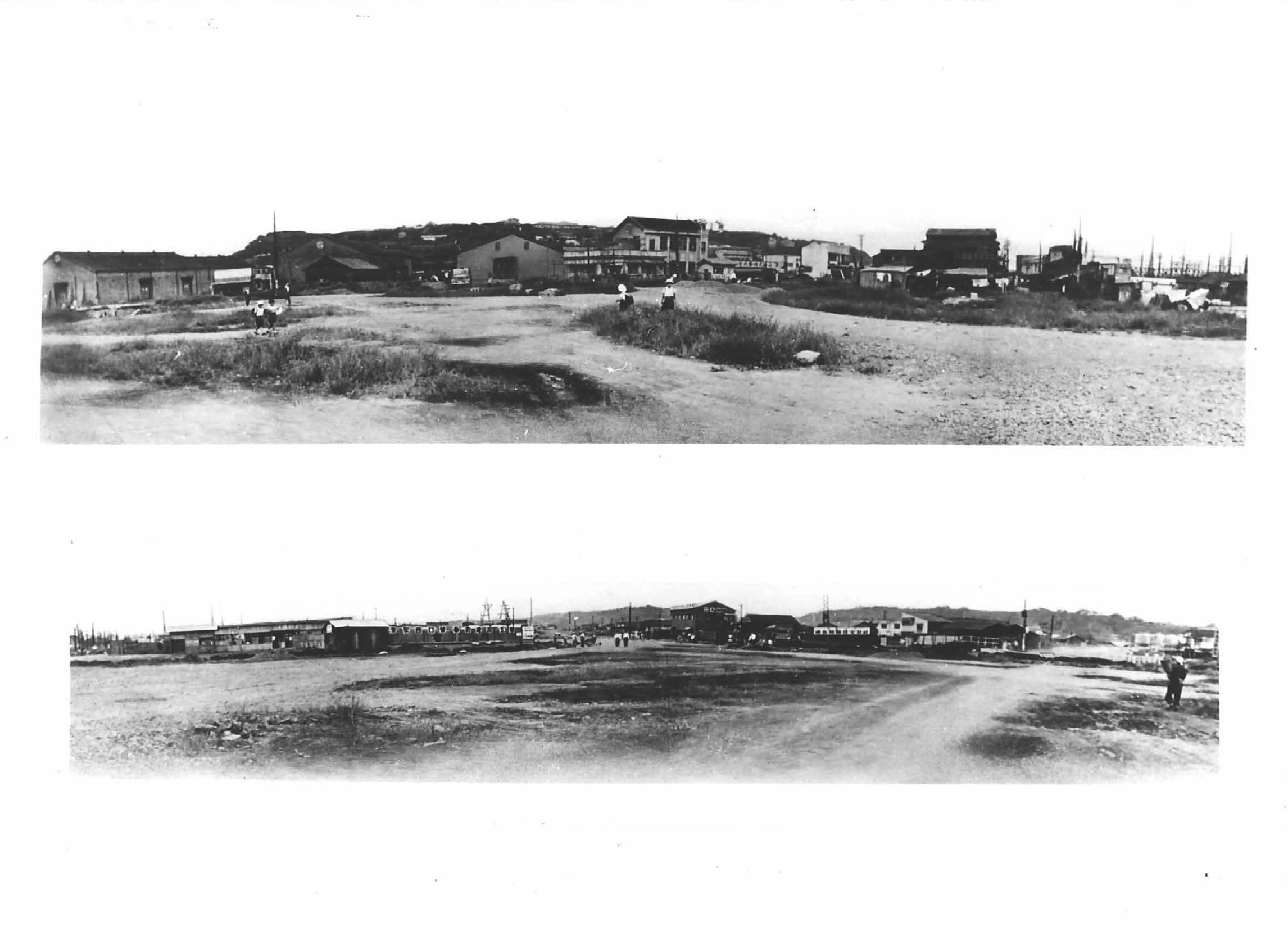
1952年頃の横浜駅西口全景

西口では資材置き場として使わていた広い土地が接収解除され、相模鉄道が用地買収したことを契機に、1950年代から相鉄主導による積極的な開発が開始された。実際の開発は相鉄グループの相鉄不動産（初代、1962年9月1日付で相模鉄道へ吸収合併）が担当した。こうして戦後の横浜駅周辺の開発は、元々の駅表口であった東口に先駆け、相模鉄道の主導による西口開発が先行することとなる。
神奈川国体開催を控えた1954年（昭和29年）には横浜市により西口広場・道路の整備が完了し、翌1955年（昭和30年）10月には横浜駅西口（北幸一丁目・南幸一丁目）の区画整理事業が完了した。

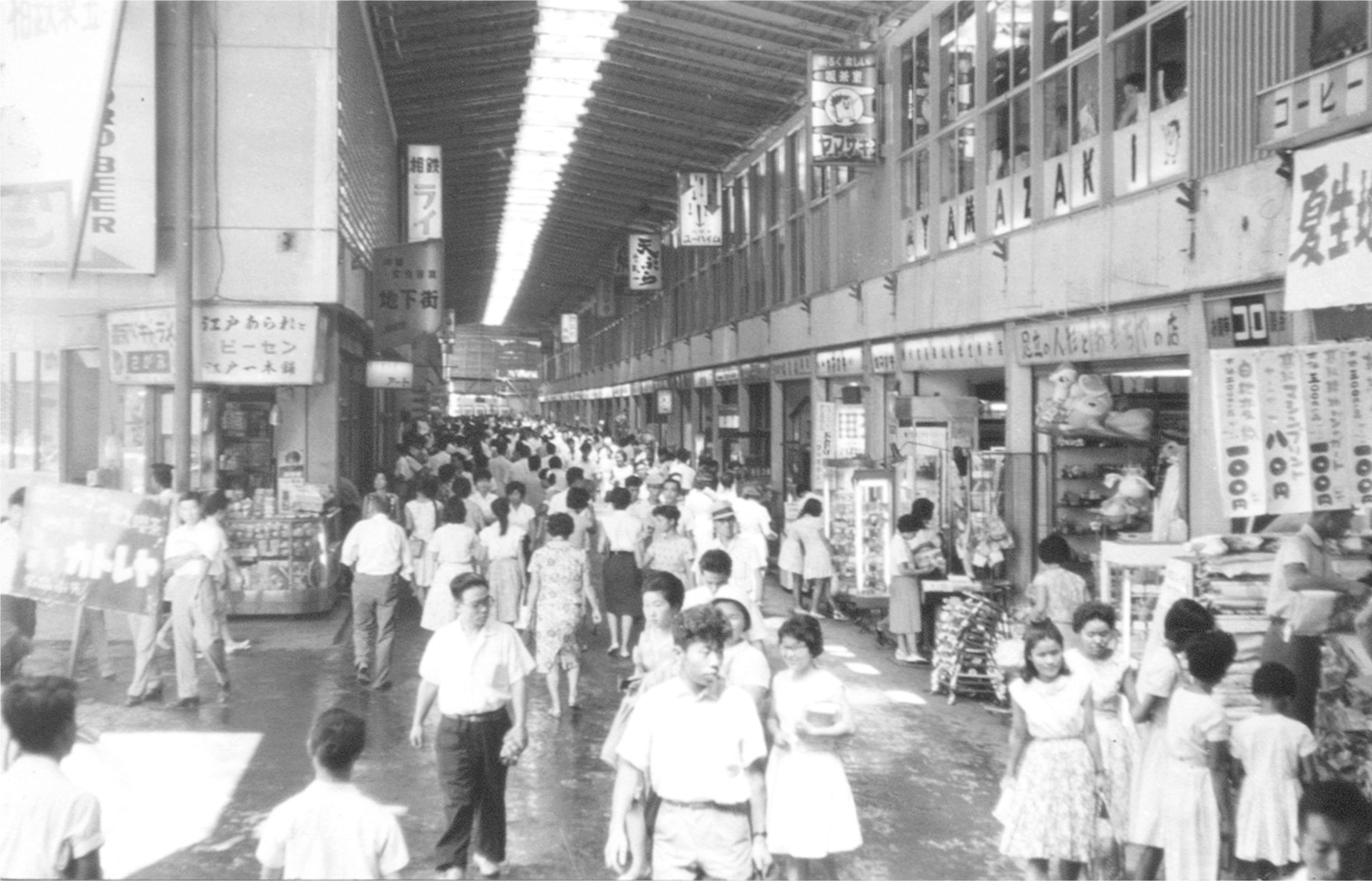
西口に開業した横浜駅名品街（1956年）

相鉄は1955年（昭和30年）5月に横浜駅西口の開発計画を決定、同年8月22日に横浜駅名品街の建設工事を着工。翌9月よりテナント誘致を開始し、同年12月に高島屋と契約を締結した。翌1956年（昭和31年）4月2日、アーケード商店街の横浜駅名品街（第1次区画）・高島屋ストア（のちの横浜高島屋）を開業。1957年には相鉄文化会館、1959年には相鉄会館（のち横浜高島屋の増床部分）を開業した。

#### 1960年代
1960年代に入っても相鉄による西口開発は続き、1961年（昭和36年）12月には相鉄ビル（相模鉄道旧本社ビル、現在は横浜ベイシェラトン ホテル&タワーズ）が完成した。また翌1962年11月23日には、相模鉄道・鉄道弘済会・崎陽軒・東京急行電鉄の4社共同出資により、国鉄横浜駅西口駅舎「横浜ステーションビル」（のちの横浜シァル）が開業。さらに1964年（昭和39年）12月1日にはダイヤモンド地下街・横浜駅西口地下駐車場が開業した。相鉄による開発ではないが1961年5月には西口屈指の歓楽街となる五番街が、1962年2月28日には横浜東急ホテルが、1968年11月3日横浜岡田屋が開業した。
一方、戦後の東口は出島地区（現在、横浜新都市ビルや横浜スカイビルがある場所。横浜駅東口総合開発計画における名称で、かつて出島があったことに由来する）に、神奈川県匡済会の独身者向けアパート 横浜新興倶楽部（1932年に労働者向け宿泊所の横浜社会館を改装）、東神倉庫（1946年竣工、のちの菱光倉庫）、横浜市警察本部（1949年 - 1955年6月）、横浜市交通局のバスプール（のちの横浜市営バス西営業所）、簡易屋台や学校暖房用の貯炭場などがある程度であった。東口駅前に1955年（昭和30年）9月、展望台とネオンサインを設けた崎陽軒「シウマイショップ」（現在の崎陽軒本店の場所にあった） ができるまでは、依然として寂しい場所であった。1950年代から相模鉄道の主導により西口の開発が進み、1960年代にはかつて横浜の商業の中心であった伊勢佐木町を脅かすほどの一大繁華街として発展したため、東口は横浜駅の表玄関でありながら見劣りするようになっていた。
1965年には横浜市により戦後復興のための「横浜市総合開発計画」が発表され、その中に横浜駅東口の開発も盛り込まれた。ただし当時の横浜市はGHQによる接収が解除された関内・伊勢佐木町・本牧など横浜中心部の復興に注力しており、また財政難もあいまって市が単独で事業を進めることは困難であった。さらに東口には権利関係が複雑な土地や公有地も多いことも問題を複雑化させていた。
そこで民間企業の共同出資により、横浜駅前振興株式会社（現：株式会社横浜スカイビル）を設立し、駅東口の出島地区および東口地下街の開発を開始することとした。1967年（昭和42年）7月には、横浜市営バス西営業所跡地に温水プール「スカイプール」を建設、翌1968年（昭和43年）3月には最上階に回転展望台とレストランを設けた11階建ての初代横浜スカイビルの開業にこぎつけたものの、業績は伸び悩んだ。当初は横浜市警察本部跡地と、横浜市営バス西営業所跡地の土地を借り受けてビルを建設する予定であったが払い下げに変更されたり、横浜市会の権力争いに巻き込まれたため払い下げ価格が予想以上に嵩んで支払い遅延が発生したり、市長が革新派の飛鳥田一雄に交代したことにより再三にわたる設計見直し要求が行われるなどの影響もあり、出島地区の北側・東口地下街の開発は困難となった。
一方、西口は繁華街として急成長したことから、相模鉄道は1967年10月30日に新相鉄ビル（相鉄ジョイナス）の建設を中心とした「横浜駅西口再開発計画」を発表した。これは横浜駅名品街・相鉄文化会館を取り壊し、相鉄会館（高島屋）と相模鉄道の駅舎を取り込んだ駅ビル「新相鉄ビル」を作るという計画であった。こうして1970年代には相鉄による西口再開発事業が進むこととなる。

#### 1970年代
相鉄は「横浜駅西口再開発計画」に基づき、1971年（昭和46年）には相鉄ムービル（初代）と、新相鉄ビルの一部（高島屋が入居する相鉄会館・相模鉄道横浜駅部分）を完成。1973年（昭和48年）10月には新相鉄ビル第1期工事の大部分が完了し、11月20日に「相鉄ジョイナス」が開業した。1976年には増築を伴う相鉄ジョイナス第2期工事も完了し、現在の相鉄ジョイナスが完成した。
また1973年2月19日には横浜天理教館（天理ビル）が、1978年10月にはニチイ横浜ショッピングデパート（現：横浜ビブレ）が開業。
東口においては、横浜市全員協議会が1971年（昭和46年）6月に「横浜駅東口総合計画」を策定し、横浜市の主導により東口の開発を行うこととした。国道下の利用は公共企業体に限るという建設省の方針により、10月には第三セクターの財団法人横浜駅東口開発公社（資本金1億円）を設立し、公社が東口駅前広場と周辺道路、横浜ポルタと横浜駅東口地下駐車場、出島地区、横浜駅東口バスターミナルの建設・運営を行うことになった。
1973年12月に着工したものの、財団法人という制約から資本金1億円では資金が不足し、また第三セクターという形態による出資者の当事者意識の不足、首都高速神奈川1号横羽線の建設決定による設計変更、第1次オイルショックの狂乱物価による建設費の高騰などの影響で総事業費が膨らみ、出島地区の開発が難しくなってしまった。また市長が元横浜駅東口開発公社理事長の細郷道一に変わったこともあり、1978年（昭和53年）8月25日の横浜市全員協議会により「横浜駅東口総合計画」が変更され、出島地区の開発は民間に委ねられることとなった。

#### 1980 - 1990年代
1980年（昭和55年）11月7日には、東口地下街横浜ポルタ・横浜駅東口地下駐車場が開業した。同時に横浜市の事業で、横浜駅東口と西口をつなぐ東西自由通路（現：中央通路）を開設。4代目駅舎の横浜ターミナルビル（キーテナントはルミネ横浜店）も同時に開業した。
出島地区の開発を行うための組織として、1980年（昭和55年）12月20日に第三セクターの横浜新都市センター株式会社（資本金30億円）が設立され、同社が横浜新都心ビル・横浜駅東口バスターミナルの建設・運営を行うことになった。また翌1981年（昭和56年）7月には横浜市が「横浜市臨海部総合整備計画（みなとみらい21計画）」を発表し、出島地区が「みなとみらい21 横浜駅東口地区（68街区）」として組み込まれることになった。
横浜新興倶楽部の立ち退き交渉が難航し裁判に発展したが和解し、横浜スカイビルが所有していたスカイプール の土地売却交渉も難航したが、横浜スカイビルが横浜新都市ビルの建設・運営に参加することを条件に、横浜スカイビルから土地を借りることで和解した。
1983年（昭和58年）10月8日には横浜新都市ビルの起工式が行われ、翌11月にはみなとみらい21の起工式も開催された。そして1985年（昭和60年）9月26日にビルが竣工し、同年9月30日には横浜新都市ビルと核テナントの横浜そごうが開業した。
財団法人横浜駅東口開発公社は、横浜新都市センター株式会社に事業を譲渡し、1988年（昭和63年）3月31日に解散。同年7月には横浜市からヨコハマポートサイド地区（横浜ベイクォーターなどがある地区）の都市計画（第二種市街地再開発事業）が発表され、開発が始まった。
翌1989年（平成元年）3月からは、みなとみらい21地区で横浜博覧会 (YES'89) が開催され、会期中は横浜新都市ビル2階のペデストリアンデッキ「風の広場」から、コスモワールド子供共和国の北側（現在の39街区と40街区、現「M.M.TOWERS」と「M.M. TOWERS FORESIS」）にあったゴンドラゲートまでの768 mを繋ぐゴンドラリフトが設置され、株式会社横浜博スカイウェイにより運行されていた。
1996年9月には、東口に2代目スカイビルが開業し、核テナントとして丸井（マルイシティ横浜）が入居。スカイビル1階には横浜シティ・エア・ターミナル（YCAT）が開業した。また崎陽軒本店ビルも竣工した。

#### 2000年代以降
みなとみらい21地区では2000年代以降も、東口地区と人道橋（ペデストリアンデッキ）のはまみらいウォークで接続する日産自動車グローバル本社（2009年4月）が竣工。ポートサイド地区では、歩道橋の栄町グリーンウォーク（2001年竣工）・ベイクォーターウォーク（横浜駅ポートサイド人道橋、2009年12月供用開始）や、ヨコハマポートサイドビル（1994年竣工）・そごうパーキング館（2005年11月30日竣工）・横浜ベイクォーター（2006年8月24日開業）・横浜イーストスクエアビル（2008年3月）・横浜ダイヤビルディング（2009年12月竣工）などが建設され、横浜駅東口周辺の再開発は継続している。
西口の駅ビルであった横浜ステーションビルに入居していた「横浜CIAL（旧称：シァル）」は、西口再開発計画により2011年（平成23年）3月27日をもって全館閉店した。閉館後、同じく再開発事業地に所在し「横浜CIAL」に隣接していた横浜エクセルホテル東急は2012年（平成24年）、横浜ステーションビル（横浜CIAL）は2013年（平成25年）に解体された。
横浜エクセルホテル東急跡地では、開発が本格化するまでの空きスペースを利用して、2013年から期間限定の屋台村・仮設飲食店などが営業されていた。CIAL跡地でも商業施設の着工が遅れていたため2014年2月から2015年5月まで、空きスペースを利用して商業・飲食店舗などが入る「西口ルミネ」を期間限定でオープンしていた。

横浜市による横浜駅周辺再開発事業「エキサイトよこはま22」の中心的プロジェクトとして、これらの跡地を一体的に再開発して新たな横浜駅西口駅ビル「JR横浜タワー」を建設し、2020年（令和2年）6月18日に開業。核テナントの一つとして「CIAL横浜」が入居し、横浜駅西口駅ビルに「CIAL」の名称が復活した。
JR横浜タワーの竣工により、相鉄ビル（横浜ベイシェラトン ホテル&タワーズ）を抜いて、西口で最も高いビルとなった。なお相鉄ビル竣工以前は、天理教の関連企業東京天理教館が所有するオフィスビル「横浜天理教館」（天理ビル）が長らく西口で最も高いビルであった。

## バス路線

### 路線バス
東口・西口それぞれにバスターミナルが設けられ、付近の一大ターミナルとなっている。一般の路線バスのほか、深夜バスや高速バスも多数発着する。
東口の高速バスの乗り場は、横浜新都市ビル（そごう横浜店）1階の横浜駅東口バスターミナル、隣接するスカイビル1階の横浜シティ・エア・ターミナル(YCAT)、さらにスカイビルの外周道路にあるバス停「横浜駅東口スカイビル(YCAT)前」の3箇所に分散しているため、高速バス利用者は混同しないよう注意を要する。 
かつては横浜駅きた西口鶴屋地区に相鉄高速バスセンターもあったが、相模鉄道の高速バス路線撤退に伴い2008年9月に廃止されている。

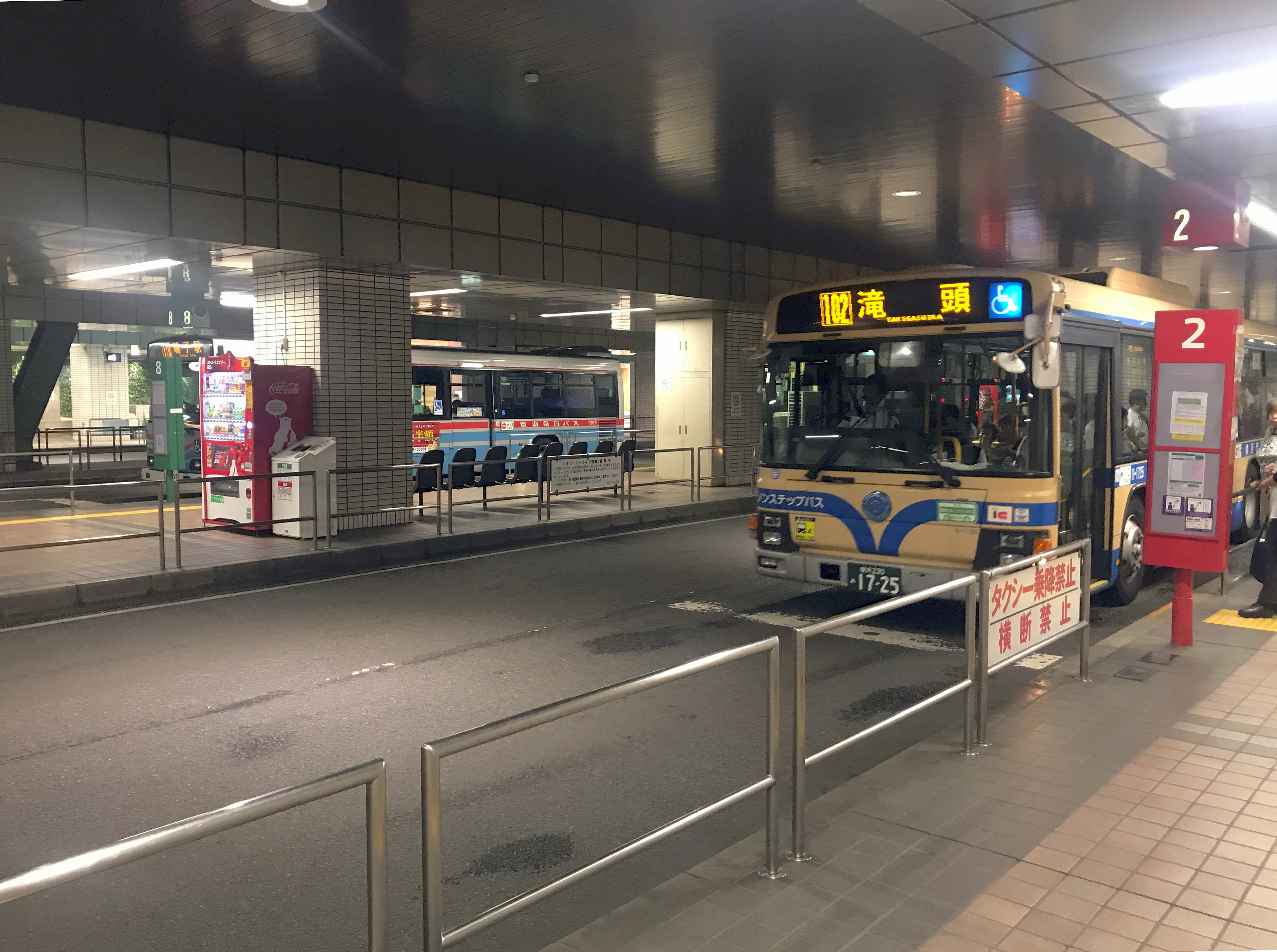
東口バスターミナル
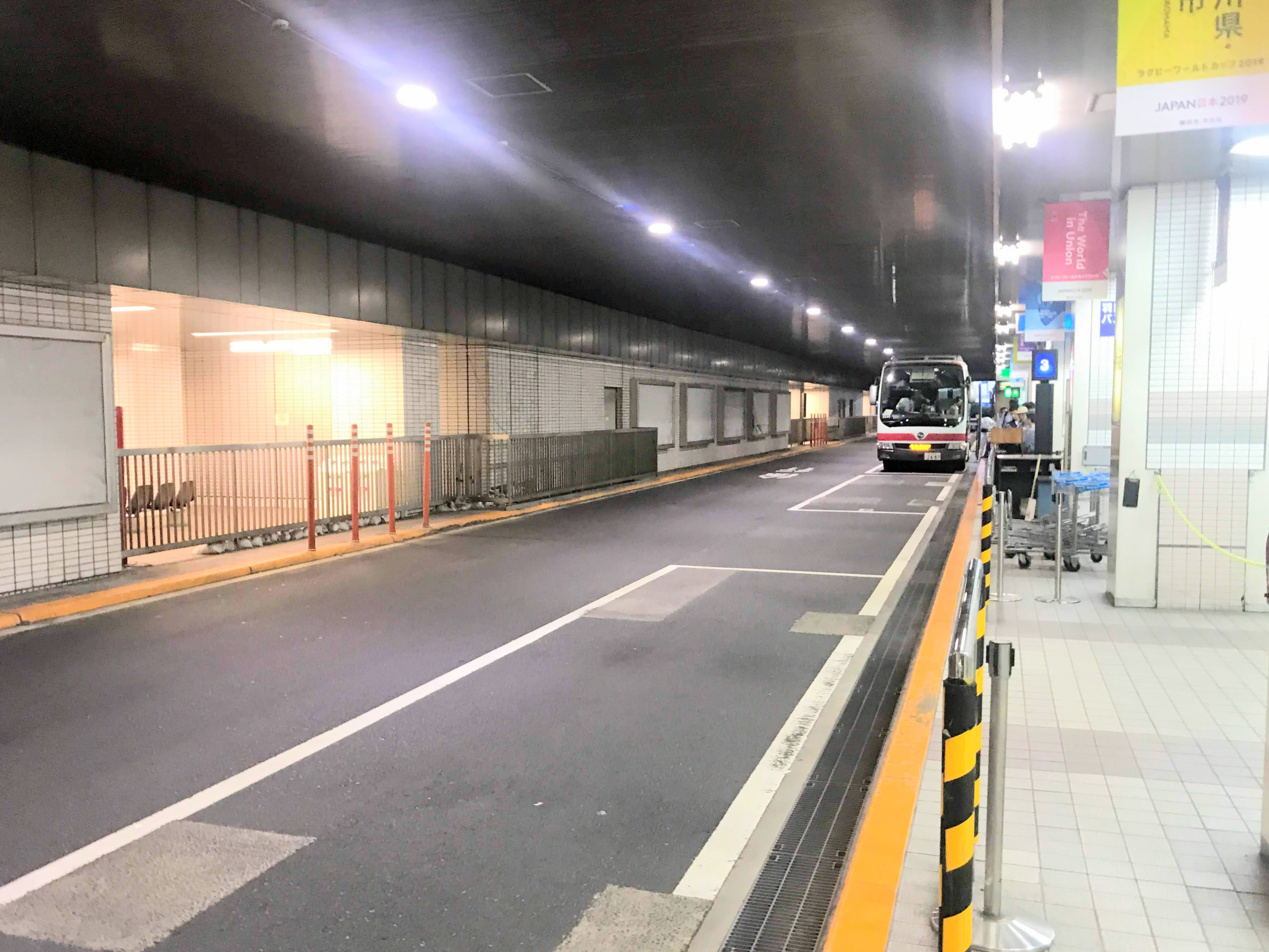
YCATのりば 左側は東口バスターミナル
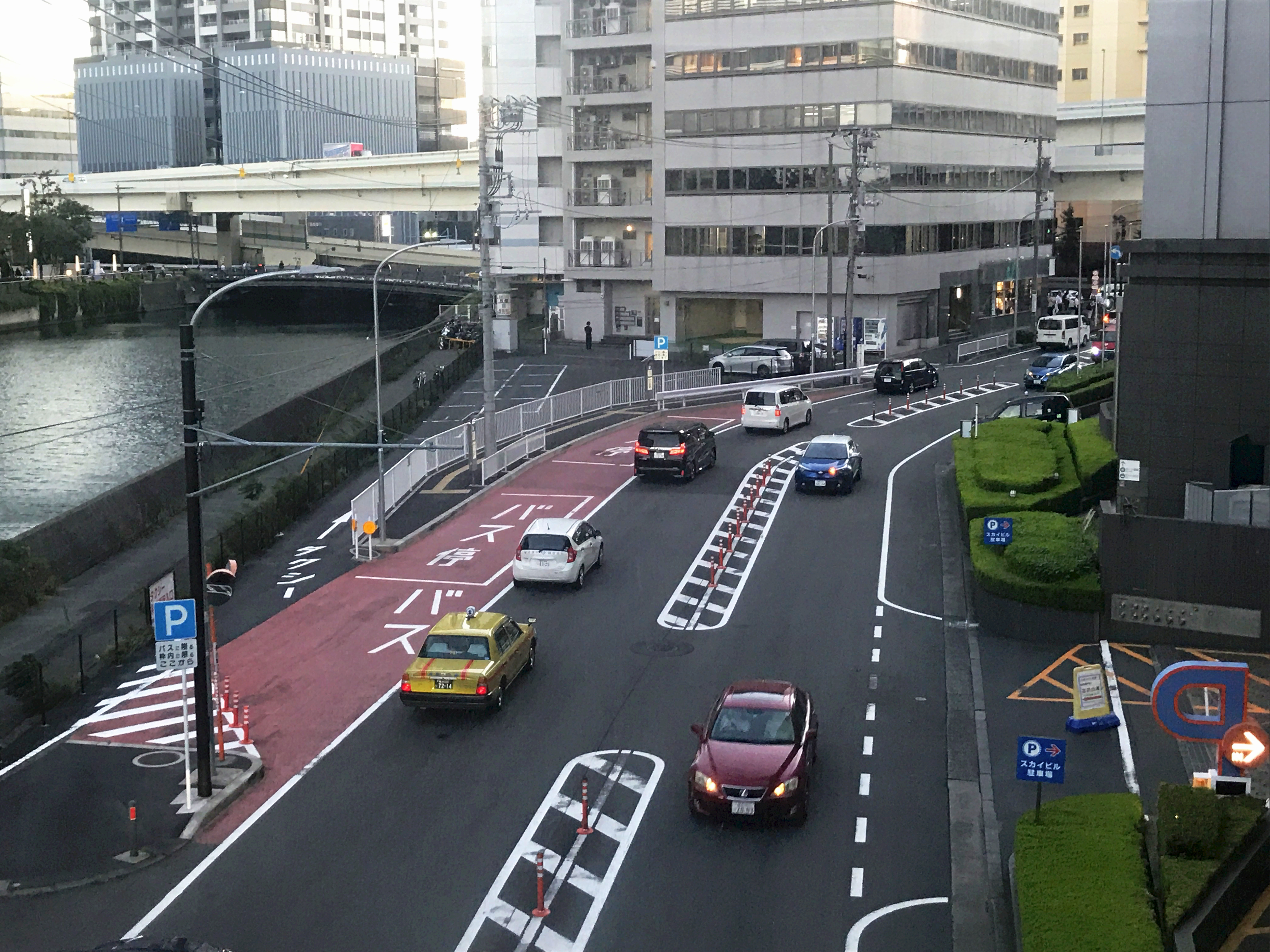
横浜駅東口スカイビル(YCAT)前バス停 右側はスカイビル

#### 東口バスターミナル
横浜駅東口（現 横浜駅東口駅前広場）から、1974年12月8日にスカイプールの前（現在の東口バスターミナルの国道1号側）に移転。1981年11月に、現在地である横浜新都市ビル1階の横浜駅東口第二広場に移転。横浜新都市ビル（そごう）1階に横浜駅前（横浜駅・横浜駅東口）ターミナルがあり、主に沿岸部へ向かう路線が発着する。A島の南隣（横浜スカイビル1階）には、空港リムジンバス・高速バス専用のYCATのりばが設置されている。定期観光バス「ベイサイドライン」はこのターミナルを発着していた。
のりば入口は、地下1階および2階からA〜Cそれぞれの島につながる階段がある他、1階からはそごうの南エレベータとA島、店内からC島に入れる。地上の一般歩道から直接入るのは不可。ターミナル内で平面移動できる通路も設置されていない。
| のりば | 運行事業者     | 系統・行先 | 備考                                                  |
| ------ | -------------- | --- | ----------------------------------------------------- |
| 1      | 横浜市営バス   | - 26：港湾カレッジ前 / 横浜港シンボルタワー / 海づり桟橋 / 本牧ポートハイツ前 / 本牧TOC - 89（Nルート）：一本松小学校 - 123（急行）：日産本牧専用埠頭 | - 「26」本牧車庫は平日1本のみ - 「123」急行は平日のみ |
| 2      | 横浜市営バス   | - 8・168：本牧車庫 - 280（急行）：三渓園 | 「280」急行は土休日のみ                               |
| 3      | 横浜市営バス   | 105・106：本牧車庫 |                                                       |
| 4      | 横浜市営バス   | - 48：コットンハーバー / 東神奈川駅 - 200（BAYSIDE BLUE）：（循環）横浜駅改札口前                                                                     |                                                       |
| 5      | 横浜市営バス   | - 9・102：滝頭 - 循環102：横浜駅前 |                                                       |
| 6      | 横浜市営バス   | （降車専用） | （降車専用）                                          |
| 7      | 横浜市営バス   | 103：根岸台 / 本牧車庫 / 根岸駅 |                                                       |
| 8      | 京浜急行バス   | 110：杉田平和町 |                                                       |
| 9      | 神奈川中央交通 | 横43・横44：戸塚駅東口 |                                                       |
| 10     | 神奈川中央交通 | 港61：港南台駅 |                                                       |
| 11     | 神奈川中央交通 | 77：芹が谷 |                                                       |
| 12・13 | （降車専用）   | （降車専用） | （降車専用）                                          |
| 14     | 横浜市営バス   | - 109（急行）：スカイウォーク前 / 横浜駅前 - 109（特急）：大黒税関正門前 / C3バース                                                                   | 「109（特急）」はキャッシュレス決済のみで平日朝のみ   |
| 15     | 横浜市営バス   | - 7：川崎駅西口 - 29：鶴見駅東口 - 86：生麦 |                                                       |

#### 横浜駅改札口前停留所
東口地下街ポルタ入口そばにある。
- BAYSIDE BLUE：当停留所止まり
- 桜木町駅・戸部駅方面から東口バスターミナル行の全路線：降車専用

#### 西口バスターミナル
西口は「横浜駅西口」バス停があり、横浜市営バス、神奈川中央交通、相鉄バスの3社局の路線バスが乗り入れている。バスのりばは3つに分散しており、西口駅舎前の地下街（旧称：ザ・ダイヤモンド）上に第1バスのりば（のりば番号：1から10番台）、横浜ベイシェラトン ホテル&タワーズの西側に第2バスのりば（のりば番号は20番台）、ヨドバシカメラ向かいの天理ビル前に第3バスのりば（のりば番号は30番台）がある。
第1バスのりばは地下街からの階段、エレベーターとしか繋がっておらず、利用する際は地下街から入る。
第3バスのりばは、第2バスのりばが2017年7月24日から貸し切りバス専用乗降場に変更されたため、その代替として同日より運用を開始した。

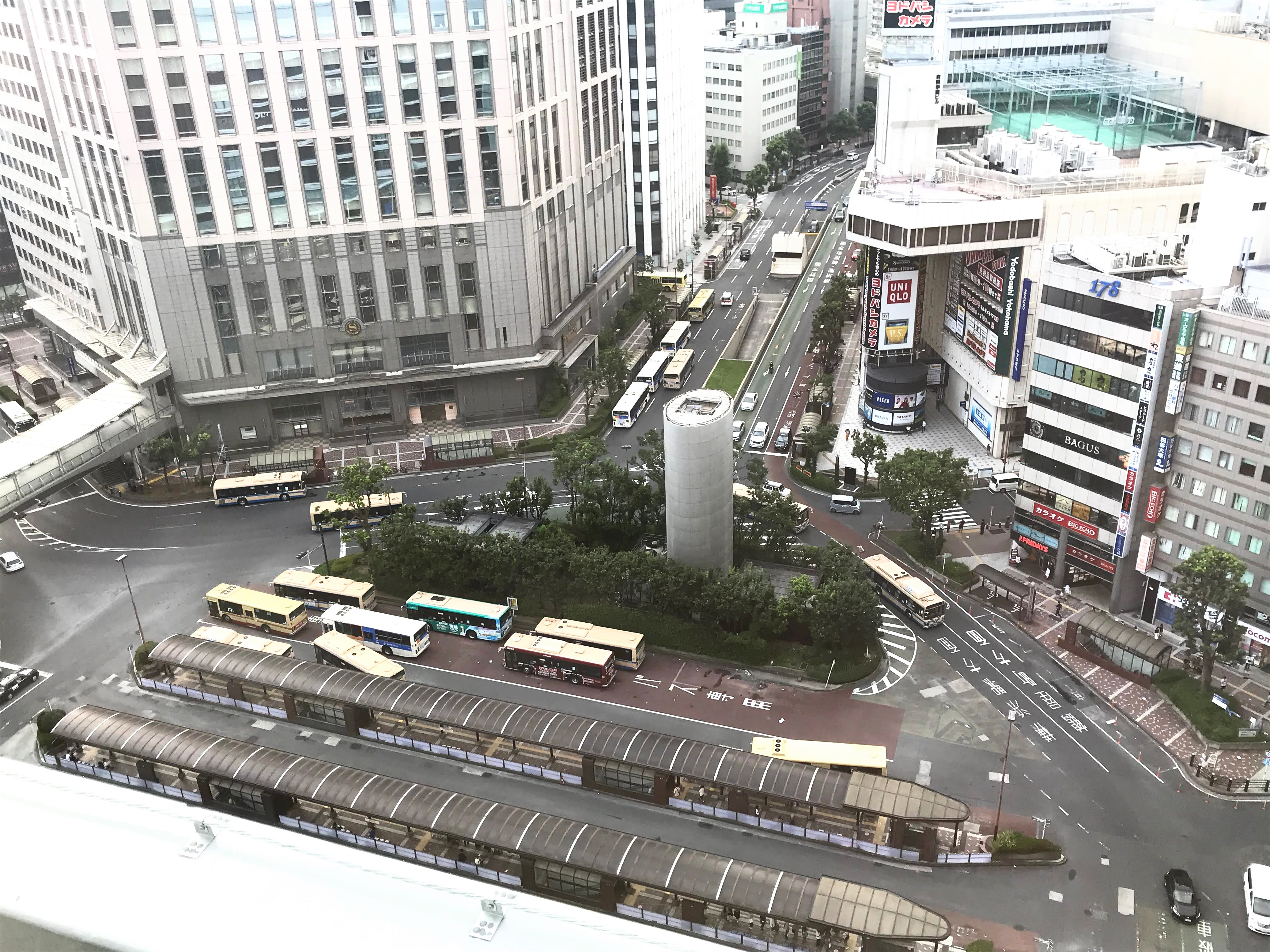
下側が第1バスのりば、上側の道路が第3バスのりば
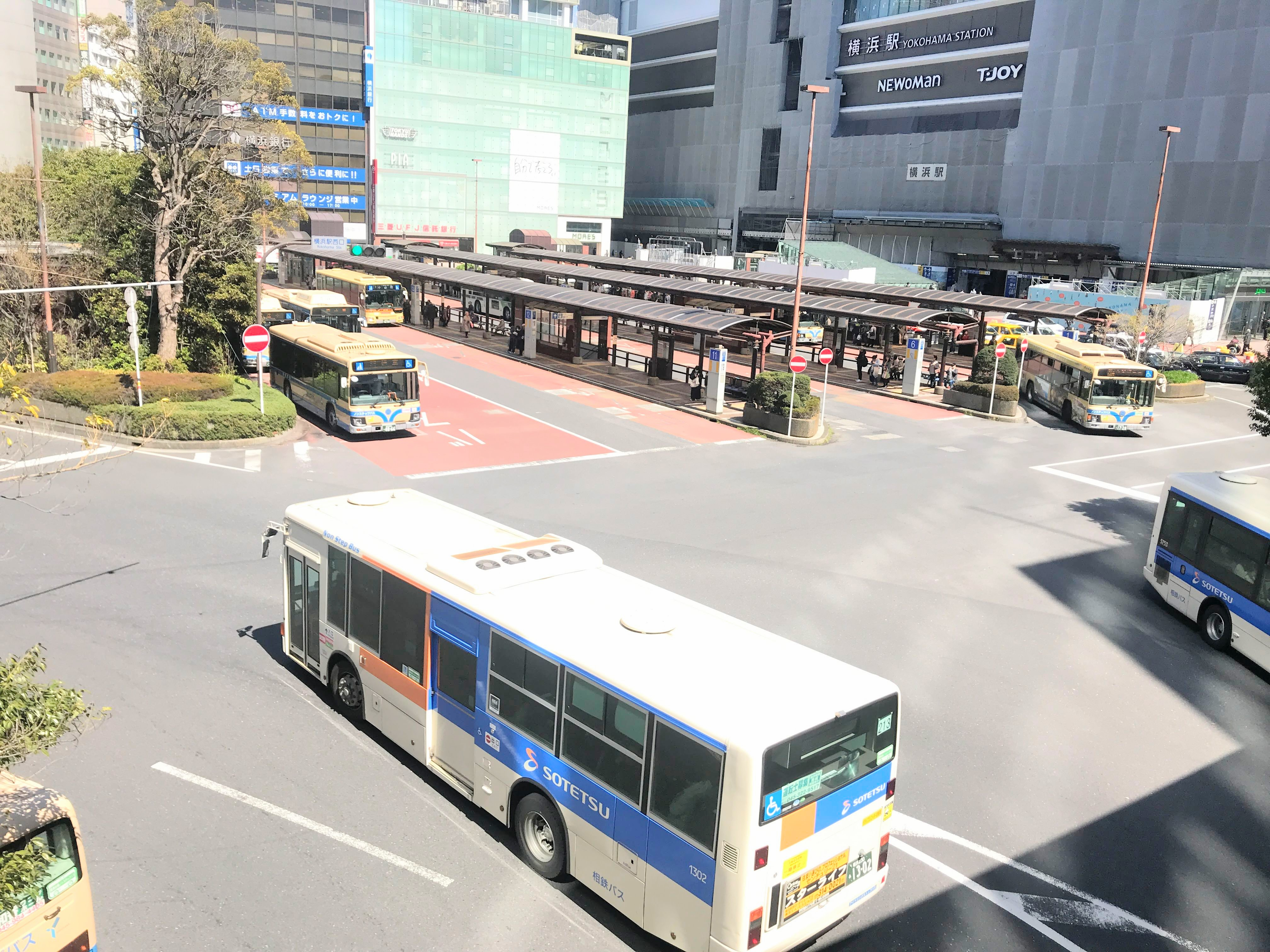
第1バスのりば
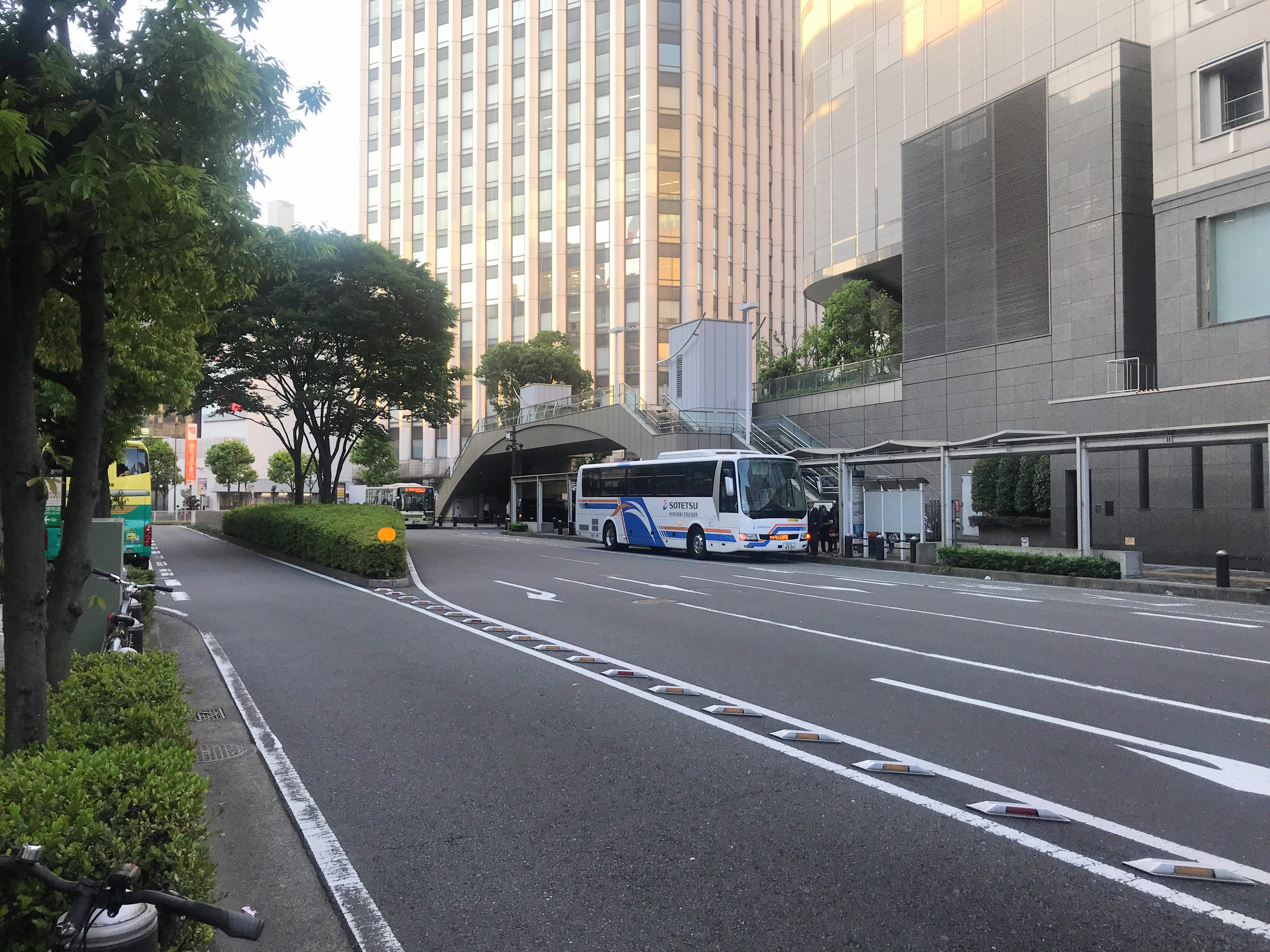
第2バスのりば
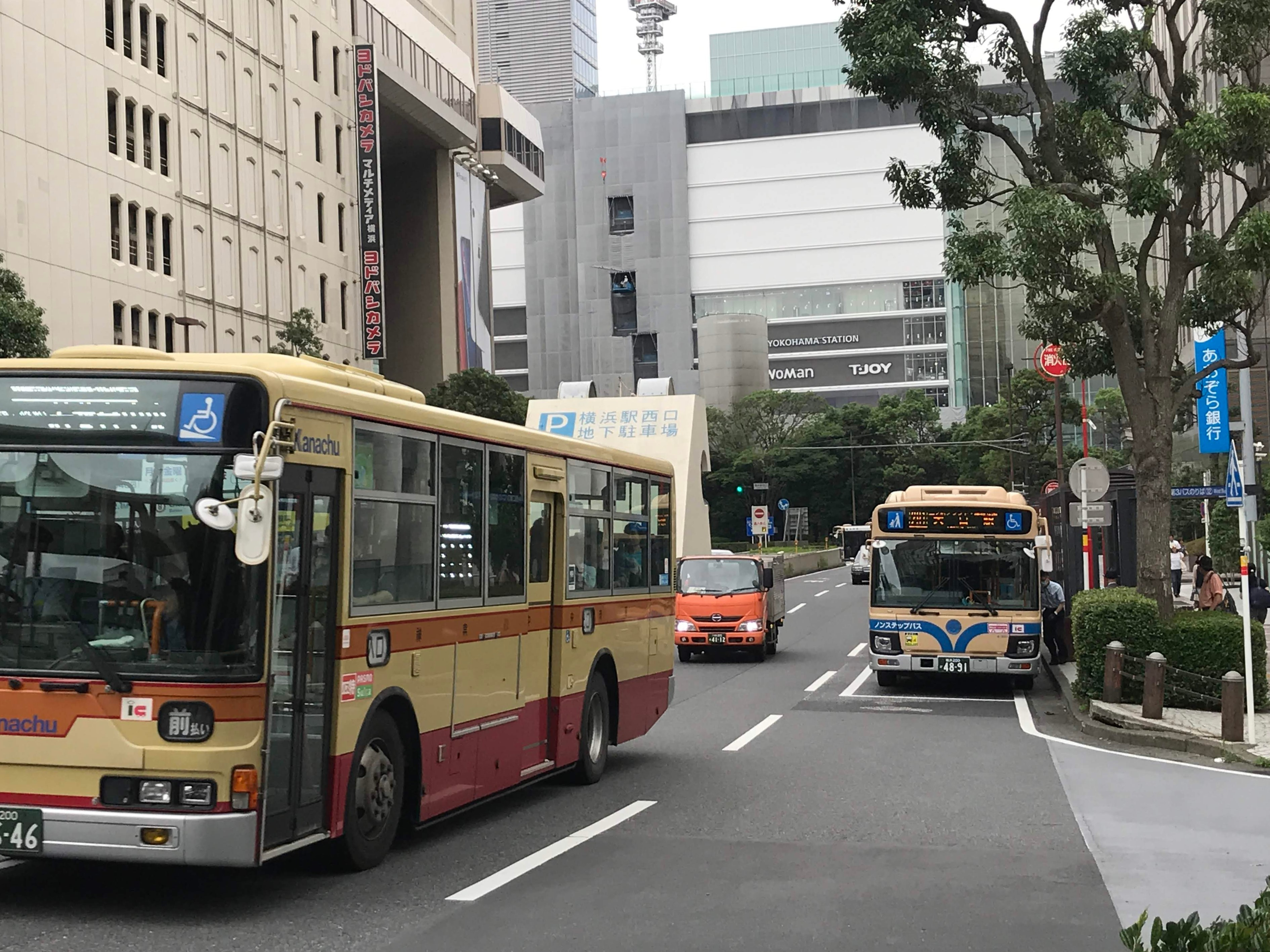
第3バスのりば

##### 第1バスのりば
西口の駅舎前にある。
| のりば   | 運行事業者     | 系統・行先                                                                                           | 備考 |
| -------- | -------------- | --- | --- |
| 1        | 横浜市営バス   | - 36：緑車庫前 / 西菅田団地 - 82：八反橋                                                             | - 「36」は途中「西菅田団地」止まりまたは経由するが相鉄バスも同名停留所があるが別位置にある - 「82」神大寺入口は1日1本のみ（休日のみ2本） |
| 2        | 横浜市営バス   | - 38：鶴見駅西口 - 39：緑車庫前 - 59：新綱島駅                                                       | - 「39」は平日最終便のみ中山駅前行き - 「59」は最終便のみ大豆戸交差点止まり                                                              |
| 3        | 横浜市営バス   | - 35・50：（循環）横浜駅西口 - 50：神大寺入口                                                        | |
| 4        | 横浜市営バス   | 25：保土ケ谷駅西口                                                                                   | |
| 5        | 横浜市営バス   | 31：大口駅                                                                                           | 平日1本のみ白幡東町止まり |
| 6        | 横浜市営バス   | 34・87・209：（循環）横浜駅西口                                                                      | 「209」は平日のみ |
| 7        | 相鉄バス       | - 浜44：（循環）横浜駅西口 / 横浜車庫 - 浜83：上菅田東部公園                                         | 「浜44」は午前は天屋先回り・午後は東泉寺前先回り。また、一部は途中の横浜車庫止まり                                                       |
| 8        | 相鉄バス       | - 浜1：新横浜駅 / 小机駅 / 西菅田団地 - 浜7：横浜車庫 - 浜13：上星川駅                               | 「浜1」小机駅は平日のみ「西菅田団地」は横浜市営バスも同名停留所があるが別位置にある                                                      |
| 9        | 相鉄バス       | 浜11：上星川駅 / 釜台住宅第3                                                                         | 平日「釜台住宅第3」最終便のみ深夜バス |
| 10       | 相鉄バス       | 浜5・浜10：（循環）横浜駅西口                                                                        | - 「浜5」は、土曜休日のみ第2ターミナル着。また、一部は途中の洪福寺止まり - 「浜10」は、平日のみ。また、一部は途中の横浜新道止まり        |
| 11       | 横浜市営バス   | - 202・208：（循環）横浜駅西口 - 204：浅間町車庫前 - 207：保土ケ谷車庫前                             | - 「202」は最終便のみ岡沢下止まり - 「208」は平日のみ                                                                                    |
| 12       | 神奈川中央交通 | 62（急行）：千丸台団地 / 千丸台集会所                                                                | |
| 13       | 神奈川中央交通 | - 1・横51・横52：中山駅 - 5：若葉台中央                                                              | |
| 13       | 神奈川中央交通 | 横04：鶴間駅東口                                                                                     | 平日1本のみ |
| 14       | 横浜市営バス   | - 92（急行）：笹山団地中央 - 201：（循環）横浜駅西口 - 329：（循環・急行）横浜駅西口 /（急行）国大西 | - 「201」は平日のみ国大西循環で土休日は和田町循環 - 「329」急行は平日朝のみ                                                              |
| 15       | （降車専用）   | （降車専用）                                                                                         | （降車専用） |
| 臨時路線 | 横浜市営バス   | 37：（直行）三ツ沢グランド前                                                                         | ニッパツ三ツ沢球技場で試合がある時のみ運行                                                                                               |
| 臨時路線 | 横浜市営バス   | - 150A：（直行）横浜国立大学正門前 - 150B：（直行）国大西                                            | 横浜国立大学のオープンキャンパスや入学試験がある時のみ運行                                                                               |
| 臨時路線 | 相鉄バス       | 臨浜7：横浜車庫                                                                                      | ニッパツ三ツ沢球技場で試合がある時のみ臨時便を増発                                                                                       |
| 臨時路線 | 相鉄バス       | 臨浜10：（直行）横浜国立大学正門前                                                                   | 横浜国立大学のオープンキャンパスや入学試験がある時のみ運行                                                                               |

##### 第2バスのりば
横浜ベイシェラトン ホテル&タワーズの西側にある。
| のりば                           | 運行事業者                                                                                            | 系統・行先 | 備考                  |
| -------------------------------- | --- | --- | --------------------- |
| 21                               | 神奈川中央交通                                                                                        | - 横17：東戸塚駅東口 - 横46：戸塚駅東口                                                                            | 「横46」は平日1本のみ |
| 22                               | | |                       |
| 相鉄バス                         | - 深夜急行：海老名駅 - 三井アウトレットパーク 横浜ベイサイド線：三井アウトレットパーク 横浜ベイサイド | 「三井アウトレットパーク 横浜ベイサイド直行便」は土日祝のみで4往復                                                 |                       |
| - 相鉄バス - フジエクスプレス    | - レイクライナー：河口湖駅 - さがみ湖イルミリオン線：さがみ湖MORI MORI                                | - 「レイクライナー」は富士山五合目夏季の登山シーズンの特定日に1往復延長運転 - 「さがみ湖イルミリオン線」は季節運行 |                       |
| - 相鉄バス - 東急バス - 上田バス | 横浜 - 軽井沢・草津温泉線：草津温泉                                                                   | |                       |
| - 東北急行バス - 近鉄バス        | フライングライナー号・フライングスニーカー号：大阪阿部野橋駅                                          | |                       |
| - 四国高速バス - 西東京バス      | ハローブリッジ号：丸亀駅                                                                              | |                       |
| - 伊予鉄バス - 西東京バス        | オレンジライナーえひめ号：八幡浜駅                                                                    | 松山室町営業所 - 八幡浜間は運休中のうえ、特定日運行                                                                |                       |
| 23                               | （降車専用）                                                                                          | （降車専用） | （降車専用）          |

##### 第3バスのりば
ヨドバシカメラと横浜ベイシェラトン ホテル&タワーズの間の、天理ビル前にある。
| のりば | 運行事業者             | 系統・行先                                                    | 備考                           |
| ------ | ---------------------- | ------------------------------------------------------------- | ------------------------------ |
| 31     | 横浜市営バス           | - 53：平和台折返場 - 68：滝頭                                 |                                |
| 31     | 相鉄バス               | - 旭4：美立橋                                                 |                                |
| 32     | 横浜市営バス           | 291：大口駅                                                   |                                |
| 32     | 相鉄バス               | - 浜4：保土ケ谷駅東口 - 浜16：西原住宅 - 旭10：よこはま動物園 |                                |
| 32     | 横浜市営バス・相鉄バス | 臨時(直行)：三ツ沢総合グランド入口                            | 横浜FCホームゲーム開催日に運行 |

### 高速バス
東口・西口およびYCATから各地への高速バスが発着する。

#### YCATのりば
スカイビル1階に所在する。

#### 東口バスターミナル
横浜新都市ビル（そごう横浜店）1階に所在する。
| 運行時間 | 運行事業者                            | 系統・行先                                                                                              | 備考                   |
| -------- | ------------------------------------- | --- | ---------------------- |
| 昼行便   | - 川崎鶴見臨港バス                    | 浮島・小島地区（浮島町五番地・江川一丁目）方面                                                          |                        |
| 昼行便   | - 京浜急行バス - 京成バス             | 東京ディズニーリゾート                                                                                  |                        |
| 昼行便   | - 京浜急行バス - 日東交通 - 小湊鉄道  | 木更津金田バスターミナル・袖ケ浦バスターミナル・木更津駅                                                |                        |
| 昼行便   | - 小湊鉄道                            | 三井アウトレットパーク 木更津 / 市原駐車場・五井駅・蘇我駅 / 市原鶴舞バスターミナル・長南駐車場・茂原駅 |                        |
| 昼行便   | - 京浜急行バス - 日東交通             | 君津バスターミナル・館山駅                                                                              |                        |
| 昼行便   | - 京浜急行バス - 小田急ハイウェイバス | 御殿場駅・箱根桃源台                                                                                    |                        |
| 昼行便   | 伊那バス                              | ベイブリッジ号：伊那市・駒ヶ根市・飯田市方面                                                            |                        |
| 昼行便   | 西日本ジェイアールバス                | 横浜グラン昼特急大阪号：京都深草・大阪駅方面                                                            | 現在運休中             |
| 昼行便   | - 京浜急行バス - 山梨交通             | 勝沼・一宮・石和・山梨学院大学・甲府駅・竜王                                                            |                        |
| 夜行便   | 弘南バス                              | ニューノクターン号：弘前バスターミナル・五所川原駅方面                                                  |                        |
| 夜行便   | 岩手県北自動車                        | MEX盛岡・宮古号：盛岡駅・宮古駅・道の駅やまだ方面                                                       |                        |
| 夜行便   | ジェイアールバス東北                  | 仙台 - 首都圏線（仙台・東京横浜号）：長町駅・仙台駅方面                                                 |                        |
| 夜行便   | 三重交通                              | いが号：上野市駅・名張市役所方面                                                                        | 現在運休中             |
| 夜行便   | 西日本ジェイアールバス                | - グランドリーム横浜号：京都駅・大阪駅・USJ方面 - 青春ドリーム号横浜号：草津駅・大阪駅・USJ方面         | 現在、両路線とも運休中 |
| 夜行便   | - 京成バス - 阪急バス                 | 千葉・TDR・東京・横浜 - 大阪・神戸線：大阪梅田・神戸三宮方面                                            |                        |
| 夜行便   | 中国バス                              | メイプルハーバー：岡山・倉敷・福山・広島方面                                                            | 現在運休中             |
| 夜行便   | グレース観光バス                      | グレースライナー：名古屋方面 / 京都・大阪方面                                                           |                        |
| 夜行便   | 平成エンタープライズ                  | VIPライナー：京都・大阪方面                                                                             |                        |
| 夜行便   | サンシャインエクスプレス              | サンシャインエクスプレス：京都・大阪方面                                                                |                        |
| 夜行便   | - 三栄交通 - 千葉みらい観光バス       | KBライナー：南草津・京都・大阪方面 / 岡山・倉敷方面                                                     |                        |
| 夜行便   | 桜交通                                | キラキラ号：長岡・燕三条・新潟方面                                                                      |                        |

#### 横浜駅東口スカイビル(YCAT)前
スカイビルの外周道路に所在する（北緯35度27分50.8秒 東経139度37分29.8秒 / 北緯35.464111度 東経139.624944度）。待機場所が狭いため、YCATの真上（スカイビル2階の屋外）が集合場所に指定されていることが多いので、注意が必要。
| 運行事業者               | 系統・行先                                              | 備考 |
| ------------------------ | ------------------------------------------------------- | ---- |
| 武井観光                 | アミー号：名古屋方面                                    |      |
| 桜交通                   | キラキラ号：仙台・石巻方面／京都・大阪方面              |      |
| 千葉みらい観光バス       | KBライナー：大阪・姫路方面                              |      |
| ジャムジャムエクスプレス | JAMJAMライナー：神戸三宮・姫路方面 / なんば・和歌山方面 |      |
| 杉崎観光バス             | 杉崎高速バス：名古屋／姫路・岡山方面                    |      |

#### 西口バスターミナル
| 運行時間 | 発着ターミナル | 運行事業者                    | 系統・行先                                                                       | 備考 |
| -------- | -------------- | ----------------------------- | -------------------------------------------------------------------------------- | --- |
| 昼行便   | 第2ターミナル  | - 相鉄バス - フジエクスプレス | - レイクライナー：御殿場駅・富士急ハイランド・河口湖駅 - さがみ湖MORI MORI       | - 「レイクライナー」は夏季の登山シーズンの特定日に1往復を富士山五合目まで延長運転 - さがみ湖MORI MORI行は季節運行 |
| 夜行便   | 第2ターミナル  | - 東北急行バス - 近鉄バス     | フライングライナー号・フライングスニーカー号：京都駅・大阪駅・大阪阿部野橋駅方面 | |
| 夜行便   | 第2ターミナル  | - 西東京バス - 四国高速バス   | ハローブリッジ号：高松駅・丸亀駅方面                                             | |
| 夜行便   | 第2ターミナル  | - 西東京バス - 伊予鉄バス     | オレンジライナーえひめ号：松山市駅・八幡浜駅方面                                 | 松山室町営業所 - 八幡浜間は運休中・東京 - 松山間は特定日運行                                                      |

## タクシー乗り場

### 西口
西口バスターミナル（横浜駅西口駅前広場）の、高島屋側に設置されている。

### 横浜駅東口タクシープラザ
正式名称は横浜駅東口駅前第2交通広場。横浜駅きた東口から横浜新都市ビルの間、国道1号線の地下にあるタクシー乗り場。
横浜市が設置・管理する交通広場であり、横浜新都市ビルの施設ではない。乗降場所は横浜ポルタ側にある。

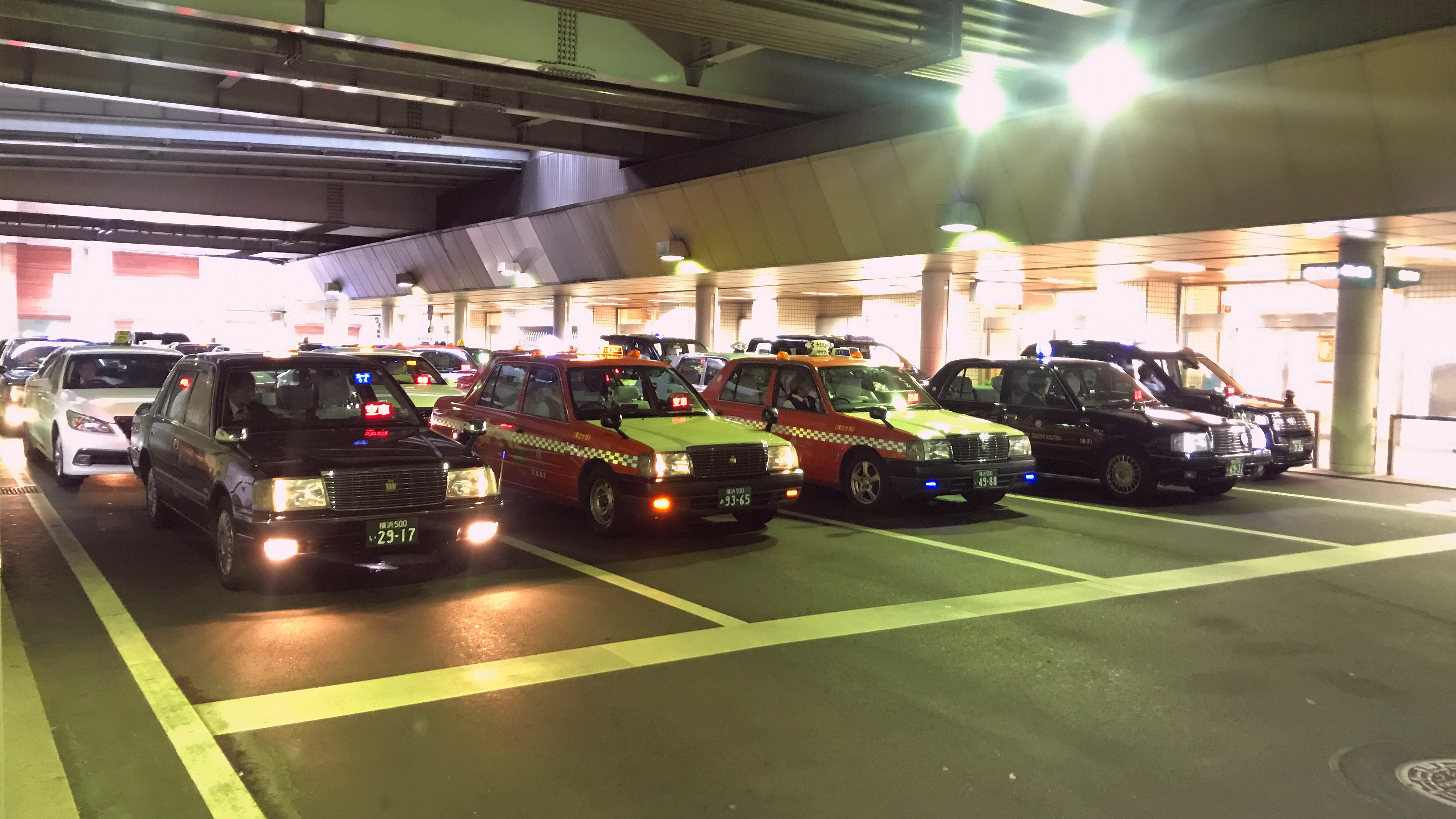
タクシープラザで待機するタクシー（右側が横浜ポルタ、奥が横浜新都市ビル）

## 水上交通・航路
- ポートサイド地区（横浜ベイクォーター1F）
  - シーバス：みなとみらい21ぷかり桟橋・赤レンガ倉庫・山下公園（ポートサービス）

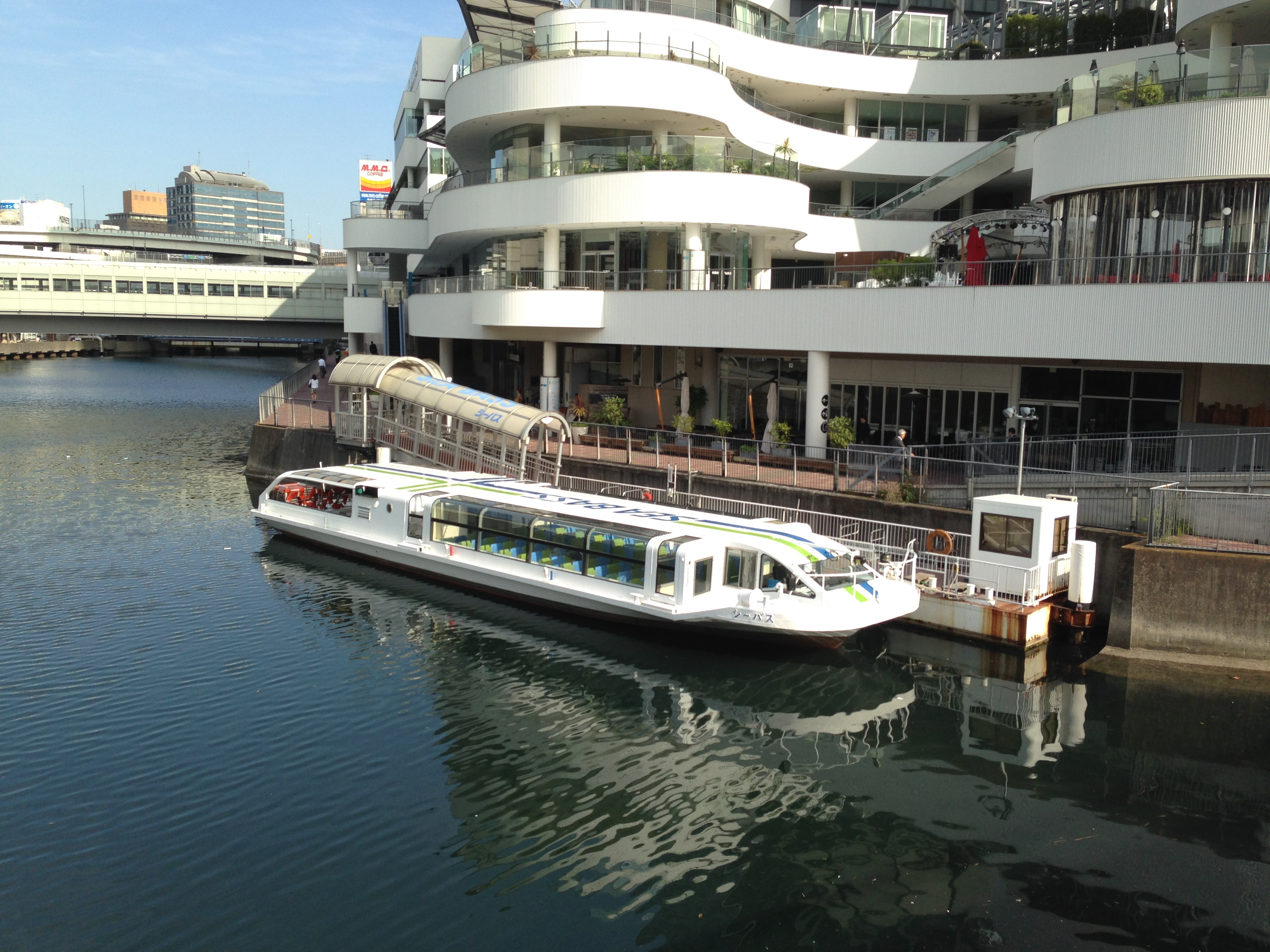
シーバス 横浜駅東口のりば

## エキサイトよこはま22（横浜駅周辺大改造計画）
横浜駅周辺大改造計画は、横浜駅周辺において国際化や都市間競争への対応・環境問題・駅としての魅力向上・災害時の安全性確保などの課題を解消し、「国際都市の玄関口としてふさわしいまちづくり」を進めるための指針となる計画で、大規模ターミナル駅周辺の再生モデルとして、行政と民間が共有・協働して実現していくことを基本としている。計画のプロジェクト名については2009年に一般公募され、2380件の名称案の中から「エキサイトよこはま22」に決まった。計画対象エリアの「横浜駅周辺地区」は、都心部の機能強化を目的として2014年度に策定された「横浜市都心臨海部再生マスタープラン」においてその対象となる都心臨海部五地区のうちの一つとなっている。

### 計画の概要など
横浜駅周辺では西口（幸栄）地区、西口五番街地区、きた西口鶴屋地区、東口地区などが、「横浜都心・臨海地域」として特定都市再生緊急整備地域に指定されており、今後再開発を行う計画となっている。これらの地域において老朽化した建物を解体し、高層ビルなどによる横浜駅や駅周辺の一体再開発を目指す。当プロジェクトでは新たな枠組みとして再開発地区を5つのエリアに分けており、横浜駅を中心に西口周辺（五番街含む）および東口周辺の地区を合わせて「センターゾーン」とし、その周囲にある4つのエリアをそれぞれ「南幸地区」、「北幸地区」、「鶴屋町地区」、「平沼地区」としている。
建物の建て替えのみならず、現在は地下で結ばれている東口と西口方面を駅ホーム上空の2階部分で直線に結び（新たなペデストリアンデッキの整備）、駅前広場や待ち合わせ場所（ターミナルコア）の整備、中央通路と西口地下街（旧称：ザ・ダイヤモンド）の地下階層による接続（横浜駅西口改札跡地 にある、通称"馬の背"の解消）、駅周辺の遊歩道整備（東横線廃線跡〈横浜駅〜桜木町駅間〉の遊歩道整備を含む）、東口地区とみなとみらい地区の更なる接続強化（東口地区開発「ステーションオアシス」からのデッキレベルでの接続計画や出島地区における再開発を含む）、首都高速道路の壁面緑化、河川の有効活用や河川沿岸の整備（河川は治水対策をし、水上バスの運行やボードデッキを整備する）などを行い歩行者空間や交通の充実を図るというもので、横浜港開港150周年である2009年に計画がとりまとめられた。当初は開発の期間を二期に分け、全体の完成は計画策定から概ね20年後（2020年代中）を目処にしていた。しかし、2026年度を目標に検討が進められている計画更新に際して計画期間を延長し、改めて約20年先のまちの姿を見据えて、目標年次を2050年に設定した上でその中期にあたる2040年の将来像を描く方針である。
2010年1月には、「エキサイトよこはま22」の横浜市案による概ね20年後の横浜駅周辺を表したイメージ映像が同市都市整備局のサイトなどで公開された。この映像は今後の計画検討の際などに利用される予定である。
- 参考：横浜駅周辺地区・エキサイトよこはま22 > 計画の概要（横浜市都市整備局）
- 映像：エキサイトよこはま22(横浜駅周辺大改造計画) - YouTube（横浜市公式チャンネル「CityOfYokohama」）

### 関連する個別の開発計画

#### センターゾーン

##### 西口周辺の再開発計画

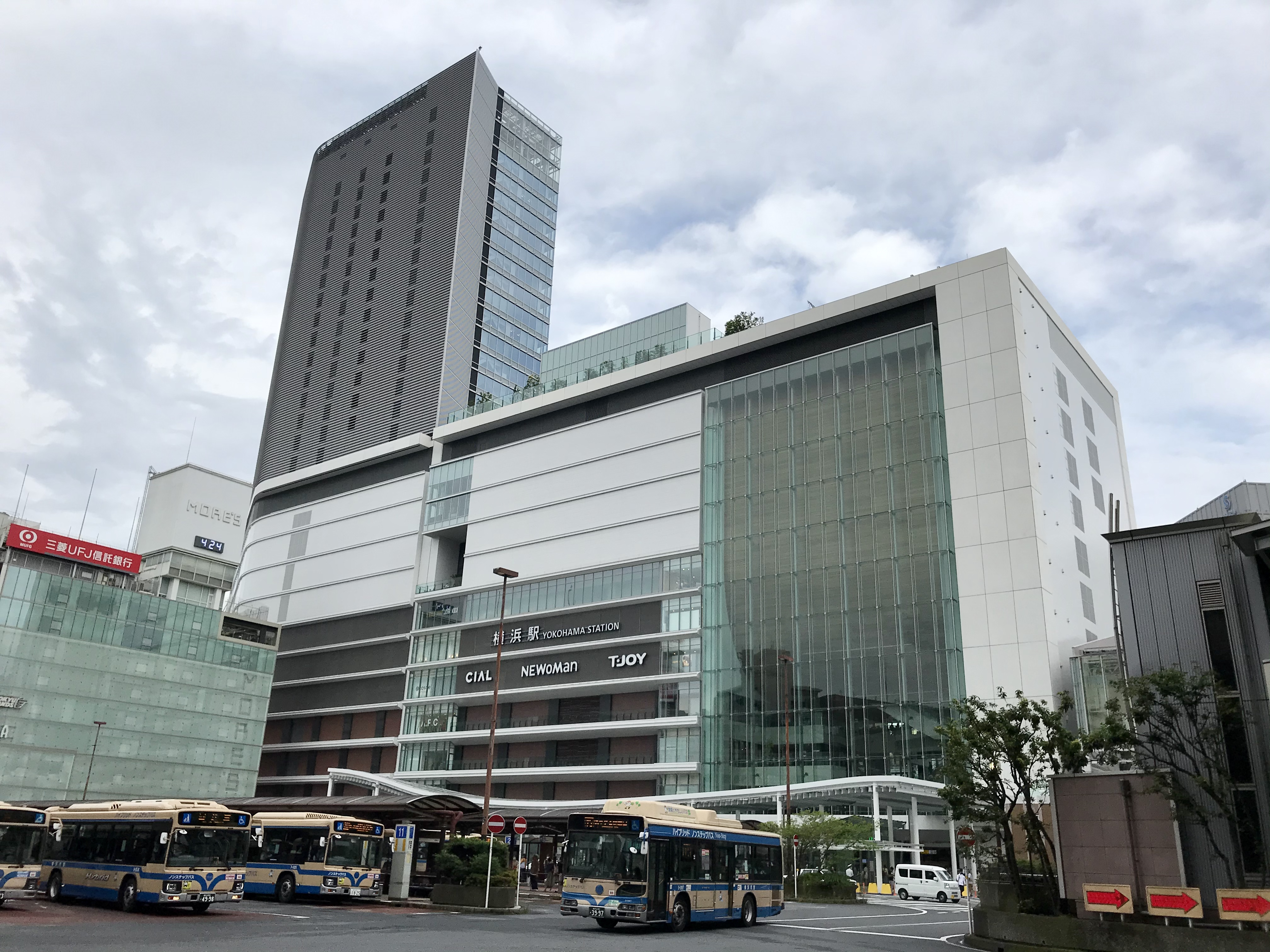
JR横浜タワー（2020年6月）

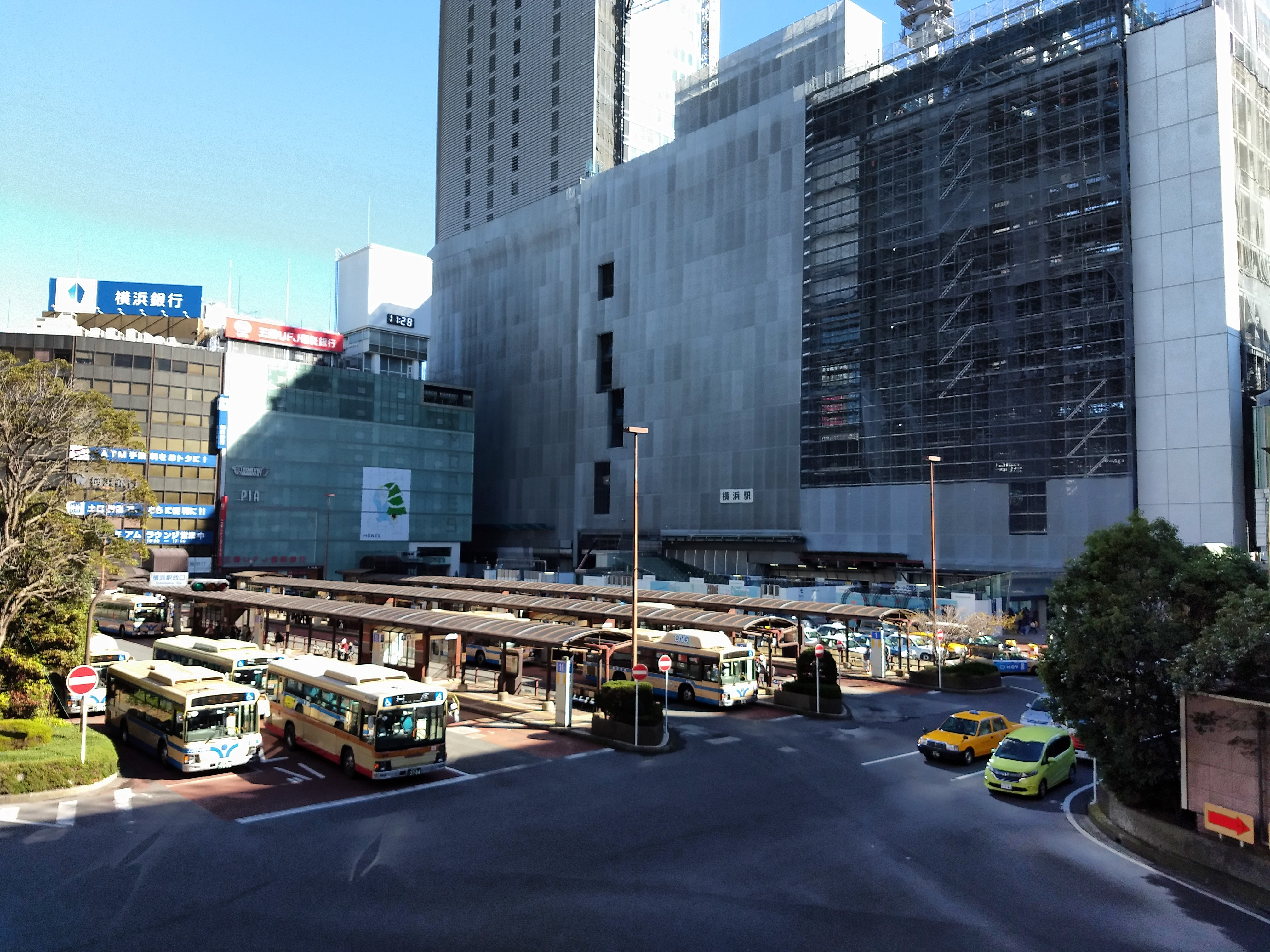
建設中のJR横浜タワー（2018年11月）

横浜駅西口開発ビル計画（駅前棟・鶴屋町棟）〈都市再生特別地区/駅前街区〉
2010年8月にJR東日本と東急による共同開発計画が発表された。いずれも2011年3月末閉館したCIAL（初代横浜駅西口駅舎 横浜ステーションビル）と横浜エクセルホテル東急を取り壊して高層駅ビルへの建て替えを行うもので、メインとなる駅前棟の上層部はオフィス、下層部は商業施設などが入る。また、鶴屋町地区には駐車場と保育所（当初計画）に加え、商業施設、ホテル、スポーツ施設（2017年10月の計画変更により追加）からなる鶴屋町棟が建設される。当初はJR線路の上部に8階部までの商業施設棟を建設するとしていたが、2014年3月に発表された計画で中止となった。
駅前棟は当初の計画では地上33階建て、高さ約195 mの予定であったが、後に高さを少し抑えて約180 mに変更すると発表。その後、東日本大震災を受けて安全性を重視するため更に規模縮小となる可能性が示唆され、2014年3月に発表された計画では、駅前棟は地上26階地下3階・高さ約135 m（最終的に高さ約132 m）、延床面積約94,000 m2、鶴屋町棟は地上9階・高さ約31 m、延床面積約24,000 m2（2017年10月の計画変更に伴い約31,500 m2に増床）となっている。
一方、開発時期についても当初の発表では2011年に着工して2019年の完成を目指すとしていたが、JR東日本は「東日本大震災を受けて建設計画を見直す」として計画の遅れが示唆され、2014年3月に発表された計画では、駅前棟と鶴屋町棟共に当初2020年夏に開催する予定であった東京オリンピック開幕前の開業を目指すとしていた。なお、実際に本着工したのは2016年4月1日（起工式は2015年10月19日）のことであり、着工が遅れることとなったCIALおよびエクセルホテル東急跡地では期間限定施設として、それぞれ商業施設の「西口ルミネ」や屋台村・仮設飲食店などが運営され、継続的に賑わいの創出が行われた。
2013年12月末には開発事業敷地内の東急所有地 をJR東日本に売却 し、開発主体を一元化すると発表（開発を加速するためのもので、東急は事業から完全撤退せずに「今後も様々な形で協力する」としている）。JR東日本を主体として鶴屋町棟から駅前棟に繋がる歩行者デッキなどを整備し、隣接する「横浜駅きた西口鶴屋地区再開発事業（仮称）」（後節参照）の再開発区域とも一体的に開発を進めていく。
2018年11月には横浜駅西口開発ビルの名称について駅前棟は「JR横浜タワー」、鶴屋町棟は「JR横浜鶴屋町ビル」にそれぞれ決定したとJR東日本が発表。2020年1月には開業日について「JR横浜タワー」が同年5月30日、「JR横浜鶴屋町ビル」が同年6月5日と発表された（オフィスや保育所、駐車場など施設の一部は同年4月より順次稼働）。さらに、同年3月には諸外国での新型コロナウイルス感染症（COVID-19）の感染拡大に伴い、家具の製作や納品遅延等の影響が出ているとして、ホテル「JR東日本ホテルメッツ 横浜」の開業日を同年6月27日に変更すると発表した。その後、同年5月13日にはCOVID-19感染拡大に伴う国の緊急事態宣言の発令を受けて、「JR横浜タワー」と「JR横浜鶴屋町ビル」の開業を延期することを発表。なお、「JR東日本ホテルメッツ 横浜」については予定通り同年6月27日に開業するとしている。
2020年6月には、JR横浜タワーでは商業施設「NEWoMan横浜」を同年6月18日、商業施設「CIAL横浜」、エンタテインメント・コンプレックス「T・ジョイ横浜」を同年6月24日にそれぞれ開業することを発表。また、JR横浜鶴屋町ビルでは商業施設「CIAL横浜 ANNEX」、ホテル「JR東日本ホテルメッツ 横浜」を同年6月27日（※CIAL横浜 ANNEX内の文化堂のみ同年6月18日開店）、スポーツ施設 「ジェクサー・フィットネス&スパ横浜」を同年8月7日にそれぞれ開業することを発表した。
両棟は以下の施設で構成される。また、歩行者デッキ「はまレールウォーク」で接続している。
- JR横浜タワー（地上26階・地下3階）
  - 商業施設「NEWoMan（ニュウマン）横浜」（1F-10F/ルミネ運営/新宿駅直結のJR新宿ミライナタワー内に続く2号店）
  - 商業施設「CIAL横浜」（B3F-B1F/横浜ステーシヨンビル運営/再開発前にあったCIALが復活）
  - エンタテインメント・コンプレックス「T・ジョイ横浜」（8F-10F/ティ・ジョイ運営/映画上映を中心に様々なイベントの開催など多目的利用が可能）
  - この他、高層部にはオフィスエリア「STATION SWITCH」（12F-26F/JR東日本ビルディング運営）も設けられる。

- JR横浜鶴屋町ビル（地上9階）
  - 商業施設「CIAL横浜 ANNEX」（1F-3F/横浜ステーシヨンビル運営）
  - ホテル「JR東日本ホテルメッツ 横浜」（3F-9F/日本ホテル運営）- 事前予約をすることで、駅ナカシェアオフィス「STATION WORK」が利用可能。
  - スポーツ施設 「ジェクサー・フィットネス&スパ横浜」（2F-3F/JR東日本スポーツ運営）
  - 駐車場「JR横浜パーキング」（4F-9F/横浜ステーシヨンビル運営）
  - この他、保育所（3F）や駐輪場・自動二輪駐車場（1F）も設けられる。

その他の再開発計画 
西口周辺は、西口五番街地区や西口（幸栄）地区でも再開発が検討されている。西口五番街地区は「横浜駅西口五番街地区第一種市街地再開発事業（仮称）」（敷地面積：0.8 ha/1987年再開発準備組合設立）として、西口（幸栄）地区は「横浜駅西口地区第一種市街地再開発事業（仮称）」（敷地面積：1.1 ha/1992年再開発準備組合設立）としてそれぞれ今後動き出す見込みで、いずれの再開発事業でも都市再生特別地区を想定している。
また、相鉄グループでは2023年度中に西口再開発の具体的計画を策定（ロードマップを作成）する方針を示していたが、2024年9月11日に「横浜駅西口大改造構想」を公表し、2020年代後半のムービル再開発を皮切りに保有資産の更新や合意形成などにより、西口周辺の大規模開発やインフラ整備など2040年代の実現を目指した新たなまちづくりを進めていく方針である。この構想では、新相鉄ビル（高島屋横浜店や相鉄ジョイナスが入る）の建て替えも視野に入れている。

##### 東口周辺の再開発計画

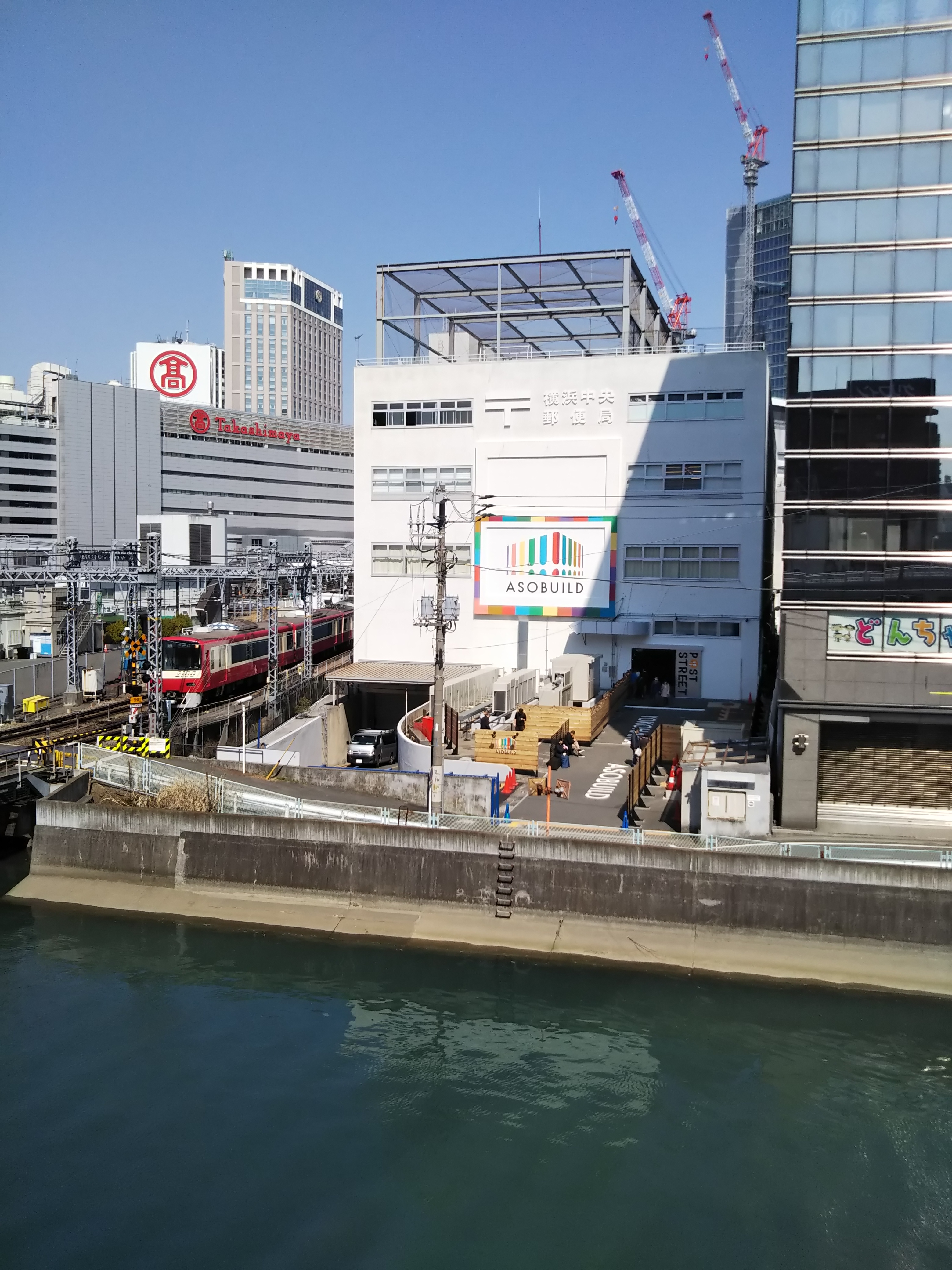
アソビル (AsoBuild)（2019年3月）

横浜中央郵便局などがあるみなみ東口の一帯は、「横浜駅みなみ東口地区」（ステーションオアシス地区）として再開発（横浜駅みなみ東口地区第一種市街地再開発事業〈仮称〉、地下より地上部・デッキレベルまで移動できるターミナルコアの整備も含む）が検討されている。事業主体は日本郵政、JR東日本、京浜急行電鉄、横浜市の4者で、2006年に「横浜駅東口地区開発（ステーションオアシス）推進協議会」を設立している。同市では2014年3月中に同地区の再開発（対象となるビルや駅前広場、歩行者デッキ、市道）に関する大まかな概要などを盛り込んだ基本構想をまとめる方針を示し、さらに都市再生特別措置法の申請期限が2017年3月31日までとなっているため、それまでに都市計画を制定する方針を示していたが、2017年度に歩行者ネットワークなどに関する「エキサイトよこはま22横浜駅みなみ東口地区」の地区計画が決定された。その後、2024年6月には計画策定に着手し市街地再開発事業を実現するため、「横浜駅みなみ東口地区市街地再開発準備組合」（理事長：崎陽軒/事業協力者：日本郵政不動産・JR東日本・京浜急行電鉄）が設立された。2025年4月15日には同地区の環境影響評価手続「計画段階配慮書」が公開され、建物の規模は地上45階建て（塔屋含む最高高さ約231m/建築物の高さ約218m）で、工期予定（事業スケジュール案）は2028年度着工および2037年度竣工・供用という事業計画が明らかとなった。
また、この再開発に関連して高島二丁目地区方面ともデッキレベルでの接続が計画されている。なお、東口周辺の再開発が本格化するまでの暫定施設として、横浜中央郵便局別館（2015年3月まで集配業務を行っていた）の建物をリノベーション活用した、アカツキライブエンターテインメントによる複合型体験エンターテインメント施設「アソビル」が2019年3月に開業している。
一方、前述のようにみなとみらい地区との接続を強化するため、東口の帷子川沿岸部（出島地区）からみなとみらい大橋に接続する道路「栄本町線支線1号」の整備およびその周辺部に位置する「出島地区」（横浜駅東口臨海地区）における再開発も検討されている（「栄本町線#整備計画」も参照）。

#### 鶴屋町地区
当地区（きた西口周辺）では、前述の「横浜駅西口開発ビル計画」における鶴屋町棟の計画の他にも、鶴屋橋の架替事業（2010年度〜2017年度実施予定） や以下の再開発事業が行われている。
横浜駅きた西口鶴屋地区第一種市街地再開発事業（敷地面積：0.8 ha）〈都市再生特別地区/全国初の国家戦略住宅整備事業〉
「横浜駅きた西口鶴屋地区市街地再開発組合」（相鉄不動産・東京急行電鉄JV）による地上43階（高さ約178 m）の複合ビルをメインとした再開発事業である。1〜4階（低層棟、高さ約40 m）は複合施設（商業施設や子育て支援施設、クリニックなど）およびアトリウム、4階および6〜12階は宿泊施設（ホテル・サービスアパートメント）、5階および13〜41階は住宅施設（分譲住宅）、最上階の42階は複合施設・ラウンジ「Vlag yokohama」を配置しており、2019年10月の着工後、2024年3月末に竣工を迎えた（商業施設や宿泊施設は一部フロアを除き同年6月開業）。施設全体の名称は「THE YOKOHAMA FRONT（ザ ヨコハマ フロント）」で、住宅施設（タワーマンション）の名称は「THE YOKOHAMA FRONT TOWER（ザ ヨコハマ フロント タワー）」となる。
「横浜駅西口開発ビル計画」（前節参照）の鶴屋町棟と一体的に整備する方針で、同計画の駅前棟および鶴屋町棟と歩行者デッキ「はまレールウォーク」で接続し、さらに当ビルの西側と北側に交通広場や道路も整備する計画となっている。

## モニュメント・パブリックアート
- 山下公園の『赤い靴はいてた女の子像』のミニチュア版が1982年8月より当駅南口に設置されていたが、駅構内の工事に伴い1998年に一時撤去となり以降駅の倉庫に保管されていた。2010年12月、自由通路（中央通路）に移設され現在に至る[120][121]。
- 中央通路の西口階段上部には利根山光人による陶板レリーフ作品『太陽とこども』（パブリックアート）が、1982年4月より日本交通文化協会によって設置されていた[122][123]。JR横浜タワー建設工事に伴い、2017年6月より撤去されていたが、2020年5月より地下1階・相鉄線連絡通路に移設された。ただし天井高の制約から、レリーフの左上のみ（全体の約1/4）の部分展示となっている[124]。

この他に、横浜市営地下鉄のハマリンロード（地下1階通路）の階段や、みなとみらい線の改札内にもパブリックアートがある。

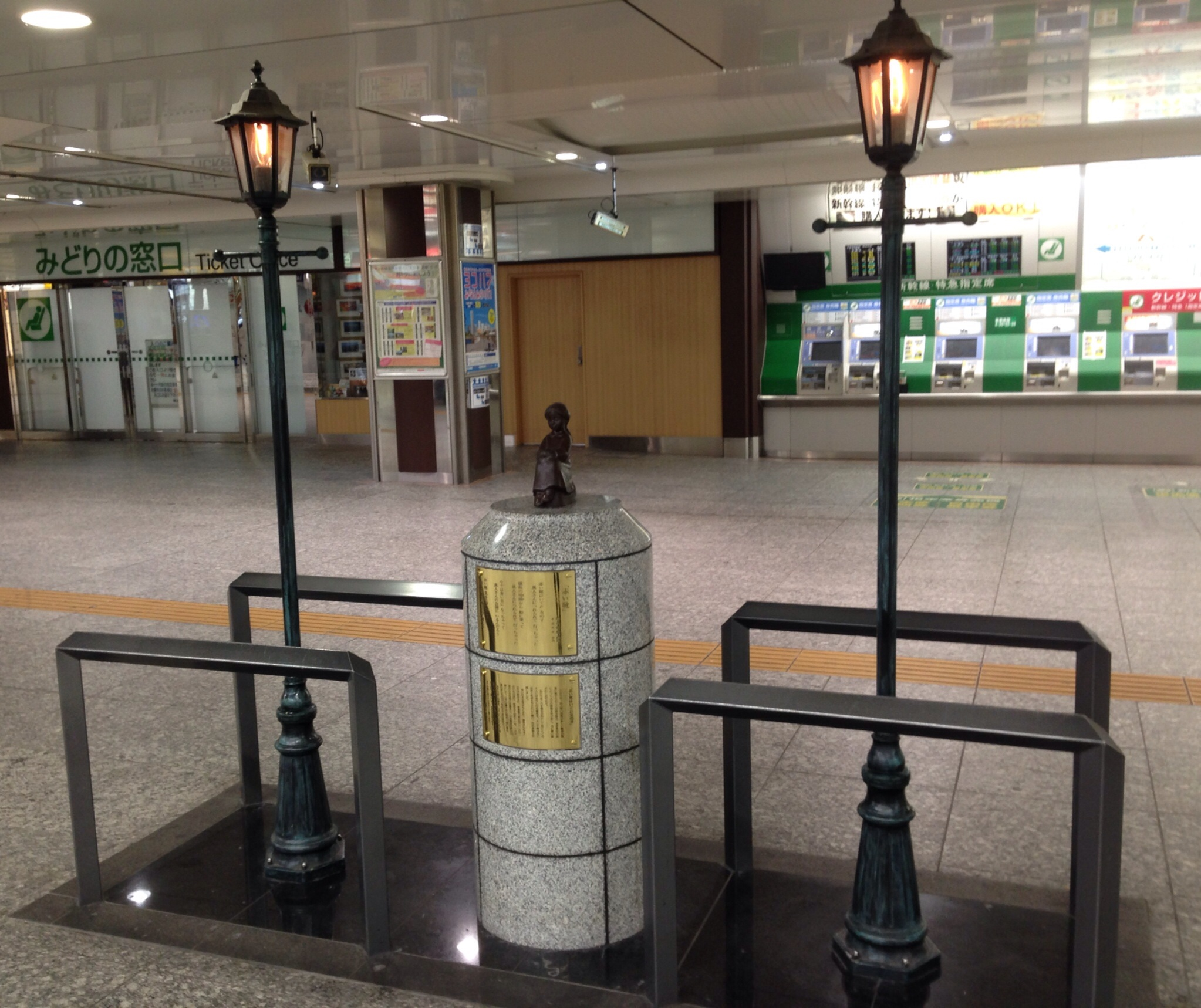
中央通路に設置されている赤い靴の女の子像のミニチュア版（2014年6月）
中央通路の西口階段に設置されていた陶板レリーフ作品『太陽とこども』（2017年6月）

## 舞台となった作品
映画
- ファンキーハットの快男児 - 主演：千葉真一・監督：深作欣二による1961年の日本映画で、横須賀線のプラットホームで誘拐の身代金を取引する攻防が展開された。

書籍
- 横浜駅SF - 柞刈湯葉の小説。長年にわたって改築が続く横浜駅。実はそれ自体が生命体で、やがて自己増殖を開始し、本州の99 %が横浜駅に覆われてしまった世界を描くSF作品。

## 隣の駅
東日本旅客鉄道（JR東日本）
 東海道線
- 特急「踊り子」「サフィール踊り子」、「鎌倉」、寝台特急「サンライズ瀬戸」「サンライズ出雲」停車駅

川崎駅 (JT 04) - 横浜駅 (JT 05) - 戸塚駅 (JT 06)
 横須賀線
- 特急「成田エクスプレス」停車駅

新川崎駅 (JO 14) - 横浜駅 (JO 13) - 保土ケ谷駅 (JO 12)
 湘南新宿ライン
- 特急「踊り子」「サフィール踊り子」停車駅

■特別快速・■快速（高崎線 - 横須賀線 - 東海道線直通）
武蔵小杉駅 (JS 15) - 横浜駅 (JS 13) - 戸塚駅 (JS 10)
■普通（宇都宮線 - 横須賀線直通）
新川崎駅 (JS 14) - 横浜駅 (JS 13) - 保土ケ谷駅 (JS 12)
 京浜東北・根岸線
■快速・■各駅停車
東神奈川駅（京浜東北線・JK 13) - 横浜駅 (JK 12) - 桜木町駅（根岸線・JK 11)
 横浜線（桜木町駅 - 当駅間は根岸線、当駅 - 東神奈川駅間は東海道本線（京浜東北線））
■快速・■各駅停車
桜木町駅（JK 11) - 横浜駅 (JK 12) - 東神奈川駅 (JH 13)
東急電鉄・横浜高速鉄道
 東横線・ みなとみらい線
- □S-TRAIN停車駅（西武車のみの運用。西武秩父方面は乗車のみ、元町・中華街行きは降車のみ）

■特急・□通勤特急・■急行
菊名駅（東横線・TY16） - 横浜駅 (TY21/MM01) - みなとみらい駅 （みなとみらい線・MM03）
■各駅停車
反町駅（東横線・TY20） - 横浜駅 (TY21/MM01) - 新高島駅 （みなとみらい線・MM02）
1950年までは反町駅との間に神奈川駅が設置されていた。
京浜急行電鉄（京急）
 本線
- □「イブニング・ウィング号」停車駅（乗車専用）

■快特
京急川崎駅 (KK20) - 横浜駅 (KK37)  - 上大岡駅 (KK44)
■特急
神奈川新町駅 (KK34) - 横浜駅 (KK37)  - 上大岡駅 (KK44)
■急行
京急東神奈川駅 (KK35) - 横浜駅 (KK37)  - 日ノ出町駅 (KK39)
■普通
神奈川駅 (KK36) - 横浜駅 (KK37)  - 戸部駅 (KK38)
1944年までは戸部駅との間に平沼駅が設置されていた。
相模鉄道（相鉄）
 相鉄本線
■特急・■通勤急行（到着列車のみ）
横浜駅 (SO01) - 西谷駅 (SO08)
■快速
横浜駅 (SO01) - 星川駅 (SO05)
■各駅停車
横浜駅 (SO01) - 平沼橋駅 (SO02)
横浜市営地下鉄（横浜市交通局）
 ブルーライン（3号線）
■快速
桜木町駅 (B18) - 横浜駅 (B20) - 新横浜駅 (B25)
■普通
高島町駅 (B19) - 横浜駅 (B20) - 三ツ沢下町駅 (B21)

### かつて存在した路線
東京急行電鉄（東急）
■東横線
■特急・□通勤特急・■急行
（菊名駅 - ）横浜駅 - 桜木町駅
■各駅停車
(反町駅 - ）横浜駅 - 高島町駅